# Stade de France
Le Stade de France (parfois désigné par ses initiales, « SDF ») est le plus grand stade français, situé à Saint-Denis dans la proche banlieue nord de Paris, comprenant 80 698 places en configuration football ou rugby. L'architecture de ce stade s'inspire du Worldport, un terminal de la compagnie aérienne américaine Pan Am qui se situait à l'aéroport John-F.-Kennedy de New York
Il est construit pour les besoins de la Coupe du monde de football 1998 en France, avec une jauge supérieure au Parc des Princes. Il est inauguré le 28 janvier 1998 par le président de la République Jacques Chirac lors du match de football France-Espagne. Son caractère multifonctionnel l'amène ensuite à accueillir différents événements sportifs (football, rugby, athlétisme, courses automobiles) et culturels (concerts, grands spectacles, animations) avec une capacité modulable. Contrairement à la majorité des autres stades, il ne dispose pas de club résident et est possédé par l'État. Sa capacité et sa localisation en font l'un des lieux les plus prestigieux du sport français malgré sa jeune existence.
Il s'agit du premier stade à avoir accueilli une finale de Coupe du monde de football (en 1998) et de rugby à XV (en 2007 puis en 2023), rejoint ensuite par le stade Nissan de Yokohama (Japon). Le Stade de France a également été le théâtre de la finale du championnat d'Europe de football 2016 et de la Ligue des Champions à trois reprises (2000, 2006 et 2022). Il devient enfin stade olympique, en accueillant les épreuves d'athlétisme et de rugby à sept, ainsi que la cérémonie de clôture des Jeux olympiques de Paris 2024.
Son histoire est également marquée par plusieurs polémiques lors de rencontres de football et par les attentats du 13 novembre 2015, lors du match amical France-Allemagne, où trois explosions dans le périmètre du stade font, outre les terroristes, un mort et plusieurs blessés.

## Histoire

Ancien logo (refonte), en vigueur jusqu'au 28 juillet 2008.

Le projet d'un nouveau grand stade francilien est initié en 1988 par le Premier ministre Jacques Chirac, alors que la France est candidate pour organiser la Coupe du monde de football 1998. Les noms de plusieurs sites potentiels sont retenus : Vincennes, Nanterre, Marne-la-Vallée ou encore Tremblay-en-France. En 1991, le Premier ministre Michel Rocard tranche pour la ville nouvelle de Melun-Sénart. Le maire de Paris, Jacques Chirac, critique ce choix, considérant que, situé à 35 km de Paris, le site ne sera pas assez accessible ; il refuse alors que la ville de Paris finance le projet.
Le 2 juillet 1992, la Fédération internationale de football association (FIFA) choisit la France pour organiser la Coupe du monde. En contrepartie, la France s'engage à construire un stade d'une capacité de 80 000 places, assises et couvertes. Il y a plus de 70 ans que l'État n'avait pas construit de stade (stade Yves-du-Manoir à Colombes pour les Jeux olympiques d'été de 1924), laissant les villes opérer seules dans ce domaine.
Édouard Balladur, alors Premier ministre, enterre le projet de Melun-Sénart et choisit Saint-Denis, proposition qui avait déjà été suggérée en 1988. L'accueil du Grand Stade à la Plaine Saint-Denis est accepté par le maire de l'époque, Patrick Braouezec, à la condition qu'il permette d'accélérer le projet urbain sur ce quartier. La création de deux stations de RER, la couverture de l'autoroute A1 et la naissance d'un nouveau quartier d'affaires sont alors projetées.
Un concours est organisé entre deux projets : celui de Macary-Zublena-Regenbal-Costantini et l'autre de Jean Nouvel. Mieux noté par le jury de sélection (10 voix contre 4), le projet de Nouvel est exclu par le gouvernement Balladur, en raison officiellement d'un surcoût par rapport au consortium SGE-Bouygues-Dumez qui portait le projet des architectes Zublena-Macary. Saisies par Nouvel, la Cour des comptes et la Commission européenne estimeront en juillet 1996 que l'appel d'offre et le traité de concession définitif, signé entre les deux tours de la présidentielle, étaient trop favorables au consortium et s'interrogeront sur la pertinence financière et même la valeur juridique de ces choix. Le projet de Nouvel proposait la construction d'un stade rectangulaire qui aurait été le premier en France à se doter d'un toit amovible, ce qui aurait permis de jouer par n'importe quel temps, dans de bonnes conditions. Il proposait également une modularité inédite avec les quatre tribunes qui s'écarteraient et se déplaceraient sur des roues et des coussins d'airs,. L'architecte justifie cela car une piste d'athlétisme provoque au moins le recul de 17 mètres des tribunes du terrain et proposait même un dispositif arena (l'équivalent serait le stade Pierre-Mauroy).
Seul l'État pouvait conduire un investissement de cette envergure. La concession est la meilleure réponse à l'importance du coût. Le principe, inédit pour la construction d’un équipement sportif, est le suivant : le concessionnaire prend à sa charge la construction et l'exploitation du stade, et obtient en échange de l'État une concession de 30 ans et une participation financière à son investissement. Ce principe, envisagé dès 1988, a eu des conséquences importantes sur le choix du site (qui devait être bien desservi et proche de Paris) et sur la polyvalence du programme (compétitions de haut niveau en football, rugby et athlétisme, spectacles et manifestations de grande envergure). Après le choix des constructeurs et la signature du permis de construire (le 30 avril 1995), il ne restait plus que 31 mois pour bâtir le stade.

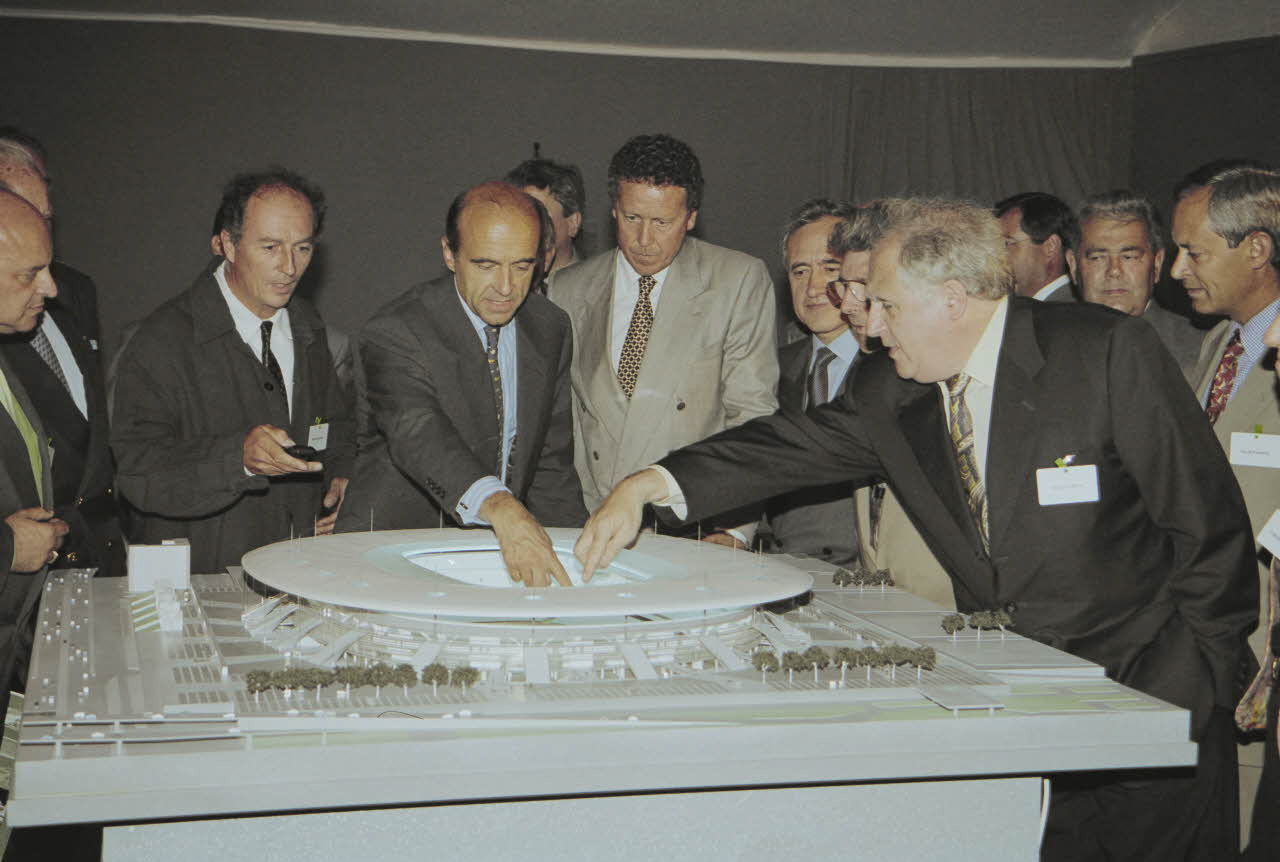
Pose de la première pierre par Alain Juppé.

Le chantier commence le 2 mai 1995 mais la pose de la première pierre a lieu le 6 septembre 1995. La construction du Stade de France a fait appel à la fois à des techniques de travaux publics (structures des gradins, haubans et ancrage du toit) et de bâtiment (locaux intérieurs, surfaces habitables sous les gradins, façades vitrées).
L'une des caractéristiques de ce chantier fut sa rapidité d'exécution. Les 800 000 m2 de terrassement ont été effectués en cinq mois et les 180 000 m3 de béton coulés en un an. Les aménagements techniques, la pose du toit, l'installation de la tribune mobile de 25 000 places se sont également effectués en un an. En outre, 40 000 plans ont été nécessaires.
Longtemps nommée « Grand Stade », l'enceinte est baptisée « Stade de France » le 4 décembre 1995 par un jury réuni par le ministre des Sports de l'époque, Guy Drut, spécialement pour lui trouver un nom : « Le stade que la France entière attendait depuis si longtemps… s'appellera tout simplement stade de France ». Un concours d'idées avait été lancé par le ministère des Sports ainsi qu'une consultation populaire sur Radio France, et le nom de Michel Platini fut le plus souvent cité ; ce-dernier, co-président du comité d'organisation du Mondial, est cependant contre. Le jury écarta toutefois les noms de personnes et opta pour « stade de France » après une proposition de Liane Foly et Francis Huster.

### Inauguration du Stade de France
Avant l'inauguration en grande pompe, un match de football a lieu le 19 novembre 1997 opposant les « bâtisseurs du Stade » (plusieurs dizaines d'ouvriers sélectionnés) au Variétés Club de France. Il s'agit à la fois d'un test technique et d'une fête de fin de chantier.
Le stade est inauguré le 28 janvier 1998 lors du match de football France – Espagne, en présence de Jacques Chirac, président de la République. Zinédine Zidane marque l'unique but de la rencontre, le premier au Stade de France.
Le soir du match, l'événement est présenté au journal de 20 heures de France 2 comme un événement historique, Daniel Bilalian déclarant que « pour la première fois de son histoire, la France possède un stade digne de son football ». Le stade vient d'être inauguré quelques minutes plus tôt par le président de la République, dont la présence confère à cet événement une importance de dimension nationale. La nouvelle enceinte est comparée à une « cathédrale du sport que l'on attendait depuis presque un siècle », traduisant là l'attente du football français, et les conséquences pour l'équipe de France, pour laquelle il y a désormais « un avant et un après ». Un grand stade en France s'apparentait à un rêve fantasmagorique, tel un « serpent de mer ou une chimère » selon le journaliste, le rêve est pourtant devenu réalité le 28 janvier 1998 à l'occasion d'un match amical opposant l'équipe de France à l'équipe d'Espagne. La France avait été sacrée championne d'Europe en 1984 mais ne disposait toujours pas de grand stade alors que toutes les grandes nations disposaient de stades pouvant accueillir près du double de la capacité du Parc des Princes. La finale de la coupe du monde en 1982 s'était déroulée devant 90 000 personnes à Madrid.
Le Stade de France est inauguré en présence des plus illustres sportifs français, parmi lesquels Luc Alphand, Alain Prost, Jeannie Longo et Michel Platini, dont l'entrée dans l'arène succède à un spectacle animé par 1 200 jeunes pour un coût estimé à 3 millions de francs. Selon France 2, la fête rappelle la cérémonie d'ouverture des Jeux olympiques d'hiver de 1992. Deux jeunes de Seine-Saint-Denis terminent la cérémonie en coupant un immense drapeau français de 80 mètres de long et 4,5 mètres de large, pour enfin laisser place aux acteurs du match France - Espagne.
Avec ce match inaugural, le football français passe bien dans une nouvelle dimension. Il y a un « après », la Fédération française de football rappelant que ce soir-là, « l'histoire ne faisait que commencer ». Dans le journal de 20 h, on évoque l'engouement que représente cet événement, et ces 79 000 personnes ayant bravé le froid « pour vivre ces instants historiques ». Manolo a fait le déplacement en bon supporter de l'Espagne, mais il n'a pas voulu que son billet soit déchiré, pour que le souvenir de ce moment historique reste entier. « Grandiose, immense, fabuleux » sont les trois qualificatifs les plus repris parmi le public.
Le Stade de France accueillera également les matchs de l'équipe de France de rugby. Philippe Bernat-Salles sera le premier joueur de rugby à XV à y avoir marqué un essai, contre l'Angleterre.

### Volonté politique sous-jacente
L'objectif sous-jacent était d'accueillir les Jeux olympiques d'été, l'Île-de-France n'ayant pas de grands stades d'athlétismes modernes (Jean Bouin, Yves-du-Manoir, Charléty), car ce stade a une particularité : il est à la fois adapté aux sports collectifs (foot et rugby) et à l'athlétisme grâce à ses tribunes rétractables au premier niveau. Dès le départ, il a été conçu comme espace multifonctionnel, pluridisciplinaire. Le Stade de France est donc inclus dans les candidatures pour accueillir les Jeux Olympiques en 2008, 2012 et 2024, qui est retenue.
À partir de là, il y a eu également toute une réflexion autour des effets bénéfiques de synergie que ce stade pourrait engendrer sur l'environnement local et le tissu urbain, notamment comme locomotive pour développer le territoire dans lequel il est implanté,.
Le Stade de France est situé à Saint-Denis, dans le quartier de La Plaine Saint-Denis, au nord de Paris, sur des terrains d'anciennes cokeries de Gaz de France ayant appartenu à la ville de Paris. Jacques Chirac, l'ancien maire de Paris et futur président de la République française (RPR), ainsi que tous les maires des communes de Seine-Saint-Denis environnantes (à l'époque, du parti communiste) ont fait poids contre le projet opposé du grand sud-est de Paris, à Melun-Sénart, défendu par des personnalités politiques proches du parti socialiste. Comme il s'agissait d'un département de banlieue ayant des difficultés sociales et culturelles, avec des populations plutôt défavorisées et que la région de Plaine Saint-Denis était devenue une friche industrielle, la volonté politique était aussi d’utiliser ce stade comme élément moteur pour rénover et re-développer tout le territoire,.
C'est ce qui s'est réalisé avec un nouvel espace urbain aménagé, de la Porte de la Chapelle au stade, notamment la construction de nouvelles infrastructures (A86 et rénovation A1, métro et train), de bureaux (KIA, AFNOR, Agences de santé, plateaux de télévision et sociétés de production), de nouveaux équipements et projets (centre commercial, TV-Cité, Cité du cinéma, Siège SFR et Orange), de centres universitaires et culturels (antenne du CNAM, IUT, CESTI, annexe musée Arts et Métiers, Multiplex Gaumont) et de logements du secteur social ou privé et hôtels (Accor Novotel et Ibis, Adagio, Marriott Courtyard, Campanile).
Le Stade de France a aussi noué différents accords avec des associations qui ont souvent un but éducatif, afin de mieux s'intégrer à son environnement. Il permet à de jeunes enfants d’avoir accès à la culture, aux loisirs, notamment avec le Secours populaire français qui, chaque année ou tous les deux ans, invite des enfants de Seine-Saint-Denis à venir partager une expérience au Stade de France. Ce qui favorise le développement culturel du territoire.

### Coûts
Le coût total de réalisation du Stade de France est de 2 milliards de francs (305 000 000 €) HT dont 290 millions € HT de travaux répartis en :
- 122 millions d'euros de gros œuvre ;
- 45 millions d'euros de toiture ;
- 122 millions d'euros de corps d'états secondaires (équipements, éclairage, ventilation, sonorisation, habillage, sièges, pelouse, etc.).

Entre 1998 et 2012, l’État doit verser 17 millions d'euros par an de pénalités au consortium pour absence de club résident, soit 5 % du budget du ministère des Sports.
En octobre 2018, le ministre de l'Action et des Comptes public, Gérald Darmanin, confirme que la rénovation du Stade de France en vue des Jeux Olympiques de 2024 devrait s'élever à 450 millions d'euros, contre 50 millions d'euros annoncés initialement. En janvier 2018, un coût de 70 millions d'euros de rénovation était d'ores et déjà évoqué.
Après la suppression de la taxe sur les spectacles, votée sous l'impulsion de l'UEFA en 2016, une compensation est trouvée pour Plaine commune en 2025 afin de compenser les charges générées comme le surcroît de nettoyage à l'occasion des rencontres, de même qu'une contribution à l'organisation des fan-zones.

### Critiques
On déclara que le stade fut à plusieurs reprises menacé par le risque de devenir un éléphant blanc,,. La menace fut au maximum quand le projet de la fédération de rugby d'avoir son propre stade (son « Twickenham ») à Évry faillit aboutir mais est  annulé fin 2016. Les autres événements sont mitigés. La FFF doit contractuellement y faire jouer certain nombre de rencontres, mais les matchs en province de l'équipe de France sont des succès constants. Depuis 2017, le meeting annuel d'athlétisme est relocalisé au Stade Charléty, qui aurait également accueilli les championnats d'Europe d'athlétisme en 2020 (annulés).
Le Stade de France n'a toujours pas trouvé sa viabilité économique en 2017. Après une perte de 1,95 million d'euros enregistrée en 2015 par sa société gérante, le déficit triple avec 5,98 millions d'euros de perte en 2016 et un résultat d'exploitation de - 6,74 millions d'euros en 2016 contre -2,58 millions d'euros en 2015.
On proposa un plan de modernisation de 500 millions €, avec des loges et la suppression de la piste d'athlétisme. Malgré l'accueil prochain des Jeux Olympiques d'été de 2024, le stade n'accueille plus d'épreuves d'athlétismes depuis 2017. Le maintien de la piste n'était pas une obligation pour le futur gestionnaire. On considère qu'un club de football résident serait le meilleur moyen de pérennité.
Dans un rapport de novembre 2018, la Cour des comptes salue la « réussite architecturale, urbaine et fonctionnelle » du Stade de France, « premier stade multifonctionnel construit dans le monde » et souligne la solidité de son modèle économique, qui a dégagé une rentabilité quatre fois supérieure à la prévision financière d’origine, mais critique le contrat de concession et l'exploitation du stade. L'absence de club résident est notamment soulignée comme ayant coûté des dizaines de millions d'euros à l'État, qui versait 16 millions d'euros annuels au consortium Vinci/Bouygues qui gère le Stade de France, soit 5 % du budget annuel du ministère des Sports, de la Jeunesse, de l'Éducation populaire et de la Vie associative. La Cour préconise en conclusion d'« examiner notamment l’hypothèse de sa cession, immédiate ou différée au terme de la concession actuelle, à une structure capitalistique associant un gestionnaire-exploitant aux fédérations sportives nationales » de football et de rugby : « le Stade de France est le seul stade d’État en Europe, exception peu justifiée du point de vue des missions d’intérêt général, moins encore par des raisons économiques. Aussi, il serait logique et souhaitable que l’État étudie avec attention une solution propre à limiter et éviter, à long terme, tous engagements financiers publics pour [sa] gestion ».

### Modernisation entre 2020 et 2024
En amont des Jeux olympiques d'été de 2024, le Stade de France fait l'objet de deux vagues de travaux. En 2020-2021, une première tranche de rénovation a lieu autour notamment de l'éclairage, de l'accessibilité, des buvettes et des espaces VIP pour un montant d'environ 40 millions d’euros. Après la Coupe du monde de rugby, une seconde tranche de travaux démarre à l'automne 2023 avec en particulier la reconstruction de la piste et des sautoirs d'athlétisme, mais aussi des chantiers moins visibles comme le doublement du raccordement électrique (pour ne plus avoir recours aux groupes électrogènes) et équiper la toiture d'antenne 5G. À compter de janvier 2024, les entreprises hébergées et le site de coworking laissent la place aux équipes du Cojo le temps des Jeux.

### A partir de 2025
Au terme du contrat de concession du consortium Vinci-Bouygues de 1995 à août 2025, la mise en concurrence lancée en 2023 retient l'entreprise GL events pour entrer en négociations exclusives. Les recours intentés par le consortium sortant sont rejetée par le tribunal administratif de Montreuil le 6 février 2025 et confirmée par le Conseil d'État le 17 avril 2025, puis de nouveau par tribunal admnistratif de Montreuil le 12 juin 2025,. Le contrat de concession de trente ans est signé le 17 juin 2025.
GL events prévoit 120 millions d'euros d’investissements (dont le remplacement des sièges et rénovation des loges) sans interruption de l’activité, avec la création d'un musée, d'un nouveau restaurant, d'une salle de musique immersive, ainsi que l'introduction de nouvelles disciplines dont le baseball et le football américain. Si le gestionnaire a négocie en amont la prolongation d'activité de la FFR, il lui reste à négocier avec la FFF. Il souhaite maintenir la piste d'athlétisme. GL Events entend favoriser l'organisation de 100 à 150 événements d’entreprise et culturels supplémentaires dans les salons, avec des jauges entre 100 et 1 000 personnes. La Ville de Saint-Denis souhaite par ailleurs favoriser les synergies avec le centre aquatique olympique voisin et le quartier hôtelier et de loisirs de Pleyel.

## Moyens d'accès

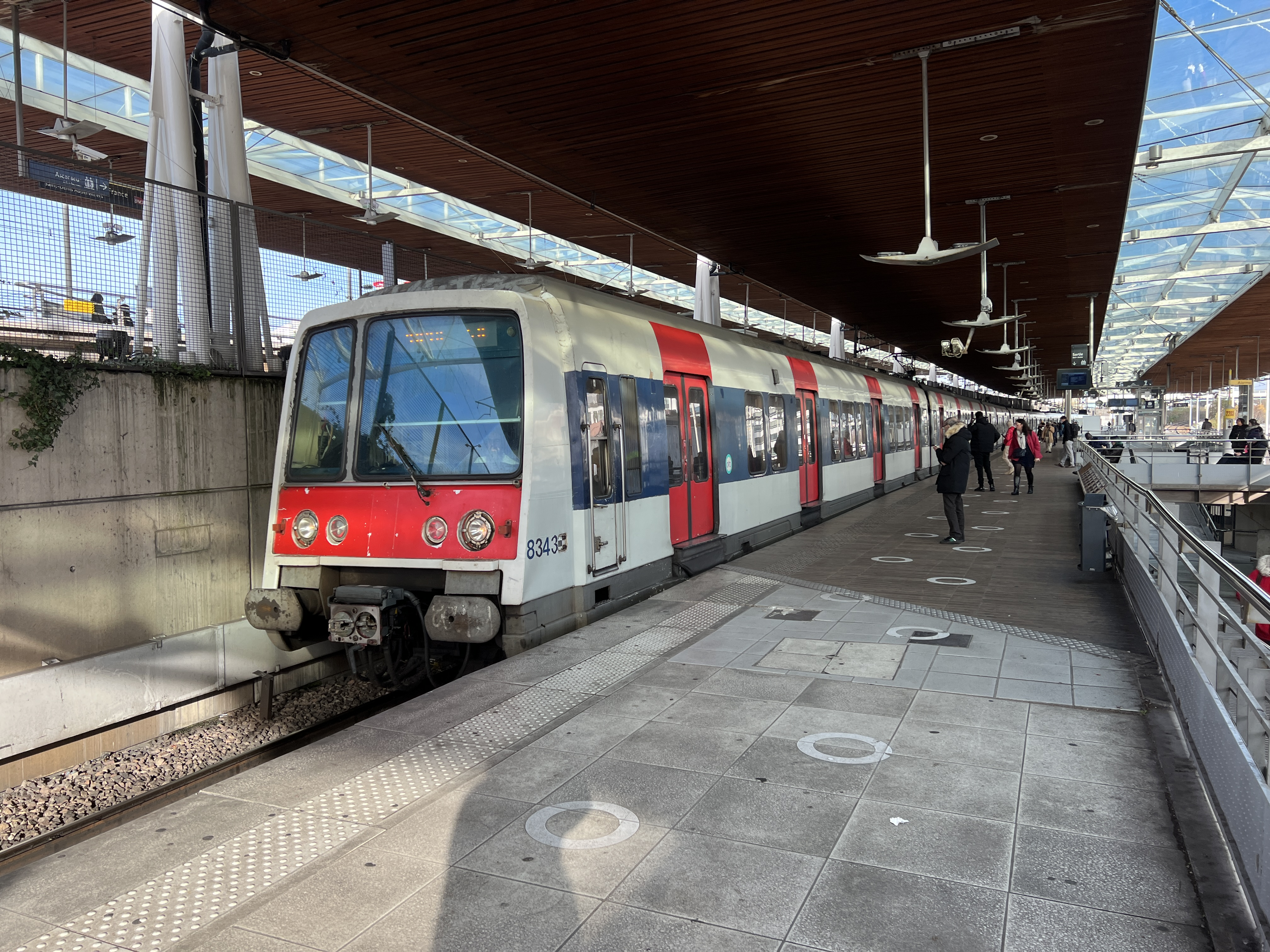
Le RER B à La Plaine - Stade de France.

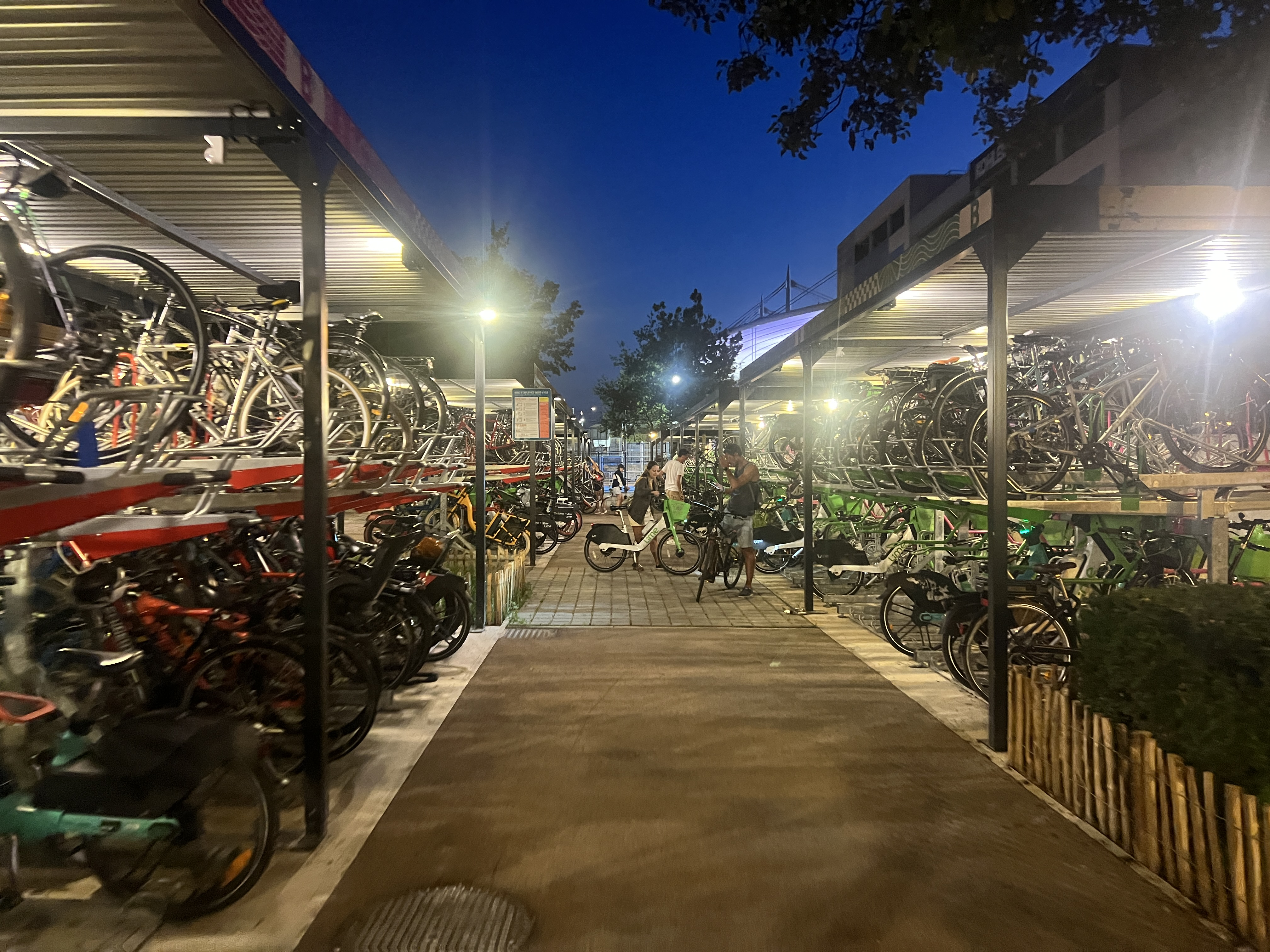
Le parking vélo rue de Brennus.

Bien qu'il soit situé au carrefour des autoroutes A1 et A86, il est déconseillé de s'y rendre en voiture, sauf si l'on dispose d'un parking réservé, car le stade n'a été pourvu que de 3 000 places de stationnement.
Les stations de transport en commun, par ordre de distance :
- Saint-Denis - Porte de Paris, à 300 mètres au nord du stade via la passerelle de l'écluse.
- La Plaine - Stade de France à 500 mètres au sud du stade.
- Stade de France - Saint-Denis à environ 1,1 km au sud-ouest du stade.
- Saint-Denis Pleyel à environ 1,5 km au sud-ouest du stade, via le franchissement urbain Pleyel.
- Front populaire à plus 2 km au sud du stade.

En 2025, jusqu’à 80 % des spectateurs du Stade de France empruntent les transports en commun, principalement par la gare du RER B (45% des trajets), mais aussi par ou le RER D et les liges 13 et 14} du métro. Des rames RER ont des missions adaptées pour les matchs. Après avoir déposé leurs passagers au Stade de France, elles sont envoyés au dépôt en attendant la fin de la rencontre et de pouvoir charger un maximum de voyageurs. En fin de rencontre, un maximum de portiques de validation sont mis en mode « retour » pour permettre à un maximum de gens d’entrer dans la gare et les ascenseurs mis hors service. Les agents de régulation gèrent la foule dans les passerelles d’accès aux quais pour éviter les bousculades.
En 2025, la tarification pour un déplacement ponctuel entre Paris et le Stade de France a été unifiée : un ticket « Métro-Train-RER » disponible sur un smartphone compatible ou une carte Navigo Easy permet d'utiliser indifféremment le métro (à la place du ticket t+) ou le RER (à la place du billet origine-destination), résolvant les problèmes récurrents de spectateurs désorientés.
Pour un billet donnant accès par les portes de A à H, l'accès par le RER B et recommandé, alors que pour les portes J à S, la ligne 13 est plus aisée.
Le vélo n'avait pas été intégré comme mode d'accès au Stade lors de sa conception, mais à l'occasion des Jeux olympiques de 2024, un parking vélo de 1 000 places est créé rue de Brennus, accessibles par des pistes cyclables notamment le long du canal Saint-Denis,. Durant les JOP, des parcs temporaires avaient porté cette capacité à 3 000 places. Lors de la Coupe du monde de rugby 2023 et durant les JOP, des stations événementielles Velib' renforcent les stations permanentes.

## Architecture et aménagement du territoire

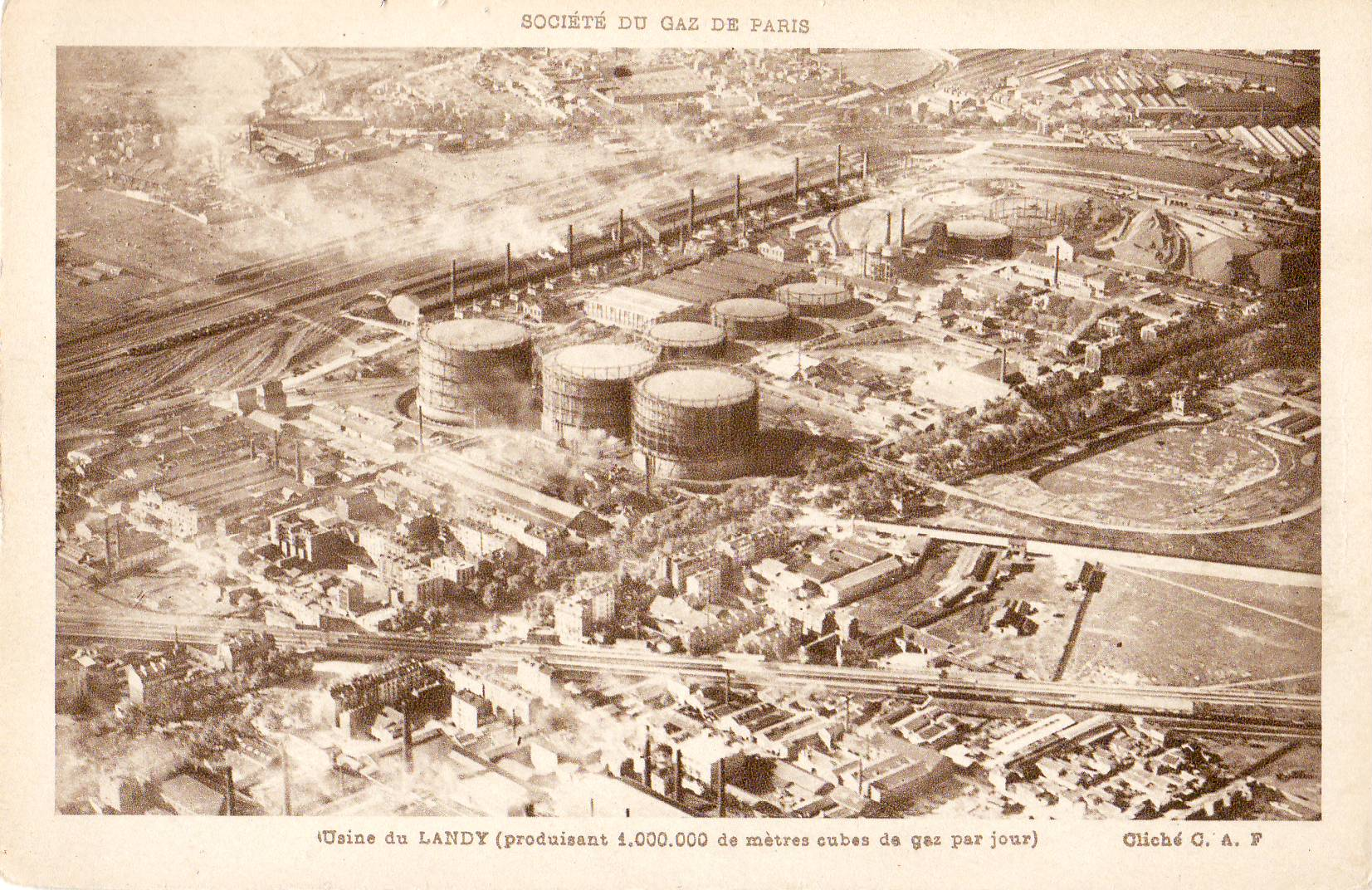
Le stade de France est construit à l'emplacement de l'ancienne usine et des gazomètres de la Société du gaz de Paris, vue ici dans les années 1920.

Cette construction a eu également pour objectif de faire connaître et de développer la zone de la Plaine Saint-Denis, une ancienne friche industrielle en cours de rénovation : nouveaux quartiers résidentiels, nouvelles activités tertiaires. Le Stade de France permet de donner un visage attractif à l'adresse des entreprises.
Au nord du stade, séparé par la rue Henri Delaunay, se trouve le stade annexe, composé d'une piste d'athlétisme de 6 couloirs (8 couloirs cependant pour les courses en ligne droite de 100/110 mètres), des sautoirs et aires de lancer, entourant une pelouse classique pouvant servir de terrain de football. Ce stade est relié par tunnel au Stade de France. Cette construction permet aux équipes et athlètes d'avoir une surface d'entraînement. D'autant que l'IAAF demande pour les meetings d'athlétisme, une zone d'entraînement offrant pratiquement les mêmes conditions que la compétition,. Ce stade peut aussi servir d'héliport en cas d'évacuation pour blessure grave[réf. à confirmer].
Cette zone bénéficie de la bonne desserte du stade : deux gares RER (lignes B et D), une station de métro, des correspondances de bus avec le nord, l'ouest et le centre de Paris, un carrefour autoroutier avec des accès à l'A1 et à l'A86.
Conçu avec le concours d'un logiciel de simulation de foule, le Stade de France permet une évacuation pratiquement sans cohue comparée à celle de stades pourtant plus petits que lui.
L'équipe des architectes l'ayant conçu est composée de Michel Macary, Aymeric Zublena, Michel Régembal et Claude Costantini (association des agences SCAU et C.R. Architecture). La gestion en est confiée depuis le début à un consortium comprenant les groupes ayant participé à sa construction : Bouygues, GTM-entrepose, filiale de Vinci et la SGE. Aujourd'hui le consortium est la filiale de Bouygues à 33 %, et de Vinci à 67 %. L’Association internationale des ponts et charpentes (AIPC) a attribué en 2002 son prix reconnaissant la structure exceptionnelle du Stade de France, « une construction d'une architecture attrayante ouverte sur la ville, d'une élégance et d'une légèreté naturelle ». Le 26 novembre 2021, le Stade obtient le label « Architecture contemporaine remarquable ».
Les plans pour la construction du stade ont commencé à être établis en octobre 1994, en s'aidant du logiciel de CAO Autocad, puis ont donné suite à une maquette physique réalisée par le Centre scientifique et technique du bâtiment qui sera testée en soufflerie. Ceci permet au Stade de France de résister à des vents de plus de 145 km/h.

### Bassin de rétention
Le soubassement du stade abrite un bassin de rétention d'eau de 165 000 mètres cubes, la plus forte capacité d'Europe. Construit par le Syndicat interdépartemental pour l'assainissement de l'agglomération parisienne (SIAAP) et géré par le Conseil départemental de la Seine-Saint-Denis, le bassin de La Plaine se situe à la convergence de trois ensembles hydrauliques. Il est alimenté par des prises d’eau situées sur le Collecteur du Nord (CDN), sur le collecteur Saint-Denis - La Courneuve (SDLC) et sur le collecteur Pantin - La Briche (PLB). il a plusieurs fonctions :
- un délestage des collecteurs saturés par le stockage et la régulation du débit des eaux pluviales
- la dépollution des eaux pluviales par effet de décantation avant évacuation par le réseau unitaire vers la station d'épuration Seine Aval à Achères[58].

### Le toit et l'éclairage

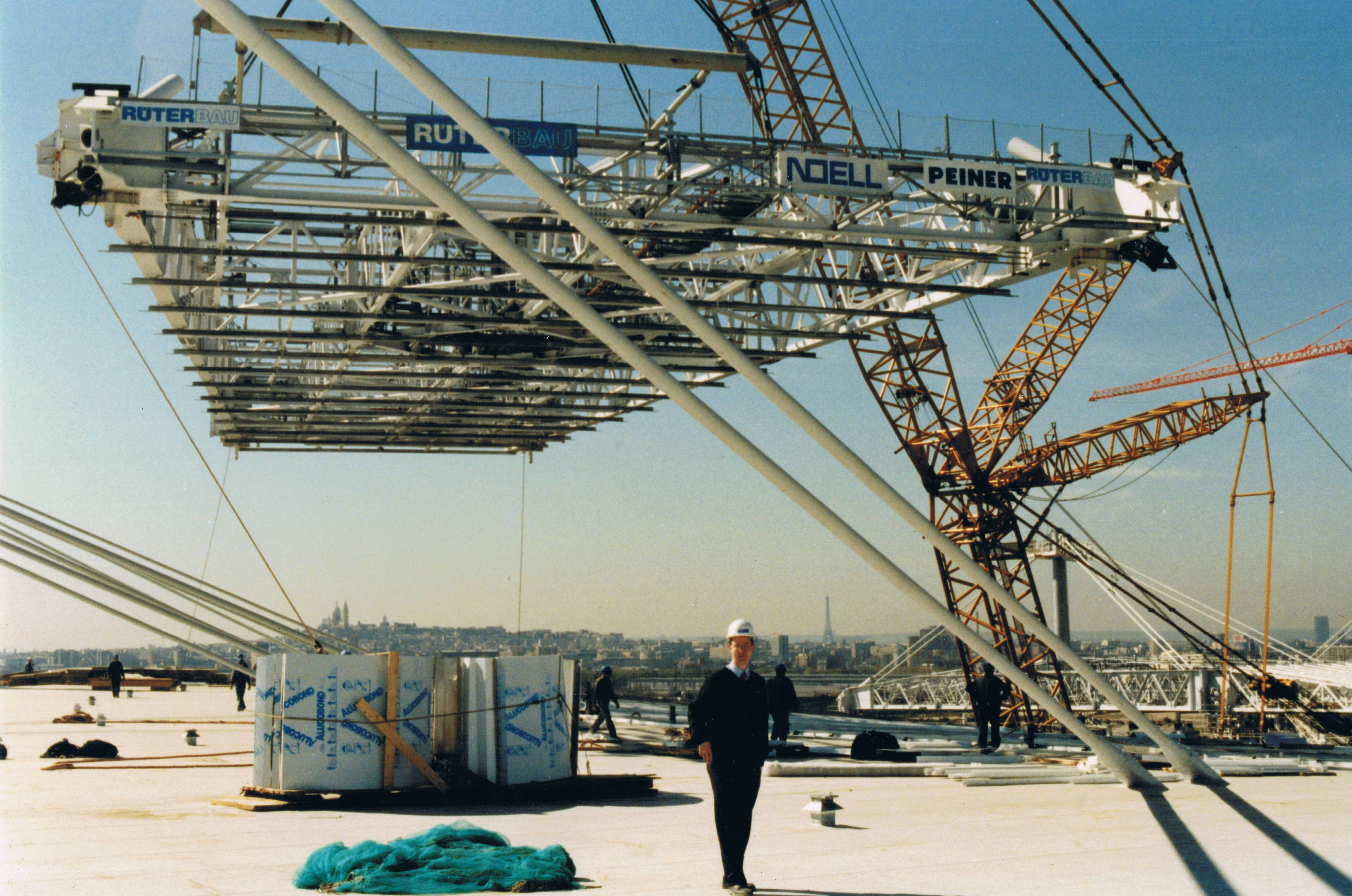
La pose du dernier tronçon de la toiture, 1997.

Structure flottante de 46 mètres au-dessus de la pelouse, le toit est l’un des aspects les plus remarquables du Stade de France. Aymeric Zublena qui s'est inspiré du Worldport (terminal de l'aéroport JFK de New York), décrit « une sorte d'anneau de Saturne, qui joue avec des références multiples, les anneaux olympiques, le disque d'athlétisme, l'auréole de saint Denis ». Sa surface (6 hectares) et sa masse (13 000 tonnes soit deux tours Eiffel) constituent une prouesse technique. Reposant sur 18 haubans fixés à 18 aiguilles en forme de javelot hautes de 60 m, il protège les spectateurs sans couvrir l’aire de jeu. Tous les équipements d'éclairage et de sonorisation (550 projecteurs et 36 blocs de 5 enceintes acoustiques) sont logés à l'intérieur pour ne pas gêner la visibilité.
Au cours de l'année 2021, 650 LED sont installées en plus du renouvellement de l'éclairage classique, permettant la mise en place de scénographies lumineuses en vue des futurs grands évènements internationaux à venir,. Cette ambiance lumineuse est particulièrement observée lors du test-match de l'équipe de France de rugby contre la Nouvelle-Zélande le 16 novembre 2024, avec une mise en scène du haka très appréciée par la fédération néo-zélandaise

### Les vestiaires

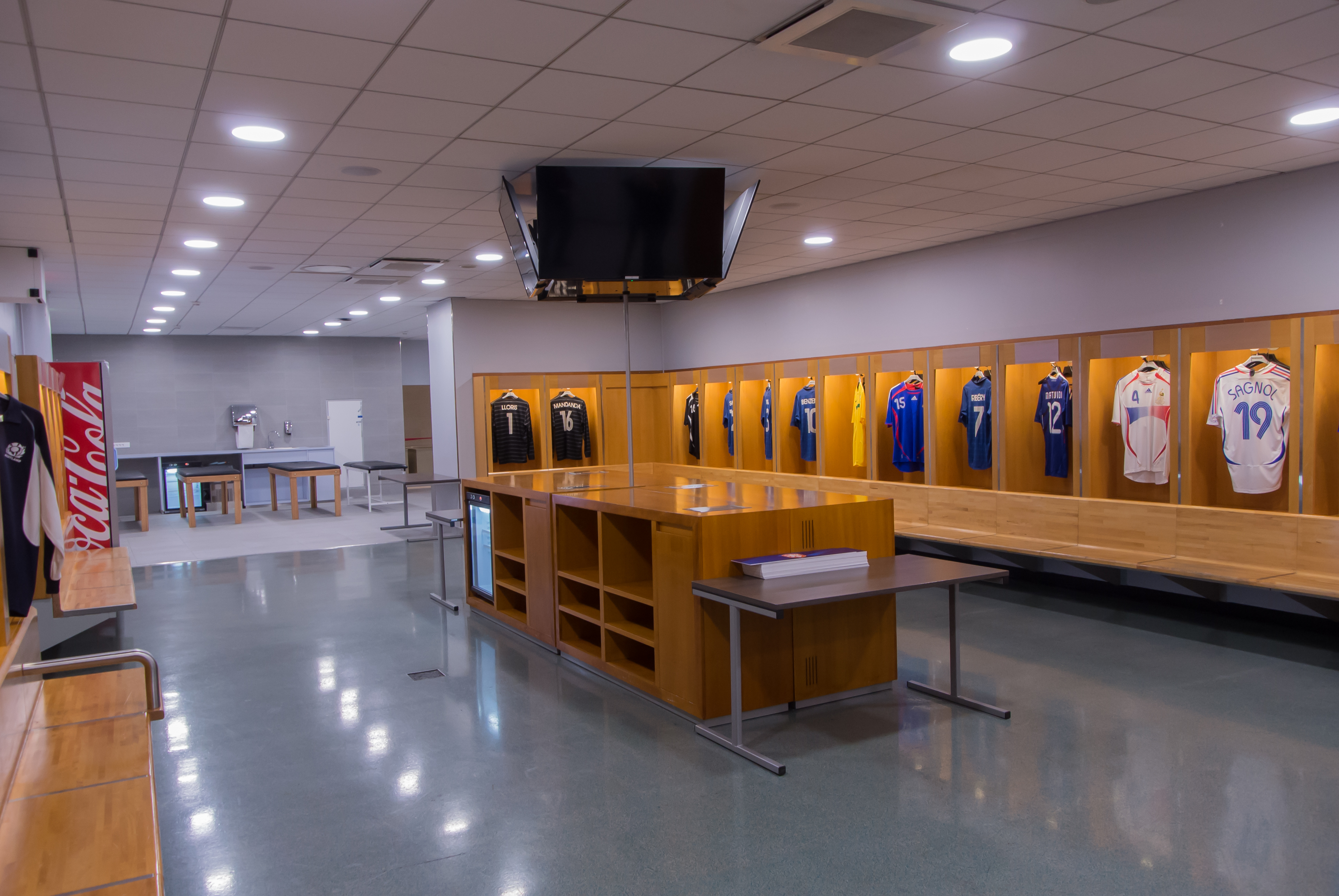
Vestiaires visiteurs au stade de France.

Toutes les installations, qui leur sont réservées, sont situées au niveau de la pelouse, à l’ouest, et sont directement accessibles par les bus des joueurs. Elles comprennent des locaux d’accueil et de contrôle, deux vestiaires de 120 m2 chacun (foot et rugby), un vestiaire d’athlétisme de 400 m2, deux vestiaires d’arbitres, deux chambres d’appel, deux salles d’échauffement, des bureaux pour les délégués, des locaux pour le jury, une infirmerie, des salles de contrôle antidopage. Des espaces sont également spécialement conçus pour les artistes : des loges et salons, une salle de répétition pour les musiciens, les chœurs, les figurants, une salle de stockage pour les costumes, un espace détente, des locaux pour les décors et instruments. Les vestiaires ont été pensés par Michel Platini.

### Les tribunes

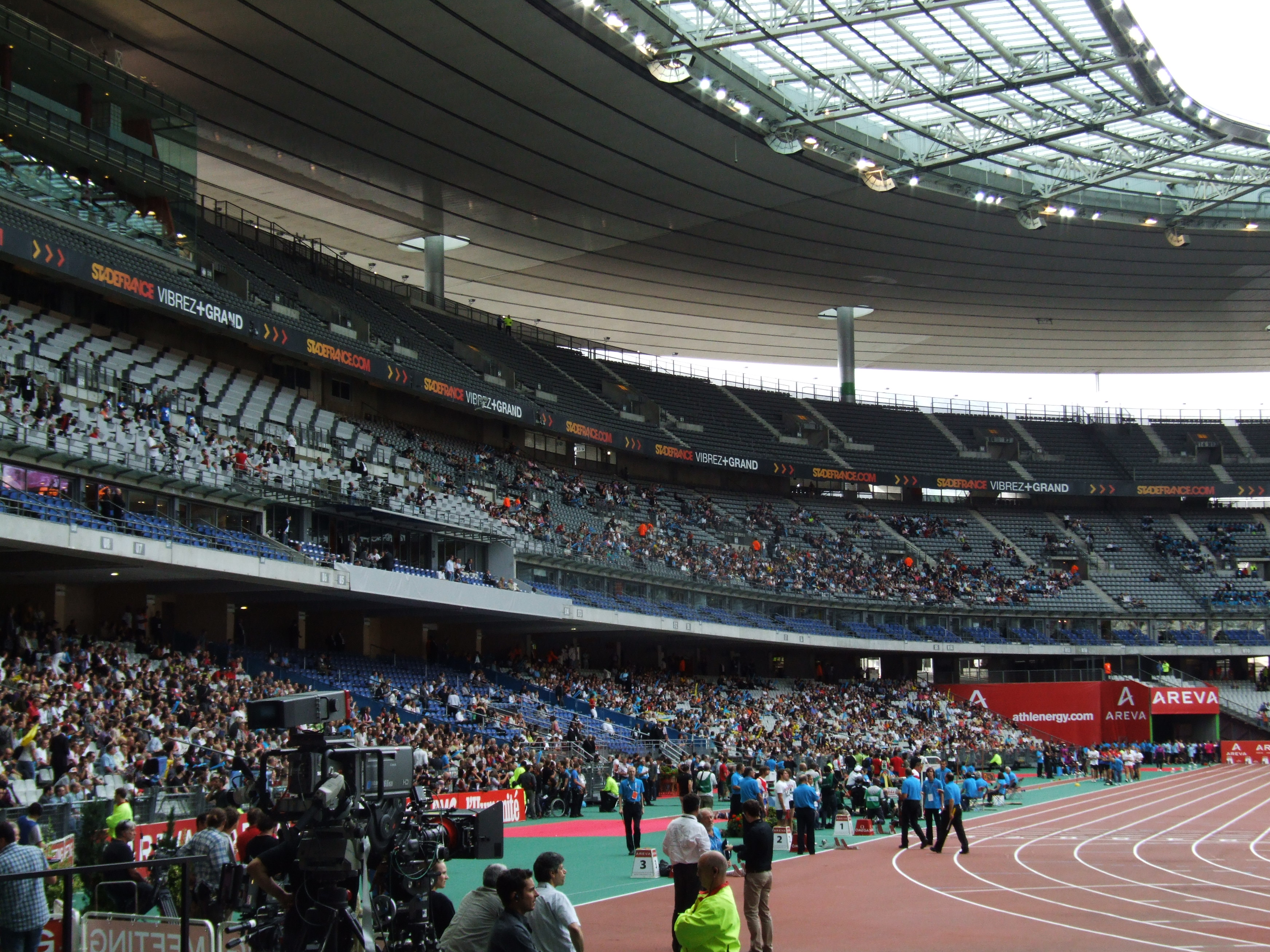
Tribune basse en configuration athlétisme en 2010.

Le Stade de France s'articule autour de trois tribunes.
La tribune basse, aux rangs numérotés de 1 à 30 est une tribune mobile de 25 000 places. On y accède par le niveau 1. Elle peut reculer de 15 mètres pour laisser apparaître la totalité de la piste d'athlétisme et les sautoirs. Elle conserve alors 22 000 places (les rangs 26 à 30 disparaissant). Le déplacement dure 80 heures, mobilise 40 personnes 20h/24h, et s'effectue par dix éléments distincts de 700 tonnes chacun.
Au-dessus se trouvent les sièges des loges, sur quatre rangées.
La tribune intermédiaire (rangs 35 à 59) est accessible par 22 passerelles et permet de se retrouver au niveau 3 où se concentrent les restaurants, les espaces d'animation, les boutiques et le poste central de sécurité.
18 escaliers monumentaux conduisent les spectateurs à la tribune supérieure qui se situe au niveau 6. Elle regroupe les rangs 61 à 87.
Une rangée de siège numérotée 60 se trouve sous les escaliers d'accès à la tribune supérieure. Réservée en théorie aux personnes à mobilité réduite et leurs accompagnants, elle n'est en pratique quasiment jamais utilisée du fait d'un manque de visibilité.

### La pelouse

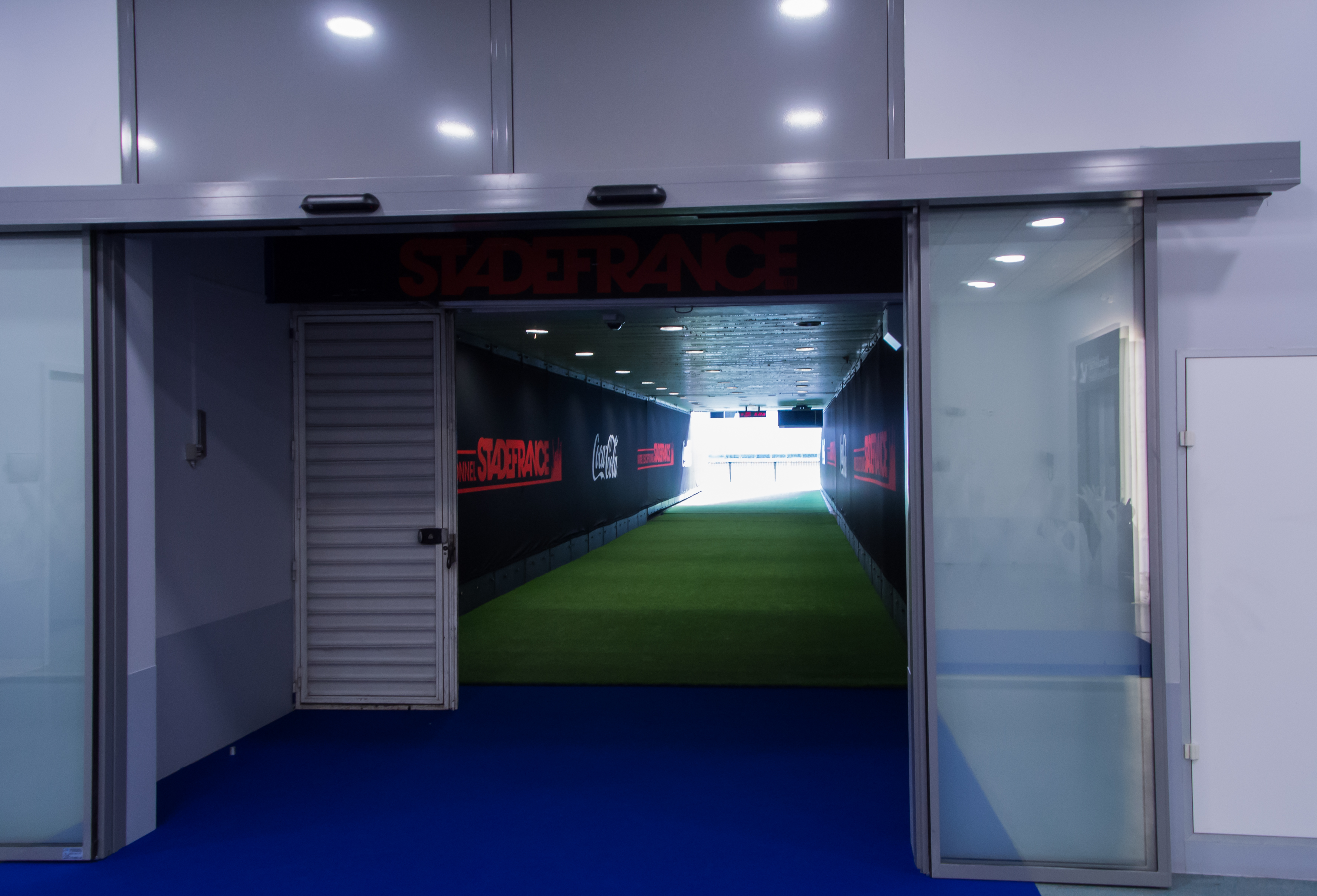
Couloir d'entrée des joueurs au terrain.

Situé à 11 mètres au-dessous du parvis, le terrain de jeux a une superficie de 15 000 m2 (119 mètres de long pour 75 mètres de large) pour une surface engazonnée de 8 000 m2. Le terrain est bombé pour une meilleure évacuation de l'eau et possède un système de chauffage incorporé sous la pelouse. En 1997, près d'un milliard de graines ont été semées pour engendrer la première pelouse. En 2016, le Stade de France est doté d’une pelouse hybride Desso GrassMaster (pelouse naturelle importée d'Angleterre renforcée de fibres synthétiques), technologie brevetée qui permet de renforcer la tenue et la résistance du gazon et d’accueillir des matchs de football et de rugby. Chaque été une rénovation est effectuée en 2 phases : une scarification qui permet d’enlever toute la partie naturelle en ne laissant que les fibres synthétiques et dans un second temps de nouvelles graines sont semées pour réengazonner le terrain.

### Les écrans géants
Dans le cadre de sa politique de renouvellement de ses infrastructures, le Stade de France s'est doté de deux nouveaux écrans géants en septembre 2006. D'une surface de 200 m2 chacun (l'équivalent de la taille d'un court de tennis). Les nouveaux écrans ont une surface supérieure de 58 % aux anciens écrans géants installés au Stade de France en 1998 et conçus avec une technologie avancée se composent de 4 423 680 DEL (diodes électroluminescentes). Ces écrans sont de nouveau remplacés en 2021 par des écrans encore plus grands et d'une meilleure définition. En 2024, à l’occasion des Jeux olympiques, des écrans temporaires sont installés à côté des écrans existants, doublant ainsi la surface d'affichage,.

### La promenade des célébrités
À l’image du Hollywood Walk of Fame, le Stade de France a créé en 2008, tout autour de l’enceinte, sa promenade des célébrités. Baptisée StadeFrance Boulevard, elle rassemble les empreintes de mains de sportifs et artistes qui ont marqué l’histoire du Stade de France, comme les joueurs l'équipe de France championne du monde 1998, Sébastien Loeb, Usain Bolt, Renaud Lavillénie, Johnny Hallyday, Manu Dibango, les musiciens de Muse, IAM, Red Hot Chili Peppers, Metallica...

## Événements

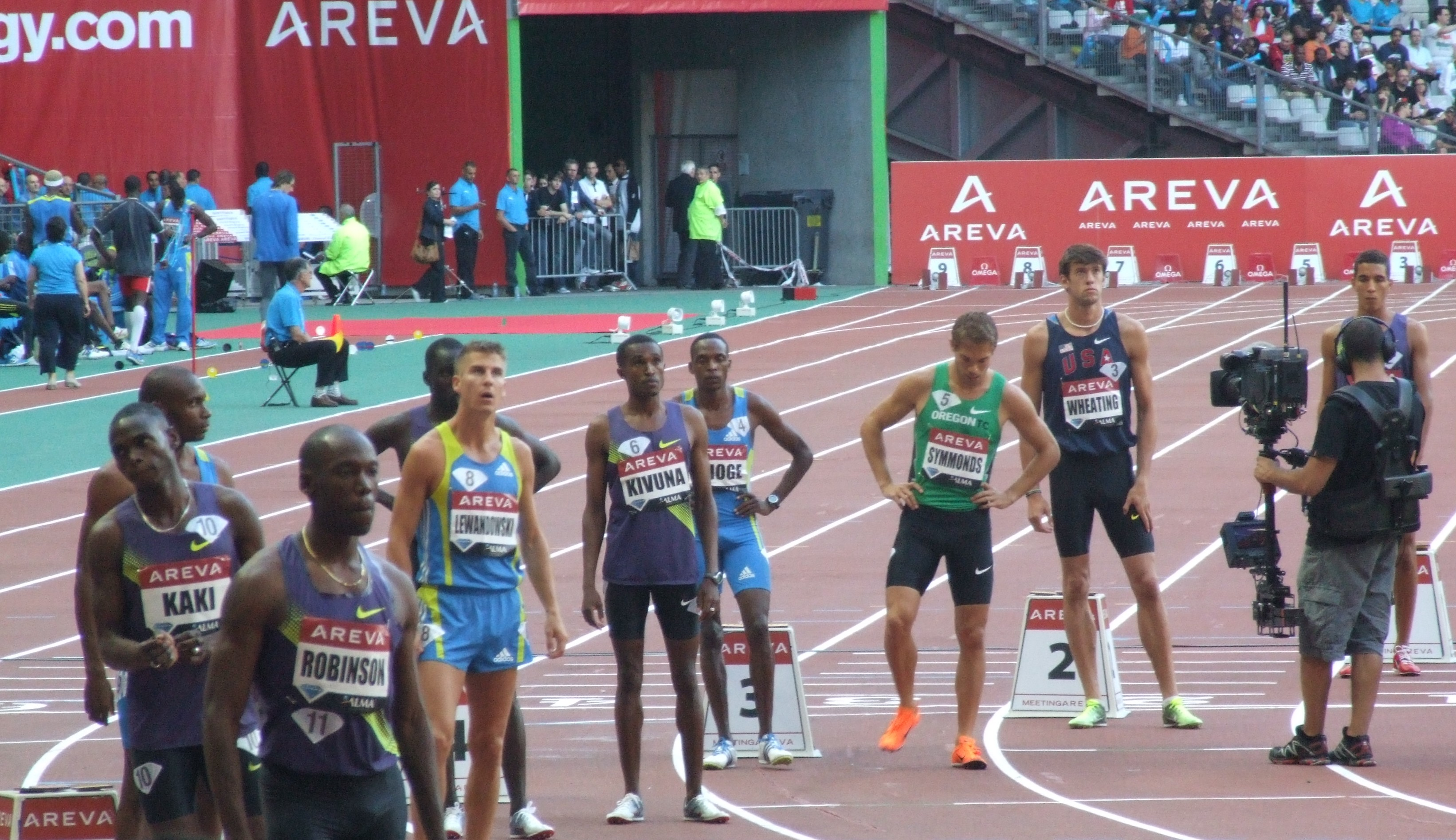
Meeting Areva d'athlétisme.

Le Stade de France a accueilli de nombreux événements depuis son inauguration, que ce soit des événements sportifs que des concerts et des grands spectacles.

### Événements sportifs

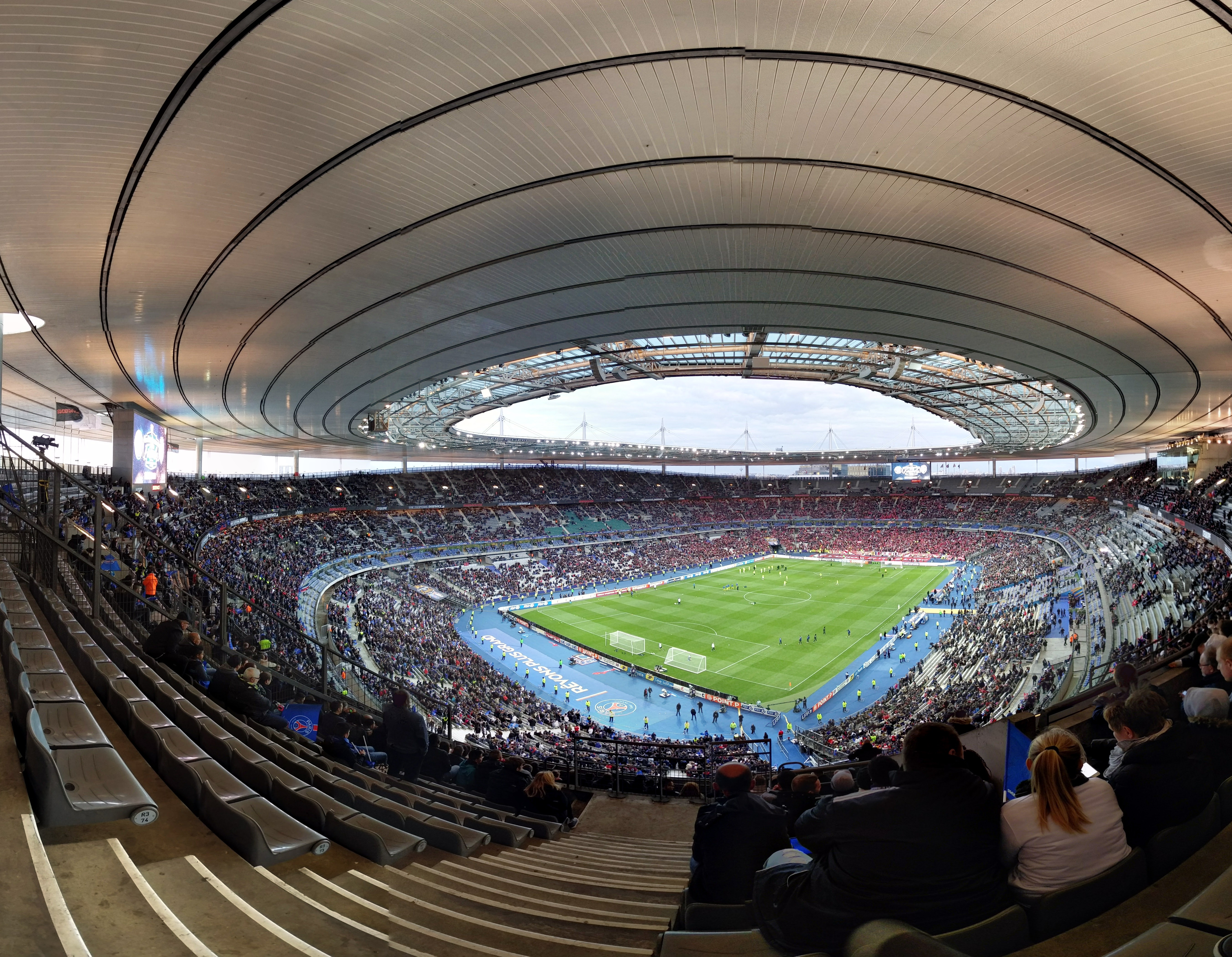
Le stade de France lors de la finale de la Coupe de la Ligue 2015-2016.

Construit à l'occasion de la compétition, le Stade de France est l'hôte de la finale de la coupe du monde de football 1998, le 12 juillet 1998. Le match France-Brésil est remporté 3-0 par les locaux.
Depuis 1998, et à l'exception notable de 2024 pour préparer les Jeux olympiques, les finales de la Coupe de France et de la Coupe de la Ligue de football (jusqu'à sa disparition en 2020), les matchs du Tournoi des Six Nations et la finale du championnat de France de rugby à XV s'y déroulent. Il a aussi accueilli la finale de la Ligue des champions de football en 2000 et 2006 remportés par Real Madrid et FC Barcelone respectivement. Elle accueille également la finale de 2022, à la suite de l'invasion de l'Ukraine par la Russie qui empêche la tenue de la rencontre initialement prévue à Saint-Pétersbourg,. Jouée le 28 mai 2022, cette finale est marquée par d'importants incidents à l'arrivée des spectateurs avant-match et autour de certaines fan zones ailleurs dans l'agglomération. La police aurait notamment fait un usage disproportionné de la force, les autorités pointant quant à elles la présence de nombreuses personnes munies de faux billets d'entrée. La gestion de cette finale par les autorités françaises est fustigée par la presse internationale.
En 2003, le stade accueille les Championnats du monde d'athlétisme. Le Meeting Areva y est organisé de 1999 à 2016.
Certains matchs de la Coupe du monde de rugby à XV ont lieu en 1999 et en 2007. En 2008, le record mondial d'affluence pour un match de championnat de rugby en saison régulière est battu, avec 79 793 spectateurs pour la rencontre Stade français - Stade toulousain.
Des compétitions automobiles ont également été organisées, notamment la Race of Champions de 2004 à 2006, disputée sur un circuit provisoire en asphalte dessiné et conçu à l'intérieur du stade. Le Trophée Andros a également vu sept Super Finales se disputer entre 1999 et 2008, sur un circuit ovale contenant des centaines de blocs de glace.
Le Stade de France a accueilli sept rencontres de l'Euro 2016, dont le match d'ouverture opposant la France et la Roumanie ainsi que la finale opposant la France et le Portugal.
Le site est utilisé dans le cadre de la Coupe du monde de rugby à XV 2023. À cette occasion, il subit plusieurs transformations majeures avec l'agrandissement des écrans, l'amélioration de l'éclairage ainsi que la rénovation des espaces VIP.

#### Liste des événements sportifs ayant eu lieu au stade de France
- Coupe du monde de football 1998, juin-juillet 1998
- Finales de Coupe de France de football, depuis 1998, à l'exception de 2024
- Finales de Coupe de la Ligue de football, de 1998 à 2016 et en 2020
- Finales du Championnat de France de rugby à XV, depuis 1998, à l'exception de 2016 et 2024
- 26 matchs de Top 14 du Stade Français Paris, de 2005 à 2014
- 7 matchs de Top 14 du Racing 92, de 2011 à 2014
- 5 matchs du LOSC Lille : ses 3 matchs de poule de la Ligue des Champions 2005-2006, et deux matchs de Ligue 1 contre l'Olympique lyonnais en 2008 et 2009
- Matchs de l'équipe de France de football, depuis 1998
- Matchs de l'équipe de France de rugby, depuis 1998
- Matchs du Tournoi des Six Nations, depuis 1998 (sauf 2024)
- Championnats du monde de motocross, 24 octobre 1998 et 2 octobre 1999
- Meeting de Paris de 1999 à 2016
- Finales du Trophée Andros, 1999, 2000, 2001, 2004, 2005, 2008, 2011 et 2019
- Coupe du monde de rugby à XV 1999
- Finale de la Ligue des champions de l'UEFA, 2000, 2006 et 2022
- Coupe des confédérations de la FIFA, juin 2003
- Championnats du monde d'athlétisme 2003, 23-31 août 2003
- Race of Champions entre 2004 et 2006
- Coupe du monde de rugby à XV 2007, septembre-octobre 2007
- Finale de la H Cup 2009-2010 22 mai 2010
- Championnat d'Europe de football 2016
- Coupe du monde de rugby à XV 2023
- Jeux olympiques d'été de 2024 (épreuves d'athlétisme, de rugby à sept, et cérémonie de clôture)
- Jeux paralympiques d'été de 2024 (épreuves d'athlétisme et cérémonie de clôture)

| Liste des matchs de l'équipe de France de football disputés au Stade de France | Liste des matchs de l'équipe de France de football disputés au Stade de France | Liste des matchs de l'équipe de France de football disputés au Stade de France | Liste des matchs de l'équipe de France de football disputés au Stade de France | Liste des matchs de l'équipe de France de football disputés au Stade de France | Liste des matchs de l'équipe de France de football disputés au Stade de France | Liste des matchs de l'équipe de France de football disputés au Stade de France |
| N°                                                                             | Date                                                                           | Équipe 1                                                                       | Score                                                                          | Équipe 2                                                                       | Compétition                                                                    | Affluence                                                                      |
| ------------------------------------------------------------------------------ | ------------------------------------------------------------------------------ | ------------------------------------------------------------------------------ | ------------------------------------------------------------------------------ | ------------------------------------------------------------------------------ | ------------------------------------------------------------------------------ | ------------------------------------------------------------------------------ |
| 1                                                                              | 28 janvier 1998                                                                | France                                                                         | 1 - 0                                                                          | Espagne                                                                        | Match amical                                                                   | 78 368                                                                         |
| 2                                                                              | 18 juin 1998                                                                   | France                                                                         | 4 - 0                                                                          | Arabie saoudite                                                                | Coupe du monde 1998 (1er tour)                                                 | 77 000                                                                         |
| 3                                                                              | 3 juillet 1998                                                                 | Italie                                                                         | 0 - 0 ap (3 - 4) tab                                                           | France                                                                         | Coupe du monde 1998 (1/4 de finale)                                            | 77 000                                                                         |
| 4                                                                              | 8 juillet 1998                                                                 | France                                                                         | 2 - 1                                                                          | Croatie                                                                        | Coupe du monde 1998 (Demi-finale)                                              | 76 000                                                                         |
| 5                                                                              | 12 juillet 1998                                                                | Brésil                                                                         | 0 - 3                                                                          | France                                                                         | Coupe du monde 1998 (Finale)                                                   | 75 000                                                                         |
| 6                                                                              | 14 octobre 1998                                                                | France                                                                         | 2 - 0                                                                          | Andorre                                                                        | Éliminatoires de l'Euro 2000 (Groupe 4)                                        | 75 428                                                                         |
| 7                                                                              | 27 mars 1999                                                                   | France                                                                         | 0 - 0                                                                          | Ukraine                                                                        | Éliminatoires de l'Euro 2000 (Groupe 4)                                        | 78 519                                                                         |
| 8                                                                              | 31 mars 1999                                                                   | France                                                                         | 2 - 0                                                                          | Arménie                                                                        | Éliminatoires de l'Euro 2000 (Groupe 4)                                        | 78 854                                                                         |
| 9                                                                              | 5 juin 1999                                                                    | France                                                                         | 2 - 3                                                                          | Russie                                                                         | Éliminatoires de l'Euro 2000 (Groupe 4)                                        | 78 796                                                                         |
| 10                                                                             | 9 octobre 1999                                                                 | France                                                                         | 3 - 2                                                                          | Islande                                                                        | Éliminatoires de l'Euro 2000 (Groupe 4)                                        | 78 391                                                                         |
| 11                                                                             | 13 novembre 1999                                                               | France                                                                         | 3 - 0                                                                          | Croatie                                                                        | Match amical                                                                   | 74 167                                                                         |
| 12                                                                             | 23 février 2000                                                                | France                                                                         | 1 - 0                                                                          | Pologne                                                                        | Match amical                                                                   | 74 341                                                                         |
| 13                                                                             | 26 avril 2000                                                                  | France                                                                         | 3 - 2                                                                          | Slovénie                                                                       | Match amical                                                                   | 59 652                                                                         |
| 14                                                                             | 2 septembre 2000                                                               | France                                                                         | 1 - 1                                                                          | Angleterre                                                                     | Match amical                                                                   | 76 295                                                                         |
| 15                                                                             | 4 octobre 2000                                                                 | France                                                                         | 1 - 1                                                                          | Cameroun                                                                       | Match amical                                                                   | 63 704                                                                         |
| 16                                                                             | 27 février 2001                                                                | France                                                                         | 1 - 0                                                                          | Allemagne                                                                      | Match amical                                                                   | 77 927                                                                         |
| 17                                                                             | 24 mars 2001                                                                   | France                                                                         | 5 - 0                                                                          | Japon                                                                          | Match amical                                                                   | 77 888                                                                         |
| 18                                                                             | 25 avril 2001                                                                  | France                                                                         | 4 - 0                                                                          | Portugal                                                                       | Match amical                                                                   | 78 832                                                                         |
| 19                                                                             | 6 octobre 2001                                                                 | France                                                                         | 4 - 1                                                                          | Algérie                                                                        | Match amical                                                                   | 78 421                                                                         |
| 20                                                                             | 13 février 2002                                                                | France                                                                         | 2 - 1                                                                          | Roumanie                                                                       | Match amical                                                                   | 77 144                                                                         |
| 21                                                                             | 27 mars 2002                                                                   | France                                                                         | 5 - 0                                                                          | Écosse                                                                         | Match amical                                                                   | 76 961                                                                         |
| 22                                                                             | 17 avril 2002                                                                  | France                                                                         | 0 - 0                                                                          | Russie                                                                         | Match amical                                                                   | 78 294                                                                         |
| 23                                                                             | 18 mai 2002                                                                    | France                                                                         | 1 - 2                                                                          | Belgique                                                                       | Match amical                                                                   | 78 475                                                                         |
| 24                                                                             | 12 octobre 2002                                                                | France                                                                         | 5 - 0                                                                          | Slovénie                                                                       | Éliminatoires de l'Euro 2004 (Groupe 1)                                        | 77 561                                                                         |
| 25                                                                             | 20 novembre 2002                                                               | France                                                                         | 3 - 0                                                                          | RF Yougoslavie                                                                 | Match amical                                                                   | 59 958                                                                         |
| 26                                                                             | 12 février 2003                                                                | France                                                                         | 0 - 2                                                                          | Tchéquie                                                                       | Match amical                                                                   | 57 354                                                                         |
| 27                                                                             | 30 avril 2003                                                                  | France                                                                         | 5 - 0                                                                          | Égypte                                                                         | Match amical                                                                   | 54 554                                                                         |
| 28                                                                             | 22 juin 2003                                                                   | France                                                                         | 5 - 0                                                                          | Nouvelle-Zélande                                                               | Coupe des confédérations 2003 (1er tour)                                       | 36 569                                                                         |
| 29                                                                             | 26 juin 2003                                                                   | France                                                                         | 3 - 2                                                                          | Turquie                                                                        | Coupe des confédérations 2003 (Demi-finale)                                    | 41 817                                                                         |
| 30                                                                             | 29 juin 2003                                                                   | Cameroun                                                                       | 0 - 1 beo                                                                      | France                                                                         | Coupe des confédérations 2003 (Finale)                                         | 51 492                                                                         |
| 31                                                                             | 6 septembre 2003                                                               | France                                                                         | 5 - 0                                                                          | Chypre                                                                         | Éliminatoires de l'Euro 2004 (Groupe 1)                                        | 50 132                                                                         |
| 32                                                                             | 11 octobre 2003                                                                | France                                                                         | 3 - 0                                                                          | Israël                                                                         | Éliminatoires de l'Euro 2004 (Groupe 1)                                        | 57 009                                                                         |
| 33                                                                             | 20 mai 2004                                                                    | France                                                                         | 0 - 0                                                                          | Brésil                                                                         | Match amical à l'occasion du centenaire de la FIFA                             | 79 334                                                                         |
| 34                                                                             | 6 juin 2004                                                                    | France                                                                         | 1 - 0                                                                          | Ukraine                                                                        | Match amical                                                                   | 66 646                                                                         |
| 35                                                                             | 4 septembre 2004                                                               | France                                                                         | 0 - 0                                                                          | Israël                                                                         | Éliminatoires de la Coupe du monde 2006 (Groupe 4)                             | 43 526                                                                         |
| 36                                                                             | 9 octobre 2004                                                                 | France                                                                         | 0 - 0                                                                          | République d'Irlande                                                           | Éliminatoires de la Coupe du monde 2006 (Groupe 4)                             | 78 863                                                                         |
| 37                                                                             | 17 novembre 2004                                                               | France                                                                         | 0 - 0                                                                          | Pologne                                                                        | Match amical                                                                   | 50 480                                                                         |
| 38                                                                             | 9 février 2005                                                                 | France                                                                         | 1 - 1                                                                          | Suède                                                                          | Match amical                                                                   | 56 923                                                                         |
| 39                                                                             | 26 mars 2005                                                                   | France                                                                         | 0 - 0                                                                          | Suisse                                                                         | Éliminatoires de la Coupe du monde 2006 (Groupe 4)                             | 79 373                                                                         |
| 40                                                                             | 12 octobre 2005                                                                | France                                                                         | 4 - 0                                                                          | Chypre                                                                         | Éliminatoires de la Coupe du monde 2006 (Groupe 4)                             | 78 000                                                                         |
| 41                                                                             | 12 novembre 2005                                                               | France                                                                         | 0 - 0                                                                          | Allemagne                                                                      | Match amical                                                                   | 58 889                                                                         |
| 42                                                                             | 1er mars 2006                                                                  | France                                                                         | 1 - 2                                                                          | Slovaquie                                                                      | Match amical                                                                   | 56 273                                                                         |
| 43                                                                             | 27 mai 2006                                                                    | France                                                                         | 1 - 0                                                                          | Mexique                                                                        | Match amical                                                                   | 78 819                                                                         |
| 44                                                                             | 6 septembre 2006                                                               | France                                                                         | 3 - 1                                                                          | Italie                                                                         | Éliminatoires de l'Euro 2008 (Groupe B)                                        | 78 831                                                                         |
| 45                                                                             | 15 novembre 2006                                                               | France                                                                         | 1 - 0                                                                          | Grèce                                                                          | Match amical                                                                   | 63 680                                                                         |
| 46                                                                             | 7 février 2007                                                                 | France                                                                         | 0 - 1                                                                          | Argentine                                                                      | Match amical                                                                   | 79 862                                                                         |
| 47                                                                             | 28 mars 2007                                                                   | France                                                                         | 1 - 0                                                                          | Autriche                                                                       | Match amical                                                                   | 68 403                                                                         |
| 48                                                                             | 2 juin 2007                                                                    | France                                                                         | 2 - 0                                                                          | Ukraine                                                                        | Éliminatoires de l'Euro 2008 (Groupe B)                                        | 80 051                                                                         |
| 49                                                                             | 16 novembre 2007                                                               | France                                                                         | 2 - 2                                                                          | Maroc                                                                          | Match amical                                                                   | 78 000                                                                         |
| 50                                                                             | 26 mars 2008                                                                   | France                                                                         | 1 - 0                                                                          | Angleterre                                                                     | Match amical                                                                   | 78 500                                                                         |
| 51                                                                             | 3 juin 2008                                                                    | France                                                                         | 1 - 0                                                                          | Colombie                                                                       | Match amical                                                                   | 79 727                                                                         |
| 52                                                                             | 10 septembre 2008                                                              | France                                                                         | 2 - 1                                                                          | Serbie                                                                         | Éliminatoires de la Coupe du monde 2010 (Groupe 7)                             | 53 027                                                                         |
| 53                                                                             | 14 octobre 2008                                                                | France                                                                         | 3 - 1                                                                          | Tunisie                                                                        | Match amical                                                                   | 74 564                                                                         |
| 54                                                                             | 19 novembre 2008                                                               | France                                                                         | 0 - 0                                                                          | Uruguay                                                                        | Match amical                                                                   | 79 666                                                                         |
| 55                                                                             | 1er avril 2009                                                                 | France                                                                         | 1 - 0                                                                          | Lituanie                                                                       | Éliminatoires de la Coupe du monde 2010 (Groupe 7)                             | 79 543                                                                         |
| 56                                                                             | 5 septembre 2009                                                               | France                                                                         | 1 - 1                                                                          | Roumanie                                                                       | Éliminatoires de la Coupe du monde 2010 (Groupe 7)                             | 78 209                                                                         |
| 57                                                                             | 14 octobre 2009                                                                | France                                                                         | 3 - 1                                                                          | Autriche                                                                       | Éliminatoires de la Coupe du monde 2010 (Groupe 7)                             | 78 098                                                                         |
| 58                                                                             | 18 novembre 2009                                                               | France                                                                         | 1 - 1 ap                                                                       | République d'Irlande                                                           | Éliminatoires de la Coupe du monde 2010 (Barrage retour)                       | 79 145                                                                         |
| 59                                                                             | 3 mars 2010                                                                    | France                                                                         | 0 - 2                                                                          | Espagne                                                                        | Match amical                                                                   | 79 021                                                                         |
| 60                                                                             | 3 septembre 2010                                                               | France                                                                         | 0 - 1                                                                          | Biélorussie                                                                    | Éliminatoires de l'Euro 2012 (Groupe D)                                        | 76 395                                                                         |
| 61                                                                             | 9 octobre 2010                                                                 | France                                                                         | 2 - 0                                                                          | Roumanie                                                                       | Éliminatoires de l'Euro 2012 (Groupe D)                                        | 79 299                                                                         |
| 62                                                                             | 9 février 2011                                                                 | France                                                                         | 1 - 0                                                                          | Brésil                                                                         | Match amical                                                                   | 79 712                                                                         |
| 63                                                                             | 29 mars 2011                                                                   | France                                                                         | 0 - 0                                                                          | Croatie                                                                        | Match amical                                                                   | 60 000                                                                         |
| 64                                                                             | 7 octobre 2011                                                                 | France                                                                         | 3 - 0                                                                          | Albanie                                                                        | Éliminatoires de l'Euro 2012 (Groupe D)                                        | 67 000                                                                         |
| 65                                                                             | 11 octobre 2011                                                                | France                                                                         | 1 - 1                                                                          | Bosnie-Herzégovine                                                             | Éliminatoires de l'Euro 2012 (Groupe D)                                        | 78 457                                                                         |
| 66                                                                             | 11 novembre 2011                                                               | France                                                                         | 1 - 0                                                                          | États-Unis                                                                     | Match amical                                                                   | 70 018                                                                         |
| 67                                                                             | 15 novembre 2011                                                               | France                                                                         | 0 - 0                                                                          | Belgique                                                                       | Match amical                                                                   | 52 825                                                                         |
| 68                                                                             | 11 septembre 2012                                                              | France                                                                         | 3 - 1                                                                          | Biélorussie                                                                    | Éliminatoires de la Coupe du monde 2014 (Groupe I)                             | 52 552                                                                         |
| 69                                                                             | 12 octobre 2012                                                                | France                                                                         | 0 - 1                                                                          | Japon                                                                          | Match amical                                                                   | 60 050                                                                         |
| 70                                                                             | 6 février 2013                                                                 | France                                                                         | 1 - 2                                                                          | Allemagne                                                                      | Match amical                                                                   | 78 000                                                                         |
| 71                                                                             | 22 mars 2013                                                                   | France                                                                         | 3 - 1                                                                          | Géorgie                                                                        | Éliminatoires de la Coupe du monde 2014 (Groupe I)                             | 71 147                                                                         |
| 72                                                                             | 26 mars 2013                                                                   | France                                                                         | 0 - 1                                                                          | Espagne                                                                        | Éliminatoires de la Coupe du monde 2014 (Groupe I)                             | 78 000                                                                         |
| 73                                                                             | 15 octobre 2013                                                                | France                                                                         | 3 - 0                                                                          | Finlande                                                                       | Éliminatoires de la Coupe du monde 2014 (Groupe I)                             | 70 000                                                                         |
| 74                                                                             | 19 novembre 2013                                                               | France                                                                         | 3 - 0                                                                          | Ukraine                                                                        | Éliminatoires de la Coupe du monde 2014 (Barrage retour)                       | 77 000                                                                         |
| 75                                                                             | 5 mars 2014                                                                    | France                                                                         | 2 - 0                                                                          | Pays-Bas                                                                       | Match amical                                                                   | 78 292                                                                         |
| 76                                                                             | 27 mai 2014                                                                    | France                                                                         | 4 - 0                                                                          | Norvège                                                                        | Match amical                                                                   | 75 000                                                                         |
| 77                                                                             | 4 septembre 2014                                                               | France                                                                         | 1 - 0                                                                          | Espagne                                                                        | Match amical                                                                   | 79 000                                                                         |
| 78                                                                             | 11 octobre 2014                                                                | France                                                                         | 2 - 1                                                                          | Portugal                                                                       | Match amical                                                                   | 78 000                                                                         |
| 79                                                                             | 26 mars 2015                                                                   | France                                                                         | 1 - 3                                                                          | Brésil                                                                         | Match amical                                                                   | 79 000                                                                         |
| 80                                                                             | 7 juin 2015                                                                    | France                                                                         | 3 - 4                                                                          | Belgique                                                                       | Match amical                                                                   | 70 000                                                                         |
| 81                                                                             | 13 novembre 2015                                                               | France                                                                         | 2 - 0                                                                          | Allemagne                                                                      | Match amical, en marge duquel des attentats terroristes ont eu lieu            | 79 000                                                                         |
| 82                                                                             | 29 mars 2016                                                                   | France                                                                         | 4 - 2                                                                          | Russie                                                                         | Match amical                                                                   | 65 000                                                                         |
| 83                                                                             | 10 juin 2016                                                                   | France                                                                         | 2 - 1                                                                          | Roumanie                                                                       | Euro 2016 (1er tour, match d'ouverture)                                        | 75 113                                                                         |
| 84                                                                             | 3 juillet 2016                                                                 | France                                                                         | 5 - 2                                                                          | Islande                                                                        | Euro 2016 (1/4 de finale)                                                      | 76 833                                                                         |
| 85                                                                             | 10 juillet 2016                                                                | Portugal                                                                       | 1 - 0 ap                                                                       | France                                                                         | Euro 2016 (Finale)                                                             | 75 868                                                                         |
| 86                                                                             | 7 octobre 2016                                                                 | France                                                                         | 4 - 1                                                                          | Bulgarie                                                                       | Éliminatoires de la Coupe du monde 2018 (Groupe A)                             | 63 430                                                                         |
| 87                                                                             | 11 novembre 2016                                                               | France                                                                         | 2 - 1                                                                          | Suède                                                                          | Éliminatoires de la Coupe du monde 2018 (Groupe A)                             | 78 548                                                                         |
| 88                                                                             | 28 mars 2017                                                                   | France                                                                         | 0 - 2                                                                          | Espagne                                                                        | Match amical                                                                   | 76 419                                                                         |
| 89                                                                             | 13 juin 2017                                                                   | France                                                                         | 3 - 2                                                                          | Angleterre                                                                     | Match amical                                                                   | 70 436                                                                         |
| 90                                                                             | 31 août 2017                                                                   | France                                                                         | 4 - 0                                                                          | Pays-Bas                                                                       | Éliminatoires de la Coupe du monde 2018 (Groupe A)                             | 75 000                                                                         |
| 91                                                                             | 10 octobre 2017                                                                | France                                                                         | 2 - 1                                                                          | Biélorussie                                                                    | Éliminatoires de la Coupe du monde 2018 (Groupe A)                             | 78 000                                                                         |
| 92                                                                             | 10 novembre 2017                                                               | France                                                                         | 2 - 0                                                                          | Pays de Galles                                                                 | Match amical                                                                   | 60 000                                                                         |
| 93                                                                             | 23 mars 2018                                                                   | France                                                                         | 2 - 3                                                                          | Colombie                                                                       | Match amical                                                                   | 80 000                                                                         |
| 94                                                                             | 28 mai 2018                                                                    | France                                                                         | 2 - 0                                                                          | République d'Irlande                                                           | Match amical                                                                   | 70 000                                                                         |
| 95                                                                             | 9 septembre 2018                                                               | France                                                                         | 2 - 1                                                                          | Pays-Bas                                                                       | Ligue des nations 2018-2019 (Ligue A)                                          | 80 000                                                                         |
| 96                                                                             | 16 octobre 2018                                                                | France                                                                         | 2 - 1                                                                          | Allemagne                                                                      | Ligue des nations 2018-2019 (Ligue A)                                          | 80 000                                                                         |
| 97                                                                             | 20 novembre 2018                                                               | France                                                                         | 1 - 0                                                                          | Uruguay                                                                        | Match amical                                                                   | 70 000                                                                         |
| 98                                                                             | 25 mars 2019                                                                   | France                                                                         | 4 - 0                                                                          | Islande                                                                        | Éliminatoires de l'Euro 2020 (Groupe H)                                        | 65 000                                                                         |
| 99                                                                             | 7 septembre 2019                                                               | France                                                                         | 4 - 1                                                                          | Albanie                                                                        | Éliminatoires de l'Euro 2020 (Groupe H)                                        | 78 000                                                                         |
| 100                                                                            | 10 septembre 2019                                                              | France                                                                         | 3 - 0                                                                          | Andorre                                                                        | Éliminatoires de l'Euro 2020 (Groupe H)                                        | 55 000                                                                         |
| 101                                                                            | 14 octobre 2019                                                                | France                                                                         | 1 - 1                                                                          | Turquie                                                                        | Éliminatoires de l'Euro 2020 (Groupe H)                                        | 78 000                                                                         |
| 102                                                                            | 14 novembre 2019                                                               | France                                                                         | 2 - 1                                                                          | Moldavie                                                                       | Éliminatoires de l'Euro 2020 (Groupe H)                                        | 70 000                                                                         |
| 103                                                                            | 8 septembre 2020                                                               | France                                                                         | 4 - 2                                                                          | Croatie                                                                        | Ligue des nations 2020-2021 (Ligue A)                                          | Huis clos                                                                      |
| 104                                                                            | 7 octobre 2020                                                                 | France                                                                         | 7 - 1                                                                          | Ukraine                                                                        | Match amical                                                                   | 1 000                                                                          |
| 105                                                                            | 11 octobre 2020                                                                | France                                                                         | 0 - 0                                                                          | Portugal                                                                       | Ligue des nations 2020-2021 (Ligue A)                                          | 1 000                                                                          |
| 106                                                                            | 11 novembre 2020                                                               | France                                                                         | 0 - 2                                                                          | Finlande                                                                       | Match amical                                                                   | Huis clos                                                                      |
| 107                                                                            | 17 novembre 2020                                                               | France                                                                         | 4 - 2                                                                          | Suède                                                                          | Ligue des nations 2020-2021 (Ligue A)                                          | Huis clos                                                                      |
| 108                                                                            | 24 mars 2021                                                                   | France                                                                         | 1 - 1                                                                          | Ukraine                                                                        | Éliminatoires de la Coupe du monde 2022 (Groupe D)                             | Huis clos                                                                      |
| 109                                                                            | 8 juin 2021                                                                    | France                                                                         | 3 - 0                                                                          | Bulgarie                                                                       | Match amical                                                                   | 5 000                                                                          |
| 110                                                                            | 3 juin 2022                                                                    | France                                                                         | 1 - 2                                                                          | Danemark                                                                       | Ligue des nations 2022-2023 (Ligue A)                                          | 75 833                                                                         |
| 111                                                                            | 13 juin 2022                                                                   | France                                                                         | 0 - 1                                                                          | Croatie                                                                        | Ligue des nations 2022-2023 (Ligue A)                                          | 77 410                                                                         |
| 112                                                                            | 22 septembre 2022                                                              | France                                                                         | 2 - 0                                                                          | Autriche                                                                       | Ligue des nations 2022-2023 (Ligue A)                                          | 66 183                                                                         |
| 113                                                                            | 24 mars 2023                                                                   | France                                                                         | 4 - 0                                                                          | Pays-Bas                                                                       | Éliminatoires de l'Euro 2024 (Groupe B)                                        | 77 328                                                                         |
| 114                                                                            | 19 juin 2023                                                                   | France                                                                         | 1 - 0                                                                          | Grèce                                                                          | Éliminatoires de l'Euro 2024 (Groupe B)                                        | 78 000                                                                         |
| 115                                                                            | 14 novembre 2024                                                               | France                                                                         | 0 - 0                                                                          | Israël                                                                         | Ligue des nations 2024-2025 (Ligue A)                                          | 16 611                                                                         |
| 116                                                                            | 23 mars 2025                                                                   | France                                                                         | 2 - 0 ap (5 - 4) tab                                                           | Croatie                                                                        | Ligue des nations 2024-2025 (Quart de finale retour)                           | 77 502                                                                         |

| Liste des matchs de l'équipe de France de rugby à XV disputés au Stade de France | Liste des matchs de l'équipe de France de rugby à XV disputés au Stade de France | Liste des matchs de l'équipe de France de rugby à XV disputés au Stade de France | Liste des matchs de l'équipe de France de rugby à XV disputés au Stade de France | Liste des matchs de l'équipe de France de rugby à XV disputés au Stade de France | Liste des matchs de l'équipe de France de rugby à XV disputés au Stade de France | Liste des matchs de l'équipe de France de rugby à XV disputés au Stade de France | Liste des matchs de l'équipe de France de rugby à XV disputés au Stade de France |
| N°                                                                               | Date                                                                             | Équipe 1                                                                         | Score                                                                            | Équipe 2                                                                         | Compétition                                                                      | Affluence                                                                        | Recette                                                                          |
| -------------------------------------------------------------------------------- | -------------------------------------------------------------------------------- | -------------------------------------------------------------------------------- | -------------------------------------------------------------------------------- | -------------------------------------------------------------------------------- | -------------------------------------------------------------------------------- | -------------------------------------------------------------------------------- | -------------------------------------------------------------------------------- |
| 1                                                                                | 7 février 1998                                                                   | France                                                                           | 24 - 17                                                                          | Angleterre                                                                       | Tournoi des Cinq Nations 1998                                                    | 77 567                                                                           | Inconnu                                                                          |
| 2                                                                                | 7 mars 1998                                                                      | France                                                                           | 18 - 16                                                                          | Irlande                                                                          | Tournoi des Cinq Nations 1998                                                    | 78 000                                                                           | Inconnu                                                                          |
| 3                                                                                | 21 novembre 1998                                                                 | France                                                                           | 21 - 32                                                                          | Australie                                                                        | Test match                                                                       | 75 000                                                                           | Inconnu                                                                          |
| 4                                                                                | 6 mars 1999                                                                      | France                                                                           | 33 - 34                                                                          | Pays de Galles                                                                   | Tournoi des Cinq Nations 1999                                                    | 78 845                                                                           | Inconnu                                                                          |
| 5                                                                                | 10 avril 1999                                                                    | France                                                                           | 22 - 36                                                                          | Écosse                                                                           | Tournoi des Cinq Nations 1999                                                    | 78 500                                                                           | Inconnu                                                                          |
| 6                                                                                | 19 février 2000                                                                  | France                                                                           | 9 - 15                                                                           | Angleterre                                                                       | Tournoi des Six Nations 2000                                                     | 79 310                                                                           | Inconnu                                                                          |
| 7                                                                                | 19 mars 2000                                                                     | France                                                                           | 25 - 27                                                                          | Irlande                                                                          | Tournoi des Six Nations 2000                                                     | 78 500                                                                           | Inconnu                                                                          |
| 8                                                                                | 1er avril 2000                                                                   | France                                                                           | 42 - 31                                                                          | Italie                                                                           | Tournoi des Six Nations 2000                                                     | 70 000                                                                           | Inconnu                                                                          |
| 9                                                                                | 4 novembre 2000                                                                  | France                                                                           | 13 - 18                                                                          | Australie                                                                        | Test match                                                                       | 68 000                                                                           | Inconnu                                                                          |
| 10                                                                               | 11 novembre 2000                                                                 | France                                                                           | 26 - 39                                                                          | Nouvelle-Zélande                                                                 | Test match                                                                       | 78 531                                                                           | Inconnu                                                                          |
| 11                                                                               | 4 février 2001                                                                   | France                                                                           | 16 - 6                                                                           | Écosse                                                                           | Tournoi des Six Nations 2001                                                     | 78 000                                                                           | Inconnu                                                                          |
| 12                                                                               | 17 mars 2001                                                                     | France                                                                           | 35 - 43                                                                          | Pays de Galles                                                                   | Tournoi des Six Nations 2001                                                     | 78 000                                                                           | Inconnu                                                                          |
| 13                                                                               | 10 novembre 2001                                                                 | France                                                                           | 20 - 10                                                                          | Afrique du Sud                                                                   | Test match                                                                       | 75 000                                                                           | Inconnu                                                                          |
| 14                                                                               | 2 février 2002                                                                   | France                                                                           | 33 - 12                                                                          | Italie                                                                           | Tournoi des Six Nations 2002                                                     | 62 000                                                                           | Inconnu                                                                          |
| 15                                                                               | 2 mars 2002                                                                      | France                                                                           | 20 - 15                                                                          | Angleterre                                                                       | Tournoi des Six Nations 2002                                                     | 79 502                                                                           | Inconnu                                                                          |
| 16                                                                               | 6 avril 2002                                                                     | France                                                                           | 44 - 5                                                                           | Irlande                                                                          | Tournoi des Six Nations 2002                                                     | 79 978                                                                           | Inconnu                                                                          |
| 17                                                                               | 16 novembre 2002                                                                 | France                                                                           | 20 - 20                                                                          | Nouvelle-Zélande                                                                 | Test match                                                                       | 78 625                                                                           | Inconnu                                                                          |
| 18                                                                               | 23 novembre 2002                                                                 | France                                                                           | 35 - 3                                                                           | Canada                                                                           | Test match                                                                       | 48 000                                                                           | Inconnu                                                                          |
| 19                                                                               | 23 février 2003                                                                  | France                                                                           | 38 - 3                                                                           | Écosse                                                                           | Tournoi des Six Nations 2003                                                     | 78 692                                                                           | Inconnu                                                                          |
| 20                                                                               | 29 mars 2003                                                                     | France                                                                           | 33 - 5                                                                           | Pays de Galles                                                                   | Tournoi des Six Nations 2003                                                     | 78 961                                                                           | Inconnu                                                                          |
| 21                                                                               | 14 février 2004                                                                  | France                                                                           | 35 - 17                                                                          | Irlande                                                                          | Tournoi des Six Nations 2004                                                     | 79 574                                                                           | Inconnu                                                                          |
| 22                                                                               | 21 février 2004                                                                  | France                                                                           | 25 - 0                                                                           | Italie                                                                           | Tournoi des Six Nations 2004                                                     | 79 080                                                                           | Inconnu                                                                          |
| 23                                                                               | 27 mars 2004                                                                     | France                                                                           | 24 - 21                                                                          | Angleterre                                                                       | Tournoi des Six Nations 2004                                                     | 79 906                                                                           | Inconnu                                                                          |
| 24                                                                               | 13 novembre 2004                                                                 | France                                                                           | 27 - 14                                                                          | Australie                                                                        | Test match                                                                       | 72 750                                                                           | Inconnu                                                                          |
| 25                                                                               | 27 novembre 2004                                                                 | France                                                                           | 6 - 45                                                                           | Nouvelle-Zélande                                                                 | Test match                                                                       | 78 750                                                                           | Inconnu                                                                          |
| 26                                                                               | 5 février 2005                                                                   | France                                                                           | 16 - 9                                                                           | Écosse                                                                           | Tournoi des Six Nations 2005                                                     | 79 060                                                                           | Inconnu                                                                          |
| 27                                                                               | 26 février 2005                                                                  | France                                                                           | 18 - 24                                                                          | Pays de Galles                                                                   | Tournoi des Six Nations 2005                                                     | 78 250                                                                           | Inconnu                                                                          |
| 28                                                                               | 26 novembre 2005                                                                 | France                                                                           | 26 - 20                                                                          | Afrique du Sud                                                                   | Test match                                                                       | 79 648                                                                           | 3 823 869 €                                                                      |
| 29                                                                               | 11 février 2006                                                                  | France                                                                           | 43 - 31                                                                          | Irlande                                                                          | Tournoi des Six Nations 2006                                                     | 79 597                                                                           | 3 873 416 €                                                                      |
| 30                                                                               | 25 février 2006                                                                  | France                                                                           | 37 - 12                                                                          | Italie                                                                           | Tournoi des Six Nations 2006                                                     | 79 656                                                                           | 2 329 015 €                                                                      |
| 31                                                                               | 12 mars 2006                                                                     | France                                                                           | 31 - 6                                                                           | Angleterre                                                                       | Tournoi des Six Nations 2006                                                     | 80 009                                                                           | 4 008 970 €                                                                      |
| 32                                                                               | 18 novembre 2006                                                                 | France                                                                           | 11 - 23                                                                          | Nouvelle-Zélande                                                                 | Test match                                                                       | 79 548                                                                           | 3 848 677 €                                                                      |
| 33                                                                               | 25 novembre 2006                                                                 | France                                                                           | 27 - 26                                                                          | Argentine                                                                        | Test match                                                                       | 79 518                                                                           | 2 330 266 €                                                                      |
| 34                                                                               | 24 février 2007                                                                  | France                                                                           | 32 - 21                                                                          | Pays de Galles                                                                   | Tournoi des Six Nations 2007                                                     | 79 545                                                                           | 3 898 589 €                                                                      |
| 35                                                                               | 17 mars 2007                                                                     | France                                                                           | 46 - 19                                                                          | Écosse                                                                           | Tournoi des Six Nations 2007                                                     | 79 627                                                                           | 3 972 553 €                                                                      |
| 36                                                                               | 7 septembre 2007                                                                 | France                                                                           | 12 - 17                                                                          | Argentine                                                                        | Coupe du monde 2007 (Poule D)                                                    | 79 312                                                                           | Inconnu                                                                          |
| 37                                                                               | 21 septembre 2007                                                                | France                                                                           | 25 - 3                                                                           | Irlande                                                                          | Coupe du monde 2007 (Groupe D)                                                   | 80 267                                                                           | Inconnu                                                                          |
| 38                                                                               | 13 octobre 2007                                                                  | Angleterre                                                                       | 14 - 9                                                                           | France                                                                           | Coupe du monde 2007 (demi-finale)                                                | 80 263                                                                           | Inconnu                                                                          |
| 39                                                                               | 9 février 2008                                                                   | France                                                                           | 26 - 21                                                                          | Irlande                                                                          | Tournoi des Six Nations 2008                                                     | 79 623                                                                           | 4 124 431 €                                                                      |
| 40                                                                               | 23 février 2008                                                                  | France                                                                           | 13 - 24                                                                          | Angleterre                                                                       | Tournoi des Six Nations 2008                                                     | 79 243                                                                           | 4 162 955 €                                                                      |
| 41                                                                               | 9 mars 2008                                                                      | France                                                                           | 25 - 13                                                                          | Italie                                                                           | Tournoi des Six Nations 2008                                                     | 79 305                                                                           | 3 406 164 €                                                                      |
| 42                                                                               | 22 novembre 2008                                                                 | France                                                                           | 13 - 18                                                                          | Australie                                                                        | Test match                                                                       | 79 105                                                                           | 3 811 363 €                                                                      |
| 43                                                                               | 14 février 2009                                                                  | France                                                                           | 22 - 13                                                                          | Écosse                                                                           | Tournoi des Six Nations 2009                                                     | 79 101                                                                           | 4 172 806 €                                                                      |
| 44                                                                               | 27 février 2009                                                                  | France                                                                           | 21 - 16                                                                          | Pays de Galles                                                                   | Tournoi des Six Nations 2009                                                     | 79 384                                                                           | 4 187 705 €                                                                      |
| 45                                                                               | 21 novembre 2009                                                                 | France                                                                           | 43 - 5                                                                           | Samoa                                                                            | Test match                                                                       | 53 959                                                                           | 2 195 668 €                                                                      |
| 46                                                                               | 13 février 2010                                                                  | France                                                                           | 33 - 10                                                                          | Irlande                                                                          | Tournoi des Six Nations 2010                                                     | 79 259                                                                           | 4 196 445 €                                                                      |
| 47                                                                               | 14 mars 2010                                                                     | France                                                                           | 46 - 20                                                                          | Italie                                                                           | Tournoi des Six Nations 2010                                                     | 76 965                                                                           | 3 473 659 €                                                                      |
| 48                                                                               | 20 mars 2010                                                                     | France                                                                           | 12 - 10                                                                          | Angleterre                                                                       | Tournoi des Six Nations 2010                                                     | 80 066                                                                           | 4 181 846 €                                                                      |
| 49                                                                               | 27 novembre 2010                                                                 | France                                                                           | 16 - 59                                                                          | Australie                                                                        | Test match                                                                       | 79 034                                                                           | 4 018 018 €                                                                      |
| 50                                                                               | 5 février 2011                                                                   | France                                                                           | 34 - 21                                                                          | Écosse                                                                           | Tournoi des Six Nations 2011                                                     | 78 458                                                                           | 4 079 473 €                                                                      |
| 51                                                                               | 19 mars 2011                                                                     | France                                                                           | 28 - 9                                                                           | Pays de Galles                                                                   | Tournoi des Six Nations 2011                                                     | 79 329                                                                           | 4 258 584 €                                                                      |
| 52                                                                               | 4 février 2012                                                                   | France                                                                           | 30 - 12                                                                          | Italie                                                                           | Tournoi des Six Nations 2012                                                     | 78 781                                                                           | 3 930 908 €                                                                      |
| 53                                                                               | 4 mars 2012                                                                      | France                                                                           | 17 - 17                                                                          | Irlande                                                                          | Tournoi des Six Nations 2012                                                     | 78 908                                                                           | 4 213 091 €                                                                      |
| 54                                                                               | 11 mars 2012                                                                     | France                                                                           | 22 - 24                                                                          | Angleterre                                                                       | Tournoi des Six Nations 2012                                                     | 79 393                                                                           | 4 251 707 €                                                                      |
| 55                                                                               | 10 novembre 2012                                                                 | France                                                                           | 33 - 6                                                                           | Australie                                                                        | Test match                                                                       | 61 175                                                                           | 3 202 668 €                                                                      |
| 56                                                                               | 24 novembre 2012                                                                 | France                                                                           | 22 - 14                                                                          | Samoa                                                                            | Test match                                                                       | 36 560                                                                           | 1 325 444 €                                                                      |
| 57                                                                               | 9 février 2013                                                                   | France                                                                           | 6 - 16                                                                           | Pays de Galles                                                                   | Tournoi des Six Nations 2013                                                     | 78 740                                                                           | 4 274 372 €                                                                      |
| 58                                                                               | 16 mars 2013                                                                     | France                                                                           | 23 - 16                                                                          | Écosse                                                                           | Tournoi des Six Nations 2013                                                     | 78 997                                                                           | 4 270 431 €                                                                      |
| 59                                                                               | 9 novembre 2013                                                                  | France                                                                           | 19 - 26                                                                          | Nouvelle-Zélande                                                                 | Test match                                                                       | 78 930                                                                           | 4 225 868 €                                                                      |
| 60                                                                               | 23 novembre 2013                                                                 | France                                                                           | 10 - 19                                                                          | Afrique du Sud                                                                   | Test match                                                                       | 76 319                                                                           | 3 877 037 €                                                                      |
| 61                                                                               | 1er février 2014                                                                 | France                                                                           | 26 - 24                                                                          | Angleterre                                                                       | Tournoi des Six Nations 2014                                                     | 78 763                                                                           | 5 265 791 €                                                                      |
| 62                                                                               | 9 février 2014                                                                   | France                                                                           | 30 - 10                                                                          | Italie                                                                           | Tournoi des Six Nations 2014                                                     | 68 519                                                                           | 3 313 030 €                                                                      |
| 63                                                                               | 15 mars 2014                                                                     | France                                                                           | 20 - 22                                                                          | Irlande                                                                          | Tournoi des Six Nations 2014                                                     | 78 876                                                                           | 496 053 €                                                                        |
| 64                                                                               | 15 novembre 2014                                                                 | France                                                                           | 29 - 26                                                                          | Australie                                                                        | Test match                                                                       | 67 580                                                                           | 3 731 974 €                                                                      |
| 65                                                                               | 22 novembre 2014                                                                 | France                                                                           | 13 - 18                                                                          | Argentine                                                                        | Test match                                                                       | 50 141                                                                           | 1 686 368 €                                                                      |
| 66                                                                               | 7 février 2015                                                                   | France                                                                           | 15 - 8                                                                           | Écosse                                                                           | Tournoi des Six Nations 2015                                                     | 78 225                                                                           | 4 632 602 €                                                                      |
| 67                                                                               | 28 février 2015                                                                  | France                                                                           | 13 - 20                                                                          | Pays de Galles                                                                   | Tournoi des Six Nations 2015                                                     | 78 867                                                                           | 4 781 584 €                                                                      |
| 68                                                                               | 22 août 2015                                                                     | France                                                                           | 25 - 20                                                                          | Angleterre                                                                       | Test match                                                                       | 65 000                                                                           | inconnu                                                                          |
| 69                                                                               | 5 septembre 2015                                                                 | France                                                                           | 19 - 16                                                                          | Écosse                                                                           | Test match                                                                       | 48 162                                                                           | 1 445 365 €                                                                      |
| 70                                                                               | 6 février 2016                                                                   | France                                                                           | 23 - 21                                                                          | Italie                                                                           | Tournoi des Six Nations 2016                                                     | 61 721                                                                           | 2 450 067 €                                                                      |
| 71                                                                               | 13 février 2016                                                                  | France                                                                           | 10 - 9                                                                           | Irlande                                                                          | Tournoi des Six Nations 2016                                                     | 78 605                                                                           | 4 782 924 €                                                                      |
| 72                                                                               | 19 mars 2016                                                                     | France                                                                           | 21 - 31                                                                          | Angleterre                                                                       | Tournoi des Six Nations 2016                                                     | 78 834                                                                           | 5 482 805 €                                                                      |
| 73                                                                               | 19 novembre 2016                                                                 | France                                                                           | 23 - 25                                                                          | Australie                                                                        | Test match                                                                       | 74 165                                                                           | 3 059 868 €                                                                      |
| 74                                                                               | 26 novembre 2016                                                                 | France                                                                           | 19 - 24                                                                          | Nouvelle-Zélande                                                                 | Test match                                                                       | 78 569                                                                           | 5 190 255 €                                                                      |
| 75                                                                               | 12 février 2017                                                                  | France                                                                           | 22 - 16                                                                          | Écosse                                                                           | Tournoi des Six Nations 2017                                                     | 74 737                                                                           | 4 365 912 €                                                                      |
| 76                                                                               | 18 mars 2017                                                                     | France                                                                           | 20 - 18                                                                          | Pays de Galles                                                                   | Tournoi des Six Nations 2017                                                     | 78 675                                                                           | 5 177 647 €                                                                      |
| 77                                                                               | 11 novembre 2017                                                                 | France                                                                           | 18 - 38                                                                          | Nouvelle-Zélande                                                                 | Test match                                                                       | 78 561                                                                           | 5 568 676 €                                                                      |
| 78                                                                               | 18 novembre 2017                                                                 | France                                                                           | 17 - 18                                                                          | Afrique du Sud                                                                   | Test match                                                                       | 56 346                                                                           | 2 236 836 €                                                                      |
| 79                                                                               | 3 février 2018                                                                   | France                                                                           | 13 - 15                                                                          | Irlande                                                                          | Tournoi des Six Nations 2018                                                     | 74 075                                                                           | 4 773 703 €                                                                      |
| 80                                                                               | 10 mars 2018                                                                     | France                                                                           | 22 - 16                                                                          | Angleterre                                                                       | Tournoi des Six Nations 2018                                                     | 78 065                                                                           | 5 710 643 €                                                                      |
| 81                                                                               | 10 novembre 2018                                                                 | France                                                                           | 26 - 29                                                                          | Afrique du Sud                                                                   | Test match                                                                       | 49 908                                                                           | 2 699 588 €                                                                      |
| 82                                                                               | 24 novembre 2018                                                                 | France                                                                           | 14 - 21                                                                          | Fidji                                                                            | Test match                                                                       | 42 263                                                                           | 974 805 €                                                                        |
| 83                                                                               | 1er février 2019                                                                 | France                                                                           | 19 - 24                                                                          | Pays de Galles                                                                   | Tournoi des Six Nations 2019                                                     | 55 439                                                                           | 3 506 384 €                                                                      |
| 84                                                                               | 23 février 2019                                                                  | France                                                                           | 27 - 10                                                                          | Écosse                                                                           | Tournoi des Six Nations 2019                                                     | 76 963                                                                           | 5 241 592 €                                                                      |
| 85                                                                               | 30 août 2019                                                                     | France                                                                           | 47 - 19                                                                          | Italie                                                                           | Test match                                                                       | 27 911                                                                           | 578 672 €                                                                        |
| 86                                                                               | 2 février 2020                                                                   | France                                                                           | 24 - 17                                                                          | Angleterre                                                                       | Tournoi des Six Nations 2020                                                     | 79 061                                                                           | 5 659 502 €                                                                      |
| 87                                                                               | 9 février 2020                                                                   | France                                                                           | 35 - 22                                                                          | Italie                                                                           | Tournoi des Six Nations 2020                                                     | 50 989                                                                           | 1 928 154 €                                                                      |
| 88                                                                               | 24 octobre 2020                                                                  | France                                                                           | 38 - 21                                                                          | Pays de Galles                                                                   | Test match                                                                       | 0                                                                                | 0                                                                                |
| 89                                                                               | 31 octobre 2020                                                                  | France                                                                           | 35 - 27                                                                          | Irlande                                                                          | Tournoi des Six Nations 2020                                                     | 0                                                                                | 0                                                                                |
| 90                                                                               | 28 novembre 2020                                                                 | France                                                                           | 36 - 5                                                                           | Italie                                                                           | Coupe d'automne des nations (Groupe B)                                           | 0                                                                                | 0                                                                                |
| 91                                                                               | 20 mars 2021                                                                     | France                                                                           | 32 - 30                                                                          | Pays de Galles                                                                   | Tournoi des Six Nations 2021                                                     | 0                                                                                | 0                                                                                |
| 92                                                                               | 26 mars 2021                                                                     | France                                                                           | 23 - 27                                                                          | Écosse                                                                           | Tournoi des Six Nations 2021                                                     | 0                                                                                | 0                                                                                |
| 93                                                                               | 6 novembre 2021                                                                  | France                                                                           | 29 - 20                                                                          | Argentine                                                                        | Test match                                                                       | 46 288                                                                           | 2 464 686 €                                                                      |
| 94                                                                               | 20 novembre 2021                                                                 | France                                                                           | 40 - 25                                                                          | Nouvelle-Zélande                                                                 | Test match                                                                       | 78 892                                                                           | 6 391 768 €                                                                      |
| 95                                                                               | 6 février 2022                                                                   | France                                                                           | 37 - 10                                                                          | Italie                                                                           | Tournoi des Six Nations 2022                                                     | 59 501                                                                           | 3 309 638 €                                                                      |
| 96                                                                               | 12 février 2022                                                                  | France                                                                           | 30 - 24                                                                          | Irlande                                                                          | Tournoi des Six Nations 2022                                                     | 77 878                                                                           | 6 312 768 €                                                                      |
| 97                                                                               | 19 mars 2022                                                                     | France                                                                           | 25 - 13                                                                          | Angleterre                                                                       | Tournoi des Six Nations 2022                                                     | 79 028                                                                           | 6 373 000 €                                                                      |
| 98                                                                               | 5 novembre 2022                                                                  | France                                                                           | 30 - 29                                                                          | Australie                                                                        | Test match                                                                       | 75 684                                                                           | 5 695 515 €                                                                      |
| 99                                                                               | 26 février 2023                                                                  | France                                                                           | 32 - 21                                                                          | Écosse                                                                           | Tournoi des Six Nations 2023                                                     | 78 030                                                                           | 6 218 755 €                                                                      |
| 100                                                                              | 18 mars 2023                                                                     | France                                                                           | 41 - 28                                                                          | Pays de Galles                                                                   | Tournoi des Six Nations 2023                                                     | 78 188                                                                           | 6 260 648 €                                                                      |
| 101                                                                              | 27 août 2023                                                                     | France                                                                           | 41 - 17                                                                          | Australie                                                                        | Test match                                                                       | 75 106                                                                           | 4 831 000 €                                                                      |
| 102                                                                              | 8 septembre 2023                                                                 | France                                                                           | 27 - 13                                                                          | Nouvelle-Zélande                                                                 | Coupe du monde 2023 (Poule A)                                                    | 78 690                                                                           | Inconnu                                                                          |
| 103                                                                              | 15 octobre 2023                                                                  | France                                                                           | 28 - 29                                                                          | Afrique du Sud                                                                   | Coupe du monde 2023 (Quart de finale)                                            | 79 486                                                                           | Inconnu                                                                          |
| 104                                                                              | 9 novembre 2024                                                                  | France                                                                           | 52 - 12                                                                          | Japon                                                                            | Test match                                                                       | 49 800                                                                           | ?                                                                                |
| 105                                                                              | 16 novembre 2024                                                                 | France                                                                           | 30 - 29                                                                          | Nouvelle-Zélande                                                                 | Test match                                                                       | 76 000*                                                                          | ?                                                                                |
| 106                                                                              | 22 novembre 2024                                                                 | France                                                                           | 37 - 23                                                                          | Argentine                                                                        | Test match                                                                       | 66 640*                                                                          | ?                                                                                |
| 107                                                                              | 31 janvier 2025                                                                  | France                                                                           | 43 - 0                                                                           | Pays de Galles                                                                   | Tournoi des Six Nations 2025                                                     | 77 752                                                                           | ?                                                                                |
| 108                                                                              | 15 mars 2025                                                                     | France                                                                           | 35 - 16                                                                          | Écosse                                                                           | Tournoi des Six Nations 2025                                                     | 78 226                                                                           | ?                                                                                |
| 109                                                                              | 8 novembre 2025                                                                  | France                                                                           | -                                                                                | Afrique du Sud                                                                   | Autumn Nations Series 2025                                                       |                                                                                  |                                                                                  |
| 110                                                                              | 22 novembre 2025                                                                 | France                                                                           | -                                                                                | Australie                                                                        | Autumn Nations Series 2025                                                       |                                                                                  |                                                                                  |

*Capacité du Stade de France réduite d'environ 1300 places en raison des travaux de démontage des deux écrans géants temporaires installés pour les Jeux Olympiques de Paris 2024

#### Coupe du monde de football 1998
Le Stade accueille neuf rencontres de la Coupe du monde de football 1998.
| Date            | Heure   | Équipe 1 | Résultat             | Équipe 2        | Tour               | Affluence |
| --------------- | ------- | -------- | -------------------- | --------------- | ------------------ | --------- |
| 10 juin 1998    | 17 h 30 | Brésil   | 2 - 1                | Écosse          | 1er tour, groupe A | 80 000    |
| 13 juin 1998    | 21 h    | Pays-Bas | 0 - 0                | Belgique        | 1er tour, groupe E | 77 000    |
| 18 juin 1998    | 21 h    | France   | 4 - 0                | Arabie saoudite | 1er tour, groupe C | 77 000    |
| 23 juin 1998    | 16 h    | Italie   | 2 - 1                | Autriche        | 1er tour, groupe B | 80 000    |
| 26 juin 1998    | 21 h    | Roumanie | 1 - 1                | Tunisie         | 1er tour, groupe G | 77 000    |
| 28 juin 1998    | 21 h    | Nigeria  | 1 - 4                | Danemark        | 8e de finale       | 77 000    |
| 3 juillet 1998  | 16 h 30 | Italie   | 0 - 0 ap (3 - 4) tab | France          | Quart de finale    | 77 000    |
| 8 juillet 1998  | 21 h    | France   | 2 - 1                | Croatie         | Demi-finale        | 76 000    |
| 12 juillet 1998 | 21 h    | Brésil   | 0 - 3                | France          | Finale             | 75 000    |

#### Coupe du monde de rugby à XV 1999
Un des quarts de finale de la Coupe du monde de rugby à XV 1999 a lieu au Stade.
| Date            | Heure | Équipe 1       | Résultat | Équipe 2   | Tour            | Affluence |
| --------------- | ----- | -------------- | -------- | ---------- | --------------- | --------- |
| 24 octobre 1999 | 14 h  | Afrique du Sud | 44 - 21  | Angleterre | Quart de finale | 75 000    |

#### Coupe du monde de rugby à XV 2007
Le Stade de France accueille sept rencontres de la Coupe du monde de rugby à XV 2007.
| Date              | Heure | Équipe 1       | Résultat | Équipe 2       | Tour              | Affluence |
| ----------------- | ----- | -------------- | -------- | -------------- | ----------------- | --------- |
| 7 septembre 2007  | 21 h  | France         | 12 - 17  | Argentine      | 1er tour, poule D | 79 312    |
| 14 septembre 2007 | 21 h  | Angleterre     | 0 - 36   | Afrique du Sud | 1er tour, poule A | 77 523    |
| 21 septembre 2007 | 21 h  | France         | 25 - 3   | Irlande        | 1er tour, poule D | 80 267    |
| 7 octobre 2007    | 21 h  | Argentine      | 19 - 13  | Écosse         | Quart de finale   | 76 866    |
| 13 octobre 2007   | 21 h  | France         | 9 - 14   | Angleterre     | Demi-finale       | 80 283    |
| 14 octobre 2007   | 21 h  | Afrique du Sud | 37 - 13  | Argentine      | Demi-finale       | 77 055    |
| 20 octobre 2007   | 21 h  | Angleterre     | 6 - 15   | Afrique du Sud | Finale            | 80 430    |

#### Championnat d'Europe de football 2016
Sept matchs de l'Euro 2016 ont lieu au Stade de France.
| Date            | Heure | Équipe 1             | Résultat | Équipe 2 | Tour               | Affluence |
| --------------- | ----- | -------------------- | -------- | -------- | ------------------ | --------- |
| 10 juin 2016    | 21 h  | France               | 2 - 1    | Roumanie | 1er tour, groupe A | 75 113    |
| 13 juin 2016    | 18 h  | République d'Irlande | 1 - 1    | Suède    | 1er tour, groupe E | 73 419    |
| 16 juin 2016    | 21 h  | Allemagne            | 0 - 0    | Pologne  | 1er tour, groupe C | 73 648    |
| 22 juin 2016    | 18 h  | Islande              | 2 - 1    | Autriche | 1er tour, groupe F | 68 714    |
| 27 juin 2016    | 18 h  | Italie               | 2 - 0    | Espagne  | 8e de finale       | 76 165    |
| 3 juillet 2016  | 21 h  | France               | 5 - 2    | Islande  | Quart de finale    | 76 833    |
| 10 juillet 2016 | 21 h  | Portugal             | 1 - 0 ap | France   | Finale             | 75 868    |

#### Coupe du monde de rugby à XV 2023
Le Stade de France est un des stades retenus pour accueillir la Coupe du monde de rugby à XV 2023.
| Date              | Heure   | Équipe 1         | Résultat | Équipe 2         | Tour                   | Affluence |
| ----------------- | ------- | ---------------- | -------- | ---------------- | ---------------------- | --------- |
| 8 septembre 2023  | 21 h 15 | France           | 27 - 13  | Nouvelle-Zélande | 1er tour, poule A      | 78 690    |
| 9 septembre 2023  | 18 h    | Australie        | 35 - 15  | Géorgie          | 1er tour, poule C      | 75 770    |
| 23 septembre 2023 | 21 h    | Afrique du Sud   | 8 - 13   | Irlande          | 1er tour, poule B      | 78 542    |
| 7 octobre 2023    | 21 h    | Irlande          | 36 - 14  | Écosse           | 1er tour, poule B      | 78 459    |
| 14 octobre 2023   | 21 h    | Irlande          | 24 - 28  | Nouvelle-Zélande | Quart de finale        | 78 845    |
| 15 octobre 2023   | 21 h    | France           | 28 - 29  | Afrique du Sud   | Quart de finale        | 79 486    |
| 20 octobre 2023   | 21 h    | Argentine        | 6 - 44   | Nouvelle-Zélande | Demi-finale            | 77 653    |
| 21 octobre 2023   | 21 h    | Angleterre       | 15 - 16  | Afrique du Sud   | Demi-finale            | 78 098    |
| 27 octobre 2023   | 21 h    | Argentine        | 23 - 26  | Angleterre       | Match pour la 3e place | 77 604    |
| 28 octobre 2023   | 21 h    | Nouvelle-Zélande | 11 - 12  | Afrique du Sud   | Finale                 | 80 065    |

#### Jeux Olympiques et Paralympiques de Paris 2024
A l'occasion des Jeux Olympiques d'été 2024 et des Jeux paralympiques 2024, le Stade de France est choisi pour accueillir les épreuves de rugby à 7, d'athlétisme et de para-athlétisme, ainsi que la cérémonie de clôture des Jeux et celle des Paralympiques. Il devient ainsi le premier stade à avoir accueilli une finale de Coupe du Monde de football, une finale de Coupe du Monde de rugby, et les Jeux Olympiques.

##### Travaux préparatoires
Du fait de son état d'usure, la précédente piste d'athlétisme est intégralement changée. 21 000 m2 d'aire de jeu sont ainsi refaites : 13 000 pour le stade de compétition, 8 000 pour le stade annexe. La nouvelle piste est de couleur violette, inédite aux Jeux Olympiques, permettant d'imprimer visuellement les couleurs de Paris 2024 ("Look of the game") sur les épreuves d'athlétisme .
Pour se conformer aux attentes actuelles, le nombre de couloirs passe de 8 à 9, permettant de réserver le couloir 1, très défavorable aux sprinters, pour les courses de demi-fond, avec un revêtement plus souple. Les aires de sauts horizontaux (longueur et triple-saut) sont déplacées du pied de la tribune ouest au pied de la tribune est, et l'aire de perche de la tribune est au virage nord, afin qu'un maximum de spectateurs payants puisse assister à des concours, et que chaque tribune soit le plus près possible d'au moins une épreuve.
La piste est inaugurée le 24 juin lors d'un test-event réunissant des athlètes régionaux sélectionnés pour l'occasion. Composée à 50% de matériaux recyclés, elle est décrite comme très rapide.

##### Configuration du stade
Le Stade de France perd environ 10 000 places de capacité nominale. En plus du recul des tribunes basses faisant habituellement perdre 5 0000 places lors des compétitions d'athlétisme, plusieurs installations temporaires impliquent une baisse de capacité :
- tribunes basses : installation de caméras supplémentaires, de la zone mixte (ouest), des plateaux des principales télévisions couvrant les Jeux Olympiques (sud).
- tribunes intermédiaires: agrandissement de la tribune presse (ouest)
- tribunes hautes: installation de deux écrans géants supplémentaires (nord et sud) et de la zone technique réservée aux juges (ouest).

Pendant la compétition de rugby à 7, la piste d'athlétisme est recouverte d'une moquette de protection. La transition entre les deux configurations est effectuée en seulement une nuit, du 30 au 31 juillet, et les épreuves d'athlétisme commencent le 2 août au matin.

##### Jeux Olympiques
Qu'il s'agisse des Jeux Olympiques ou Paralympiques, le public est au rendez-vous. Dès le premier jour de compétition, le mercredi 24 juillet, et malgré des difficultés d'accès au stade du fait d'un très long ratissage du parvis par les forces de l'ordre, le record mondial d'affluence pour des rencontres de rugby à 7 est battu, avec 69 000 spectateurs. Le jeudi 25 juillet, 130 000 personnes se répartissent sur les deux sessions du tournoi masculin.
La compétition féminine attire elle aussi un public très nombreux. 66 000 spectateurs sont ainsi présents le dimanche 28 juillet, soit le record mondial d'affluence pour un événement de rugby féminin (7, XIII et XV confondus). Au total, plus de 500 000 personnes assistent aux 8 sessions.

L'ambiance lors de cette compétition est saluée aussi bien par les athlètes que par les spectateurs français et étrangers. Antoine Dupont, pourtant habitué aux matchs au Stade de France se dit très impressionné par l'atmosphère et le bruit du public lors des matchs

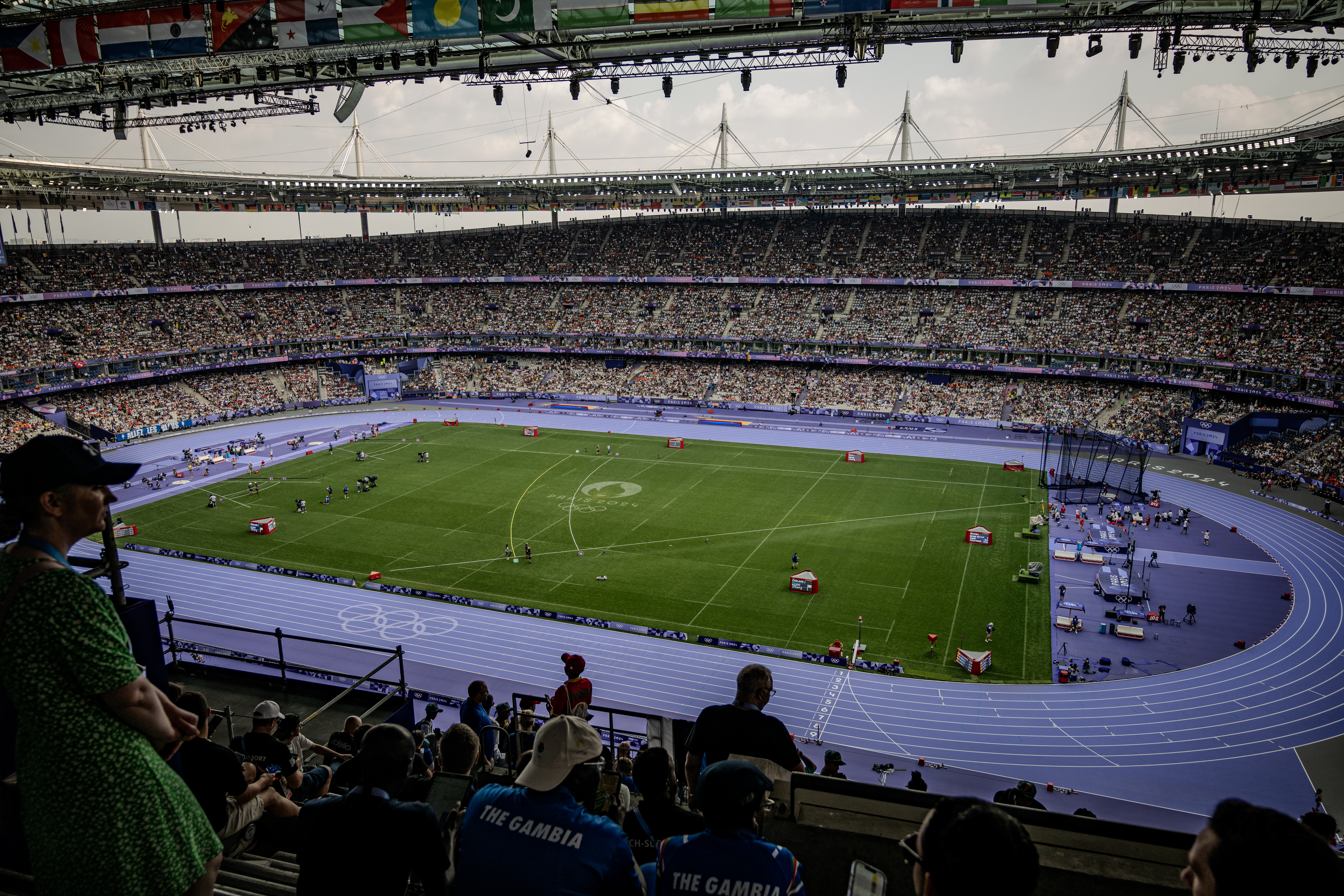
Le stade de France lors des épreuves d'athlétisme aux Jeux olympiques d'été de 2024.

Le succès populaire pour les épreuves d'athlétisme est également remarquable. La tarification suscite d'abord la polémique, avec des prix entre 85 et 670€ pour les finales, entre 125 et 980€ pour les "superfinales", et un nombre très réduit de places à 24€ pour les qualifications. Pourtant, plus d'un million de billets sont vendus pour les 17 sessions, record absolu pour des Jeux Olympiques. 69 000 spectateurs sont présents lors de la première matinée de compétition, et plus de 55 000 à la première soirée. Les soirées de "superfinales" du 4 août (finale du 100m masculin) et du 10 août (relais 4x400m) sont à guichets fermés.
Certains media notent toutefois que les affluences ont été gonflées  en amont par la mise en vente de places de catégorie A  classées en "visibilité réduite"  au prix de catégories C et, dans les derniers jours précédant la compétition, par une forte baisse des prix sur les places les plus chères.
Plus que le nombre, c'est surtout l'ambiance qui laisse une très bonne impression aux athlètes. Grant Fischer, médaillé de bronze sur 10 000m, raconte avoir couru dans un bruit assourdissant. Armand Duplantis, qui bat le record du monde du saut à la perche lors de la finale le 5 août, parle d'une foule "insensée", et d'un "public en délire". D'un autre côté, plusieurs athlètes français, tel Thibaut Collet, éliminé en qualifications à la perche, se sentent même inhibés par l'atmosphère, le gigantisme du stade, et la pression du public, conditions auxquelles ils ne sont pas habitués.

##### Jeux Paralympiques
Alors que l'on craignait de faibles affluences, les épreuves d'athlétisme des Jeux Paralympiques sont également un succès populaire, avec un total de 615 000 billets écoulés au début de la compétition. Une place est par ailleurs offerte à l'ensemble des 45 000 bénévoles ayant été mobilisés sur les Jeux et/ ou les Paralympiques.
44 000 personnes sont présentes pour la toute première session, le vendredi 30 août au matin, soit la meilleure affluence pour un événement handisport en France. Ce record est battu plusieurs fois pendant la semaine de compétition. Les deux sessions du samedi 31 août sont à guichets fermés, et le samedi 7 août, pour la toute dernière soirée, 67 500 personnes sont présentes, record d'affluence absolu pour des Jeux Paralympiques.
En comptant les deux cérémonies de clôture (environ 65 000 personnes à chaque fois), ce sont donc plus de 2,2 millions de spectateurs qui se rendent au Stade de France pour les 45 sessions qui s'y tiennent.

##### Faits notables des JOP
Le Stade de France est le site de compétition le plus actif, avec 45 sessions (25 Jeux Olympiques, 18 Jeux Paralympiques, 2 cérémonies de clôture) avec la plus large amplitude d'ouverture (du 24 juillet au 11 août, puis du 30 août au 8 septembre). Durant les épreuves, 2300 bénévoles mobilisés sur le site, dont 1500 pour l'accueil spectateurs, soit le plus gros total pour un site. Dès le 25 juillet (session 1 de rugby à 7 hommes de 14h à 17h, session 2 de 20h à 23h), le Stade accueille deux sessions par jour, le stade étant vidé et rempli de nouveau en moins de trois heures. 
Il est établi un ecord mondial d'affluence pour une rencontre de rugby à 7 avec 69 000 spectateurs le mercredi 24 juillet, surpassant les 51 000 à Twickenham, Londres, 2011), ainsi qu'un record mondial d'affluence pour une rencontre de rugby féminin, avec 66 000 spectateurs le dimanche 28 juillet (précédent: Angleterre-France, Tournoi des Six Nations féminins 2023, Twickenham, 54 498 spectateurs).
La session de soirée du 7 septembre établit un Record absolu d'affluence pour des Jeux Paralympiques avec 67 500 spectateurs. 615 000 billets sont vendus pour les épreuves d'athlétisme des Jeux Paralympiques, soit 100 000 de plus que pour les Championnats du monde d'athlétisme de 2003.
| Date                | Sport                | Epreuves                        | Affluence                   | Total     |
| ------------------- | -------------------- | ------------------------------- | --------------------------- | --------- |
| Mercredi 24 juillet | Rugby à 7 H          | Poules H                        | 69 000                      | 530 000   |
| Jeudi 25 juillet 1  | Rugby à 7 H          | Poules H                        | 130 000                     | 530 000   |
| Jeudi 25 juillet 2  | Rugby à 7 H          | 1/4 H                           | 130 000                     | 530 000   |
| Samedi 28 juillet   | Rugby à 7 H          | Finales H                       |                             | 530 000   |
| Dimanche 28 juillet | Rugby à 7 F          | Poules F                        | 66 000                      | 530 000   |
| Lundi 29 juillet 1  | Rugby à 7 F          | Poules F                        |                             | 530 000   |
| Lundi 29 juillet 2  | Rugby à 7 F          | 1/4 F                           |                             | 530 000   |
| Mardi 30 juillet    | Rugby à 7 F          | Finales F                       |                             | 530 000   |
| Vendredi 2 août 1   | Athlétisme           | Qualif                          | 69 000                      | 1 000 000 |
| Vendredi 2 août 2   | Athlétisme           | Finales                         | 55 000                      | 1 000 000 |
| Samedi 3 août 1     | Athlétisme           | Qualif                          | 66 500                      | 1 000 000 |
| Samedi 3 août 2     | Athlétisme           | Finales                         | 55 000 à 60 000 par session | 1 000 000 |
| Dimanche 4 août 1   | Athlétisme           | Qualif                          | 55 000 à 60 000 par session | 1 000 000 |
| Dimanche 4 août 2   | Athlétisme           | Superfinales 100m H             | 55 000 à 60 000 par session | 1 000 000 |
| Lundi 5 août 1      | Athlétisme           | Qualif                          | 55 000 à 60 000 par session | 1 000 000 |
| Lundi 5 août 2      | Athlétisme           | Finales                         | 55 000 à 60 000 par session | 1 000 000 |
| Mardi 6 août 1      | Athlétisme           | Qualif                          | 55 000 à 60 000 par session | 1 000 000 |
| Mardi 6 août 2      | Athlétisme           | Finales                         | 55 000 à 60 000 par session | 1 000 000 |
| Mercredi 7 août 1   | Athlétisme           | Qualif                          | 55 000 à 60 000 par session | 1 000 000 |
| Mercredi 7 août 2   | Athlétisme           | Finales                         | 55 000 à 60 000 par session | 1 000 000 |
| Jeudi 8 août 1      | Athlétisme           | Qualif                          | 55 000 à 60 000 par session | 1 000 000 |
| Jeudi 8 août 2      | Athlétisme           | Superfinales 110m haies, 200m H | 55 000 à 60 000 par session | 1 000 000 |
| Vendredi 9 août 1   | Athlétisme           | Qualif                          | 55 000 à 60 000 par session | 1 000 000 |
| Vendredi 9 août 2   | Athlétisme           | Finales                         | 55 000 à 60 000 par session | 1 000 000 |
| Samedi 10 août      | Athlétisme           | Superfinales 4x400m H-F         | 55 000 à 60 000 par session | 1 000 000 |
| Dimanche 11 août    | Cérémonie de clôture | Cérémonie de clôture            | 71 000                      | 71 000    |

| Date                     | Compétition          | Affluence                  | Total   |
| ------------------------ | -------------------- | -------------------------- | ------- |
| Vendredi 30 août 1       | Para-athlétisme      | 44 000                     | 615 000 |
| Vendredi 30 août 2       | Para-athlétisme      |                            | 615 000 |
| Samedi 31 août 1         | Para-athlétisme      | 60 000                     | 615 000 |
| Samedi 31 août 2         | Para-athlétisme      | 65 000                     | 615 000 |
| Dimanche 1er septembre 1 | Para-athlétisme      |                            | 615 000 |
| Dimanche 1er septembre 2 | Para-athlétisme      | 50 000                     | 615 000 |
| Lundi 2 septembre 1      | Para-athlétisme      | environ 30 000 par session | 615 000 |
| Lundi 2 septembre 2      | Para-athlétisme      | environ 30 000 par session | 615 000 |
| Mardi 3 septembre 1      | Para-athlétisme      | environ 30 000 par session | 615 000 |
| Mardi 3 septembre 2      | Para-athlétisme      | environ 30 000 par session | 615 000 |
| Mercredi 4 septembre 1   | Para-athlétisme      | environ 30 000 par session | 615 000 |
| Mercredi 4 septembre 2   | Para-athlétisme      | environ 30 000 par session | 615 000 |
| Jeudi 5 septembre 1      | Para-athlétisme      | environ 30 000 par session | 615 000 |
| Jeudi 5 septembre 2      | Para-athlétisme      | environ 30 000 par session | 615 000 |
| Vendredi 6 septembre 1   | Para-athlétisme      | environ 30 000 par session | 615 000 |
| Vendredi 6 septembre 2   | Para-athlétisme      | 55 000                     | 615 000 |
| Samedi 7 septembre 1     | Para-athlétisme      | 60 000                     | 615 000 |
| Samedi 7 septembre 2     | Para-athlétisme      | 67 500                     | 615 000 |
| Dimanche 8 septembre     | Cérémonie de clôture | 65 000                     | 65 000  |

#### Athlétisme
Le Stade de France accueille les 9è Championnats du monde d'athlétisme du 23 au 31 août 2003, les seuls à ce jour organisés en France.
De 1999 à 2016, le principal soutien de la Fédération Française d'Athlétisme, Gaz de France puis Areva, sponsorisent l'organisation d'un meeting annuel de niveau mondial au Stade de France, génériquement nommé "Meeting de Paris".
Les premières années sont marquées par une popularité croissante, liée en partie aux succès d'une génération d'athlètes français talentueux qui remportent 8 médailles aux Championnats du monde d'athlétisme de 2003 et de 2005. Ainsi, pour l'édition 2004, le meeting attire 63 851 spectateurs, et l'année suivante, 70 145 personnes sont présentes, constituant en leur temps des records mondiaux d'affluence pour des meetings d'athlétisme. Les années suivantes, si le succès s'estompe légèrement, la seule présence d'Usain Bolt de 2009 à 2013 permet de faire venir près de 10 000 spectateurs selon les organisateurs.
Les dernières éditions sont délicates sur le plan financier. Les affluences en très forte baisse endettent les organisateurs, qui ont besoin de 40 000 spectateurs payants pour rentabiliser l'organisation. De plus, le retrait d'Areva comme sponsor principal de la Fédération en 2015 rend dorénavant le coût financier du meeting trop difficile à assumer. Le 27 août 2016, le meeting de Paris se tient une dernière fois au Stade de France avant son déménagement au Stade Charléty. Seuls 27 000 personnes y assistent, la pire affluence des 18 éditions.
| Date            | Nom           | Compétition    | Affluence |
| --------------- | ------------- | -------------- | --------- |
| 3 juillet 1999  | Gaz de France | Golden League  | 57 724    |
| 23 juillet 2000 | Gaz de France | Golden League  | 40 000    |
| 6 juillet 2001  | Gaz de France | Golden League  | 58 250    |
| 5 juillet 2002  | Gaz de France | Golden League  | 48 000    |
| 4 juillet 2003  | Gaz de France | Golden League  | 55 000    |
| 23 juillet 2004 | Gaz de France | Golden League  | 63 851    |
| 1 juillet 2005  | Gaz de France | Golden League  | 70 145    |
| 8 juillet 2006  | Gaz de France | Golden League  | 62 900    |
| 6 juillet 2007  | Gaz de France | Golden League  | 45 000    |
| 18 juillet 2008 | Gaz de France | Golden League  | 45 000    |
| 17 juillet 2009 | Areva         | Golden League  | 50 000    |
| 16 juillet 2010 | Areva         | Diamond League | 40 000    |
| 8 juillet 2011  | Areva         | Diamond League | 48 000    |
| 6 juillet 2012  | Areva         | Diamond League | 39 000    |
| 6 juillet 2013  | Areva         | Diamond League | 50 266    |
| 5 juillet 2014  | Areva         | Diamond League | 42 000    |
| 4 juillet 2015  | Areva         | Diamond League | 41 112    |
| 27 août 2016    | Areva         | Diamond League | 27 000    |

L'enceinte renoue avec l'athlétisme lors des Jeux olympiques de Paris 2024. Au total, 6 records du monde ont été battus dans l'enceinte du Stade de France
| Date         | Compétition           | Epreuve        | Sexe         | Athlète               | Performance | Etat du record                                                       |
| ------------ | --------------------- | -------------- | ------------ | --------------------- | ----------- | -------------------------------------------------------------------- |
| 23 août 2003 | Championnats du monde | 20km marche    | H            | Jefferson Pérez       | 1h17'21     | Battu le 29 septembre 2007 à Saransk par Vladimir Kanaykin (1h17'16) |
| 27 août 2003 | Championnats du monde | 50km marche    | H            | Robert Korneziowski   | 3h36'03     | Battu le 2 décembre 2006 à Geelong par Nathan Deakes (3h35'47)       |
| 27 août 2016 | Meeting Areva         | 3 000m steeple | F            | Ruth Jebet            | 8'52''78    | Battu le 20 juillet 2018 à Monaco par Beatrice Chepkoech (8'44''32)  |
| 2 août 2024  | Jeux olympiques       | 4x400m mixte   | 4x400m mixte | États-Unis d'Amérique | 3'07''41    | Actif                                                                |
| 5 août 2024  | Jeux olympiques       | Perche         | H            | Armand Duplantis      | 6m25        | Battu le 25 août 2024 à Chorzow par le même athlète (6m26)           |
| 8 août 2024  | Jeux olympiques       | 400m haies     | F            | Sydney McLaughlin     | 50''37      | Actif                                                                |

### Concerts
Le 25 juillet 1998, The Rolling Stones sont le premier groupe et les premiers artistes étrangers à se produire en concert au Stade de France. Jean-Louis Aubert ayant effectué la première partie du groupe britannique, il est donc le premier artiste et le premier Français à y jouer.
Les 5, 6 et 11 septembre de la même année, Johnny Hallyday s'y produit en spectacle pour trois représentations devant un total de 215 215 spectateurs. En 2009, les 29, 30 et 31 mai, en point d'orgue de sa tournée Tour 66, il se produit pour la deuxième fois au stade de France. En 2012, sa tournée s'arrête à nouveau pour trois soirs au stade de France. Johnny Hallyday est l’artiste qui s'est le plus produit au Stade de France avec un total de neuf représentations, et il est aussi le premier à y avoir donné trois représentations consécutives, et le seul à l'avoir réalisé à trois reprises.
Les 19 et 20 juin 1999, les deux concerts de la chanteuse Céline Dion, première femme à s'être produite au stade, rassemblent 162 903 personnes. Le 28 juillet 2006, The Rolling Stones font leur retour à Saint-Denis, devant 62 761 personnes. Trois mois après George Michael, le groupe britannique The Police joue ses tubes devant 157 906 spectateurs les 29 et 30 septembre 2007. Madonna s'y produit deux soirs de suite le 20 et 21 septembre 2008 et rassemble 138 163 personnes. Le 16 mai 2009, Kassav', groupe de musique antillais français, fête ses trente ans d'existence au Stade de France devant plus de 65 000 spectateurs, au cours de la « Nuit créole ».
Le 27 juin 2009, Depeche Mode présente son Tour Of The Universe devant 65 005 spectateurs.
Les 11 et 12 septembre 2009, Mylène Farmer devient la première chanteuse française à se produire au Stade de France : ses deux spectacles afficheront complet en moins de trois heures. La plus forte affluence officielle sur deux dates au Stade de France, toutes manifestations confondues, a été établie par le groupe U2 lors de son passage les 11 et 12 juillet 2009, avec deux spectacles à guichets fermés rassemblant 186 544 spectateurs, dans une configuration à 360 degrés permettant de remplir presque intégralement tribunes et pelouse. Les Black Eyed Peas y donnent également trois concerts les 22, 24 et 25 juin 2011.
U2 s'est produit une nouvelle fois au Stade de France le 18 septembre 2010 dans le cadre de son 360° Tour en réunissant cette fois 96 540 personnes en un seul concert, établissant un nouveau record d'affluence. Prince s'y produit également le 30 juin 2011 pendant 2h45. Metallica y fête les 20 ans du Black Album le 12 mai 2012. Les Red Hot Chili Peppers s'y sont produits pour la première fois le 30 juin 2012, suivis par Madonna s'y produisant une seconde fois dans sa carrière pour son MDNA Tour devant 62 195 spectateurs. Le 2 septembre 2012, Coldplay se produit pour la première fois au Stade de France et utilise ce concert pour la captation DVD de sa tournée Mylo Xyloto Tour. Lady Gaga étant la plus jeune artiste à s’offrir le Stade de France termine la saison 2012 des concerts avec son The Born This Way Ball devant 70 617 spectateurs le 22 septembre 2012
Le 8 juin 2013, Rihanna s'y produit à l'occasion de son Diamonds World Tour, où elle devient la plus jeune artiste à remplir le stade. Le groupe de rock britannique Muse revient pour 2 nouvelles dates les 21 et 22 juin 2013 devant 150 936 spectateurs aux côtés de Paramore et Biffy Clyro. Depeche Mode s'y produit pour la seconde fois le 15 juin 2013 devant 67 103 spectateurs (avec M83 en première partie). Le rappeur américain Eminem se produit pour la première fois le 22 août 2013 après son concert annulé de 2005, devant 71 542 spectateurs. Roger Waters donne le dernier concert de sa tournée The Wall Live le 21 septembre 2013 devant 69 119 spectateurs. Bruce Springsteen s'y est produit également le 29 juin en présence du E street band, pour le Wrecking Ball Tour, devant 61 867 personnes. Le rap français se produit avec l'événement Urban Peace, le premier a eu lieu le 21 septembre 2002, puis le deuxième le 4 octobre 2008, et le troisième le 28 septembre 2013. Indochine s'y est produit à nouveau les 27 et 28 juin 2014 pour la troisième partie de leur tournée Black City Tour. The Rolling Stones s'y produisent une nouvelle fois le 13 juin 2014 dans le cadre de leur tournée 14 on Fire. Les One Direction se sont produits pour la première fois au Stade de France les 20 et 21 juin 2014 dans le cadre du Where We Are Tour, devenant les plus jeunes artistes à y jouer en tête d'affiche. Beyoncé et Jay-Z s'y sont produits les 12 et 13 septembre 2014 pour clore leur tournée On the Run Tour.
AC/DC sont de retour en 2015 pour deux dates, les 23 et 26 mai dans le cadre du Rock of Bust World Tour et jouent à guichet fermé pour la date du 23 mai. La tournée Stars 80 passe par le Stade de France le 9 mai 2015. Paul McCartney s'y produit le 11 juin 2015, Beyoncé le 21 juillet 2016 devant 75 106 spectateurs, ainsi que Rihanna une seconde fois, à l'occasion de son Anti World Tour le 30 juillet 2016.
Durant l'été 2017, cinq groupes se succèdent dans l'enceinte pour un total de neuf concerts. Coldplay, de retour au stade de France cinq ans après son dernier passage, jouent trois dates à guichets fermés en juillet, faisant de l'étape parisienne celle réunissant le plus de spectateurs hors Angleterre de la tournée A Head Full of Dreams Tour (235 611 spectateurs). U2 se produit les 25 et 26 juillet devant 154 486 spectateurs. Les Insus ? choisissent de clore leur tournée par deux dates les 15 et 16 septembre.
Le 29 juin 2019, le Rockin'1000 composé de 1 038 musiciens s'est produit devant 54 000 spectateurs. Des clips ont été tournés à la suite de ce concert de 2 h 10 avec « Nono Krieff » en guest sur trois morceaux : (« We Will Rock You », « Allumer le feu », « Un Autre Monde »), Philippe Manœuvre en maître de cérémonie et Alex Deschamps en chef d'orchestre. Le groupe Rockin'1000 sera de retour sur la pelouse du Stade de France le 17 juillet 2021 pour une deuxième édition.
En 2019, Muse se produira pour deux soirs consécutifs les 5 et 6 juillet, pour la troisième fois en moins de 10 ans. Avec sept représentations, il s'agit du stade le plus visité par le trio britannique.
Les 7 et 8 juin 2019, s'y produit également, pour la première fois au Stade de France, le groupe sud-coréen BTS pour leur tournée mondiale Love Yourself : Speak Yourself. Ils sont alors les premiers artistes de K-pop à le faire.
La pandémie de coronavirus fit que les concerts prévus en 2020 et 2021 sont reportés,,.
Le groupe français Indochine détient un temps le record d'affluence du Stade de France toutes disciplines confondues, concerts et sports, depuis l'inauguration du Stade en 1998, en rassemblant 97 036 spectateurs lors de leur tournée anniversaire Central Tour en 2022.
Les Anglais de Coldplay sont les premiers artistes à enchaîner quatre dates consécutives au Stade de France entre les 16 et 20 juillet 2022 lors de la tournée Music of the Spheres World Tour devant 318 000 spectateurs sur les 4 soirs. Lady Gaga s'y produit le 24 juillet 2022 lors de sa tournée The Chromatica Ball, 10 ans après sa venue pour le Born This Way Ball, réunissant 78 000 spectateurs, un record personnel pour la chanteuse américaine.
En 2023, la chanteuse américaine Beyoncé s'y produit pour la deuxième fois en solo le 26 mai 2023 dans le cadre de sa tournée Renaissance World Tour.
Mylène Farmer devait se produire à nouveau au Stade de France, pour deux concerts de la tournée des stades Nevermore 2023, les 30 juin et 1er juillet 2023, quatorze ans après sa première venue, mais les deux dates seront annulées à cause d'émeutes présentes en Île-de-France. Ces deux concerts sont reportés aux 27 et 28 septembre 2024. Une troisième date, le 1er octobre 2024, est également ajoutée.
Le 8 juillet 2023, le groupe Muse se produit un seul soir pour le Will of the People World Tour.
En 2025, le Stade de France organise un nombre records de concerts, confirmant une belle dynamique. Malgré la concurrence annoncée de La Défense Arena, le Stade organise plus de 12 concerts par an depuis la pandémie de Covid-19, soit des chiffres supérieurs à l'ère antérieure. L'envie du public de vivre des moments "en vrai" après le confinement, matérialisée par une explosion de la fréquentation d'événements sportifs et culturels, profite donc également au Stade de France.
Cette même année, le rappeur Jul bat en avril le record établi par Indochine en 2022, avec 97 816 spectateurs. Une semaine plus tard, Ninho devient le premier rappeur à remplir l'enceinte deux soirées consécutives, avec, par ailleurs, un nombre record de 23 artistes invités. Beyoncé devient la première artiste internationale en solo à remplir le stade de France trois fois de suite, dans le cadre de la tournée Cowboy Carter. En rapportant plus de 34 millions d'euros (34 400 000), ses 215 000 spectateurs lui permettent de réaliser la série de concerts la plus lucrative de l'histoire en France.
| N°        | Date              | Tête d'affiche        | Titre tournée / Concert | Première partie / Invité | Affluence                |
| --------- | ----------------- | --------------------- | --- | --- | ------------------------ |
| 1998 (4)  |                   |                       | | |                          |
| 1         | 25 juillet 1998   | The Rolling Stones    | Bridges to Babylon Tour | Jean-Louis Aubert | 76 716                   |
| 2         | 5 septembre 1998  | Johnny Hallyday       | Johnny allume le feu | FFF | 210 000                  |
| 3         | 6 septembre 1998  | Johnny Hallyday       | Johnny allume le feu | FFF | 210 000                  |
| 4         | 11 septembre 1998 | Johnny Hallyday       | Johnny allume le feu | FFF | 210 000                  |
| 1999 (2)  |                   |                       | | |                          |
| 5         | 19 juin 1999      | Céline Dion           | Let's Talk About Love World Tour | Dany Brillant | 180 102                  |
| 6         | 20 juin 1999      | Céline Dion           | Let's Talk About Love World Tour | Dany Brillant | 180 102                  |
| 2000 (1)  |                   |                       | | |                          |
| 7         | 5 juillet 2000    | Tina Turner           | Twenty Four Seven Tour | John Fogerty / Taxiride | 56 000                   |
| 2001 (1)  |                   |                       | | |                          |
| 8         | 22 juin 2001      | AC/DC                 | Stiff Upper Lip World Tour | The Offspring / Pure Rubbish | 70 000                   |
| 2002 (1)  |                   |                       | | |                          |
| 9         | 21 septembre 2002 | Urban Peace           | - | - | 40 500                   |
| 2003 (3)  |                   |                       | | |                          |
| 10        | 15 mars 2003      | Nuit Celtique         | Sinéad O'Connor / Alan Stivell / Denez Prigent... | Sinéad O'Connor / Alan Stivell / Denez Prigent... | 65 000                   |
| 11        | 24 mai 2003       | Bruce Springsteen     | The Rising Tour | - | 50 000                   |
| 12        | 9 juillet 2003    | The Rolling Stones    | Licks Tour | Stereophonics | 75 517                   |
| 2004 (1)  |                   |                       | | |                          |
| 13        | 24 juin 2004      | Paul McCartney        | 2004 Summer Tour | - | 50 000                   |
| 2005 (2)  |                   |                       | | |                          |
| 14        | 9 juillet 2005    | U2                    | Vertigo Tour | Snow Patrol / Starsailor | 160 349                  |
| 15        | 10 juillet 2005   | U2                    | Vertigo Tour | Snow Patrol / Starsailor | 160 349                  |
| 2006 (1)  |                   |                       | | |                          |
| 16        | 28 juillet 2006   | The Rolling Stones    | A Bigger Bang Tour | Razorlight | 62 761                   |
| 2007 (4)  |                   |                       | | |                          |
| 17        | 16 juin 2007      | The Rolling Stones    | A Bigger Bang Tour | Starsailor | 60 000                   |
| 18        | 22 juin 2007      | George Michael        | 25 Live | David Guetta | 63 583                   |
| 19        | 29 septembre 2007 | The Police            | The Police Reunion Tour | Fiction Plane | 157 906                  |
| 20        | 30 septembre 2007 | The Police            | The Police Reunion Tour | Fiction Plane | 157 906                  |
| 2008 (6)  |                   |                       | | |                          |
| 21        | 17 mai 2008       | RFM Party 80          | - | - | 45 000                   |
| 22        | 5 juillet 2008    | Cathy Guetta          | Unighted 2008 | - | 45 000                   |
| 23        | 29 août 2008      | André Rieu            | - | - | 28 000                   |
| 24        | 20 septembre 2008 | Madonna               | Sticky & Sweet Tour | Bob Sinclar | 138 163                  |
| 25        | 21 septembre 2008 | Madonna               | Sticky & Sweet Tour | Bob Sinclar | 138 163                  |
| 26        | 4 octobre 2008    | Urban Peace           | - | - | 48 000                   |
| 2009 (11) |                   |                       | | |                          |
| 27        | 16 mai 2009       | Kassav'               | Les 30 ans de Kassav' | Admiral T (et plus de 100 invités) | 60 000                   |
| 28        | 29 mai 2009       | Johnny Hallyday       | Tour 66 | - |                          |
| 29        | 30 mai 2009       | Johnny Hallyday       | Tour 66 | - |                          |
| 30        | 31 mai 2009       | Johnny Hallyday       | Tour 66 | - |                          |
| 31        | 12 juin 2009      | AC/DC                 | Black Ice World Tour | The Answer | 74 549                   |
| 32        | 27 juin 2009      | Depeche Mode          | Tour of the Universe | M83 | 65 005                   |
| 33        | 4 juillet 2009    | David Guetta          | Unighted Energized | - | 35 000                   |
| 34        | 11 juillet 2009   | U2                    | 360° Tour | Kaiser Chiefs | 186 554                  |
| 35        | 12 juillet 2009   | U2                    | 360° Tour | Kaiser Chiefs | 186 554                  |
| 36        | 11 septembre 2009 | Mylène Farmer         | Tour 2009 de Mylène Farmer | | 160 000                  |
| 37        | 12 septembre 2009 | Mylène Farmer         | Tour 2009 de Mylène Farmer | | 160 000                  |
| 2010 (6)  |                   |                       | | |                          |
| 38        | 11 juin 2010      | Muse                  | The Resistance Tour | Editors / Kasabian | 157 000                  |
| 39        | 12 juin 2010      | Muse                  | The Resistance Tour | Editors / Kasabian | 157 000                  |
| 40        | 18 juin 2010      | AC/DC                 | Black Ice World Tour | Slash | 76 375                   |
| 41        | 26 juin 2010      | Indochine             | Météor Tour | Didier Wampas | 78 000                   |
| 42        | 18 septembre 2010 | U2                    | 360° Tour | Interpol | 96 540                   |
| 43        | 25 septembre 2010 | Yannick Noah          | - | - | 83 000                   |
| 2011 (5)  |                   |                       | | |                          |
| 44        | 11 juin 2011      | Nuit Africaine        | Alpha Blondy, Manu Dibango, Fally Ipupa, Baaba Maal, Magic System, Oumou Sangaré, Jessy Matador, Meiway, Petit-Pays, Mokobé, Mory Kante, Passi, Coumba Gawlo, Patience Dabany, Sekouba Bambino, Werrason, Negro Pou La Vi | Alpha Blondy, Manu Dibango, Fally Ipupa, Baaba Maal, Magic System, Oumou Sangaré, Jessy Matador, Meiway, Petit-Pays, Mokobé, Mory Kante, Passi, Coumba Gawlo, Patience Dabany, Sekouba Bambino, Werrason, Negro Pou La Vi       | 20 000                   |
| 45        | 22 juin 2011      | Black Eyed Peas       | The Beginning Massive Stadium Tour | David Guetta | 195 000                  |
| 46        | 24 juin 2011      | Black Eyed Peas       | The Beginning Massive Stadium Tour | Stromae / Natalia Kills | 195 000                  |
| 47        | 25 juin 2011      | Black Eyed Peas       | The Beginning Massive Stadium Tour | Stromae / Natalia Kills | 195 000                  |
| 48        | 30 juin 2011      | Prince                | Welcome 2 America Tour | Sharon Jones | 45 000                   |
| 2012 (8)  |                   |                       | | |                          |
| 49        | 12 mai 2012       | Metallica             | 2012 European Black Album Tour | The Kills / Gojira | 72 975                   |
| 50        | 15 juin 2012      | Johnny Hallyday       | Tour 2012 | Louis Bertignac (première partie + invité) ; Marie-Mai, Pascal Obispo, Eddy Mitchell (invités) | 50 000                   |
| 51        | 16 juin 2012      | Johnny Hallyday       | Tour 2012 | Louis Bertignac (première partie + invité) ; Marie-Mai, Pascal Obispo, Eddy Mitchell (invités) | 60 000                   |
| 52        | 17 juin 2012      | Johnny Hallyday       | Tour 2012 | Louis Bertignac (première partie + invité) ; Marie-Mai, Pascal Obispo, Eddy Mitchell (invités) | 25 000                   |
| 53        | 30 juin 2012      | Red Hot Chili Peppers | I'm With You World Tour | The Vaccines | 60 000                   |
| 54        | 14 juillet 2012   | Madonna               | The MDNA Tour | Martin Solveig | 63 195                   |
| 55        | 2 septembre 2012  | Coldplay              | Mylo Xyloto Tour | Marina and the Diamonds / Rihanna | 77 813                   |
| 56        | 22 septembre 2012 | Lady Gaga             | The Born This Way Ball | The Darkness / Lady Starlight | 70 617                   |
| 2013 (8)  |                   |                       | | |                          |
| 57        | 8 juin 2013       | Rihanna               | Diamonds World Tour | David Guetta / GTA | 78 841                   |
| 58        | 15 juin 2013      | Depeche Mode          | The Delta Machine Tour | - | 63 103                   |
| 59        | 21 juin 2013      | Muse                  | The 2nd Law Tour | Paramore / Biffy Clyro | 150 936                  |
| 60        | 22 juin 2013      | Muse                  | The 2nd Law Tour | Paramore / Biffy Clyro | 150 936                  |
| 61        | 29 juin 2013      | Bruce Springsteen     | Wrecking Ball Tour | - | 61 867                   |
| 62        | 22 août 2013      | Eminem                | - | Kendrick Lamar | 71 542                   |
| 63        | 21 septembre 2013 | Roger Waters          | The Wall Live | - | 69 119                   |
| 64        | 28 septembre 2013 | Urban Peace           | - | - | 56 000                   |
| 2014 (8)  |                   |                       | | |                          |
| 65        | 26 avril 2014     | Justin Timberlake     | The 20/20 Experience World Tour | DJ Freestyle | 57 286                   |
| 66        | 13 juin 2014      | The Rolling Stones    | 14 on Fire | The Struts | 76 495                   |
| 67        | 20 juin 2014      | One Direction         | Where We Are Tour | 5 Seconds of Summer | 114 172                  |
| 68        | 21 juin 2014      | One Direction         | Where We Are Tour | McBusted | 114 172                  |
| 69        | 27 juin 2014      | Indochine             | Black City Tour | TR/ST / Toybloïd | 77 000                   |
| 70        | 28 juin 2014      | Indochine             | Black City Tour | TR/ST / Toybloïd | 77 000                   |
| 71        | 12 septembre 2014 | Beyoncé & Jay-Z       | On the Run Tour | Nicki Minaj | 147 012                  |
| 72        | 13 septembre 2014 | Beyoncé & Jay-Z       | On the Run Tour | Nicki Minaj | 147 012                  |
| 2015 (4)  |                   |                       | | |                          |
| 73        | 9 mai 2015        | Stars 80, la tournée  | - | Lucky Dance Party | 40 000                   |
| 74        | 23 mai 2015       | AC/DC                 | Rock or Bust World Tour | Vintage Trouble / No One Is Innocent | 150 000                  |
| 75        | 26 mai 2015       | AC/DC                 | Rock or Bust World Tour | Vintage Trouble / No One Is Innocent | 150 000                  |
| 76        | 11 juin 2015      | Paul McCartney        | Out There Tour | - | 50 000                   |
| 2016 (2)  |                   |                       | | |                          |
| 77        | 21 juillet 2016   | Beyoncé               | The Formation World Tour | - | 75 106                   |
| 78        | 30 juillet 2016   | Rihanna               | ANTI World Tour | DJ Mustard / Big Sean | 75 000                   |
| 2017 (9)  |                   |                       | | |                          |
| 79        | 1er juillet 2017  | Depeche Mode          | Global Spirit Tour | - | 58 199                   |
| 80        | 7 juillet 2017    | Guns N' Roses         | Not in This Lifetime... Tour | Tyler Bryant & the Shakedown / Biffy Clyro | 60 438                   |
| 81        | 15 juillet 2017   | Coldplay              | A Head Full of Dreams Tour | Lyves / Tove Lo | 235 611                  |
| 82        | 16 juillet 2017   | Coldplay              | A Head Full of Dreams Tour | Lyves / Tove Lo | 235 611                  |
| 83        | 18 juillet 2017   | Coldplay              | A Head Full of Dreams Tour | Lyves / Tove Lo | 235 611                  |
| 84        | 25 juillet 2017   | U2                    | The Joshua Tree Tour 2017 | Noel Gallagher's High Flying Birds | 154 486                  |
| 85        | 26 juillet 2017   | U2                    | The Joshua Tree Tour 2017 | Noel Gallagher's High Flying Birds | 154 486                  |
| 86        | 15 septembre 2017 | Les Insus ?           | Dernier Appel | Malo / No one is innocent | 60 000                   |
| 87        | 16 septembre 2017 | Les Insus ?           | Dernier Appel | Malo / No one is innocent |                          |
| 2018 (5)  |                   |                       | | |                          |
| 88        | 30 juin 2018      | Bruno Mars            | The 24K Magic World Tour | - | 70 000                   |
| 89        | 6 juillet 2018    | Ed Sheeran            | Europe Tour 2018 (Divide Tour) | Tom Walker | 153 065                  |
| 90        | 7 juillet 2018    | Ed Sheeran            | Europe Tour 2018 (Divide Tour) | Tom Walker | 153 065                  |
| 91        | 14 juillet 2018   | Beyoncé & Jay-Z       | On the Run II Tour | - | 111 615                  |
| 92        | 15 juillet 2018   | Beyoncé & Jay-Z       | On the Run II Tour | - | 111 615                  |
| 2019 (8)  |                   |                       | | |                          |
| 93        | 12 mai 2019       | Metallica             | WorldWired Tour 2019 | Ghost / Bokassa | 74 889                   |
| 94        | 18 mai 2019       | Stars 80, la tournée  | - | - | 40 000                   |
| 95        | 7 juin 2019       | BTS                   | Love Yourself : Speak Yourself | Halsey | 107 328                  |
| 96        | 8 juin 2019       | BTS                   | Love Yourself : Speak Yourself | - | 107 328                  |
| 97        | 29 juin 2019      | Rockin' 1000          | | Norbert Krief 'None' | 55 000                   |
| 98        | 5 juillet 2019    | Muse                  | Simulation Theory World Tour | Mini Mansions / Weezer | 131 321                  |
| 99        | 6 juillet 2019    | Muse                  | Simulation Theory World Tour | Mini Mansions / SWMRS | 131 321                  |
| 100       | 28 septembre 2019 | Gims                  | Fuego Tour | Dadju / RK / Gradur / Kendji Girac / Orelsan / Heuss l'enfoiré / Vitaa / Slimane / Vegedream / H Magnum / Sexion d'assaut / Alonzo / Fianso / Bedjik                                                                            | 72 000                   |
| 2022 (12) |                   |                       | | |                          |
| 101       | 14 mai 2022       | Rockin' 1000          | | -M- | 50 000                   |
| 102       | 21 mai 2022       | Indochine             | Central Tour | Coach Party | 97 036                   |
| 103       | 8 juillet 2022    | Red Hot Chili Peppers | RHCP Global Tour 2022 (en) | Anderson .Paak / The Free Nationals / Thundercat | 136 512                  |
| 104       | 9 juillet 2022    | Red Hot Chili Peppers | RHCP Global Tour 2022 (en) | Anderson .Paak / The Free Nationals / Thundercat | 136 512                  |
| 105       | 16 juillet 2022   | Coldplay              | Music of the Spheres World Tour | H.E.R. | 318 331                  |
| 106       | 17 juillet 2022   | Coldplay              | Music of the Spheres World Tour | H.E.R. | 318 331                  |
| 107       | 19 juillet 2022   | Coldplay              | Music of the Spheres World Tour | London Grammar | 318 331                  |
| 108       | 20 juillet 2022   | Coldplay              | Music of the Spheres World Tour | London Grammar | 318 331                  |
| 109       | 24 juillet 2022   | Lady Gaga             | The Chromatica Ball | - | 78 866                   |
| 110       | 29 juillet 2022   | Ed Sheeran            | The Mathematics Tour (en) | Cat Burns | 166 764                  |
| 111       | 30 juillet 2022   | Ed Sheeran            | The Mathematics Tour (en) | Maisie Peters | 166 764                  |
| 112       | 3 septembre 2022  | Booba                 | - | SDM / Green Montana / Uzi / Sfera Ebbasta / Kayna Samet / Zed / Elia / Bilton / Dala / Sicario / JSX / Gato / Bramsito | 81 000                   |
| 2023 (12) |                   |                       | | |                          |
| 113       | 6 mai 2023        | Soprano               | Chasseur d'Étoiles Tour | Berywam / DJ Bens / Louane / Alonzo | 85 000                   |
| 114       | 17 mai 2023       | Metallica             | M72 World Tour | Five Finger Death Punch / Ice Nine Kills | 96 376                   |
| 115       | 19 mai 2023       | Metallica             | M72 World Tour | Architects / Mammoth WVH | 96 376                   |
| 116       | 26 mai 2023       | Beyoncé               | Renaissance World Tour | Blue Ivy Carter | 68 624                   |
| 117       | 1er juin 2023     | Harry Styles          | Love on Tour | Wet Leg | 132 880                  |
| 118       | 2 juin 2023       | Harry Styles          | Love on Tour | Wet Leg | 132 880                  |
| 119       | 24 juin 2023      | Depeche Mode          | The Memento Mori Tour | - | 70 720                   |
| 120       | 8 juillet 2023    | Muse                  | Will of the People World Tour | One Ok Rock / Royal Blood | 70 390                   |
| 121       | 15 juillet 2023   | Blackpink             | Born Pink Tour | - | 52 781                   |
| 122       | 22 juillet 2023   | Rammstein             | Europe Stadium Tour 2023 | - | 68 122                   |
| 123       | 29 juillet 2023   | The Weeknd            | After Hours Til Dawn Tour | Kaytranada / Mike Dean | 150 610[réf. nécessaire] |
| 124       | 30 juillet 2023   | The Weeknd            | After Hours Til Dawn Tour | Kaytranada / Mike Dean | 150 610[réf. nécessaire] |
|           | 2024 (3)          |                       | | |                          |
| 125       | 27 septembre 2024 | Mylène Farmer         | Nevermore 2023 | - | 220 000                  |
| 126       | 28 septembre 2024 | Mylène Farmer         | Nevermore 2023 | - | 220 000                  |
| 127       | 1er octobre 2024  | Mylène Farmer         | Nevermore 2023 | - | 220 000                  |
| 2025 (17) |                   |                       | | |                          |
| 128       | 18 avril 2025     | Burna Boy             | Told Them...Tour | Nissi / Dadju / Dave / Joé Dwèt Filé / Werenoi / Youssou N'Dour | 50 000                   |
| 129       | 26 avril 2025     | Jul                   | - | Dystinct / Mister You / Naza / PLK / Poupie | 97 816                   |
| 130       | 2 mai 2025        | Ninho                 | - | Rim'K / Niska / Dadju / Fally Ipupa / Naps / Alonzo / Vegedream / Hornet la Frappe / La Fouine / K-Point / Gaulois / Da Uzi / Gianni / Hiro / Yaro / Kaneki / Leto / Zola / Omah Lay / Mac Tyer / Naza / Heuss l'Enfoiré / Gazo | 160 000                  |
| 131       | 3 mai 2025        | Ninho                 | - | Rim'K / Niska / Dadju / Fally Ipupa / Naps / Alonzo / Vegedream / Hornet la Frappe / La Fouine / K-Point / Gaulois / Da Uzi / Gianni / Hiro / Yaro / Kaneki / Leto / Zola / Omah Lay / Mac Tyer / Naza / Heuss l'Enfoiré / Gazo | 160 000                  |
| 132       | 10 mai 2025       | DJ Snake              | The Final Show | Madeon / Tiësto / Dillon Francis / Bipolar Sunshine / Rim'K / Space Laces / GASHI / Kool Shen | 80 000                   |
| 133       | 19 juin 2025      | Beyoncé               | Cowboy Carter Tour | Miley Cyrus | 215 025                  |
| 134       | 21 juin 2025      | Beyoncé               | Cowboy Carter Tour | - | 215 025                  |
| 135       | 22 juin 2025      | Beyoncé               | Cowboy Carter Tour | Jay-Z | 215 025                  |
| 136       | 5 juillet 2025    | Imagine Dragons       | Loom World Tour (en) | Declan McKenna | -                        |
| 137       | 6 juillet 2025    | Imagine Dragons       | Loom World Tour (en) | Declan McKenna | -                        |
| 138       | 11 juillet 2025   | Linkin Park           | From Zero World Tour (en) | JPEGMafia / One Ok Rock | 70 000                   |
| 139       | 26 juillet 2025   | Stray Kids            | DominATE (en) | - | 110 000                  |
| 140       | 27 juillet 2025   | Stray Kids            | DominATE (en) | - | 110 000                  |
| 141       | 2 août 2025       | Blackpink             | 2025 World Tour (en) | - | 110 000                  |
| 142       | 3 août 2025       | Blackpink             | 2025 World Tour (en) | - | 110 000                  |
| 143       | 9 août 2025       | AC/DC                 | PWR Up Tour (en) | The Pretty Reckless | 70 000                   |
| 144       | 13 août 2025      | AC/DC                 | PWR Up Tour (en) | The Pretty Reckless |                          |

Classement des artistes s'étant le plus produit au Stade de France :
| Rang | Artiste            | Nombre de dates | Années des concerts                   |
| ---- | ------------------ | --------------- | ------------------------------------- |
| 1    | Johnny Hallyday    | 9               | 1998 x3; 2009 x3; 2012 x3             |
| 1    | Beyoncé            | 9               | 2014 x2; 2016; 2018 x2; 2023; 2025 x3 |
| 3    | Coldplay           | 8               | 2012; 2017 x3; 2022 x4                |
| 4    | Muse               | 7               | 2010 x2; 2013 x2; 2019 x2; 2023       |
| 4    | U2                 | 7               | 2005 x2; 2009 x2; 2010; 2017 x2       |
| 4    | AC/DC              | 7               | 2001; 2009; 2010; 2015 x2; 2025 x2    |
| 7    | Mylène Farmer      | 5               | 2009 x2; 2024 x3                      |
| 7    | The Rolling Stones | 5               | 1998; 2003; 2006; 2007; 2014          |
| 9    | Indochine          | 4               | 2010; 2014 x2; 2022                   |
| 9    | Ed Sheeran         | 4               | 2018 x2; 2022 x2                      |
| 9    | Metallica          | 4               | 2012; 2019; 2023 x2                   |

### Spectacles
- Aida le 14 septembre 2001[172] et le 2 octobre 2010[173]
- Opéra céleste (Requiem de Giuseppe Verdi) le 22 juin 2002[174]
- Carmen le 20 septembre 2003[175]
- Bigard au Stade de France le 18 juin 2004
- Voyage au centre de la Terre le 17 et 19 décembre 2005[176]
- Turandot le 28 mai 2005[177]
- Ben-Hur de Robert Hossein en 2006
- Nabucco en 2008

### Vaccination contre la Covid-19
Afin de permettre la vaccination de milliers de personnes chaque semaine contre la Covid-19, le stade est transformé en « vaccinodrome » (centre de vaccination).

## Le Stade de France en chiffres
Cette section ne s'appuie pas, ou pas assez, sur des sources secondaires ou tertiaires indépendantes du sujet. Le texte peut contenir des analyses inexactes ou inédites de sources primaires.
Pour l'améliorer, ajoutez-en, ou placez des modèles {{Source secondaire souhaitée}} ou {{Source secondaire nécessaire}} sur les passages mal sourcés. (janvier 2024)
Voici quelques chiffres concernant le Stade de France :
- 3 millions d'euros de bénéfices en 2011.
- 4,6 millions d'euros de billetterie (record) pour un match des Bleus (France-Irlande, 1-1, le 18 novembre 2009).
- Sixième au classement des lieux d'Île-de-France les plus prisés sur Facebook en 2012.
- 7 minutes, le temps suffisant pour que 80 000 spectateurs quittent les tribunes.
- 17 hectares, la superficie du Stade de France dont 4,5 pour le parvis.
- 250 évènements d'entreprises organisés dans les salons du Stade de France annuellement.
- 320 mètres, la longueur du stade pour 280 de largeur et 35 de hauteur depuis le parvis (46 m de hauteur au total)[180].
- 13 000 tonnes, le poids total du toit du stade.
- Plus de 1300 stadiers mobilisés pour chaque match.
- 35 000, le nombre d'emplois créés dans le quartier du Stade de France.
- 52 000, le nombre de places vendues en deux heures pour le concert de Metallica, le 12 mai 2012.
- 80 056, record d'affluence pour un match de football à l'occasion de la finale de Coupe de France entre Rennes et Guingamp (1-2), le 9 mai 2009.
- 80 430, record d'affluence pour un match de rugby à l'occasion de la finale de Coupe du Monde de rugby 2007 entre l'Afrique du sud et l'Angleterre.
- 100 000, le nombre de personnes qui effectuent une visite guidée par an.
- 173, le nombre de loges réparties autour du stade.
- 163 457 le nombre de places vendues en moins de trois heures pour les concerts de Mylène Farmer en 2009.
- 97 816, record d'affluence toutes manifestations confondues, à l'occasion du concert de Jul du 26 avril 2025.
- 200 000, le nombre de places vendues en moins de 2 heures pour les concerts de Coldplay en 2022.
- 318 000, record d'affluence toutes manifestations confondues sur plusieurs dates, à l'occasion des concerts de Coldplay les 16, 17, 19 et 20 juillet 2022.
- 7 fois (2x en 2010, 2x en 2013, 2x en 2019 et une fois en 2023) le Stade de France a accueilli le groupe Muse ce qui en fait le stade le plus visité par le groupe de rock britannique.
- 8 fois (1x en 2012, 3x en 2017 et 4x en 2022) le Stade de France a accueilli le groupe Coldplay ce qui en fait le Groupe International s'étant représenté au Stade de France depuis sa création en 1998.
- le 18 juin 2004, lors de la dernière de son spectacle des animaux et des hommes, Jean-Marie Bigard se produit au Stade de France devant 52 000 personnes un record d'affluence pour un comique.

## Records sonores
Le 12 mai 2012, le groupe de death metal Français Gojira a joué au Stade de France comme première partie du groupe américain Metallica lors de leur « European Black Album Tour ». Le concert de Gojira a été mesuré à 120 décibels dans les couloirs des coulisses, battant le record du son le plus fort jamais enregistré au Stade de France.
Le 11 avril 2015, le bruit produit par les 80 000 spectateurs présents au Stade de France lors de la finale de la Coupe de la Ligue 2015 atteint 109 décibels, ce qui établit le record du monde du stade le plus bruyant enregistré lors d'un match final d'un tournoi de football.

## Galerie

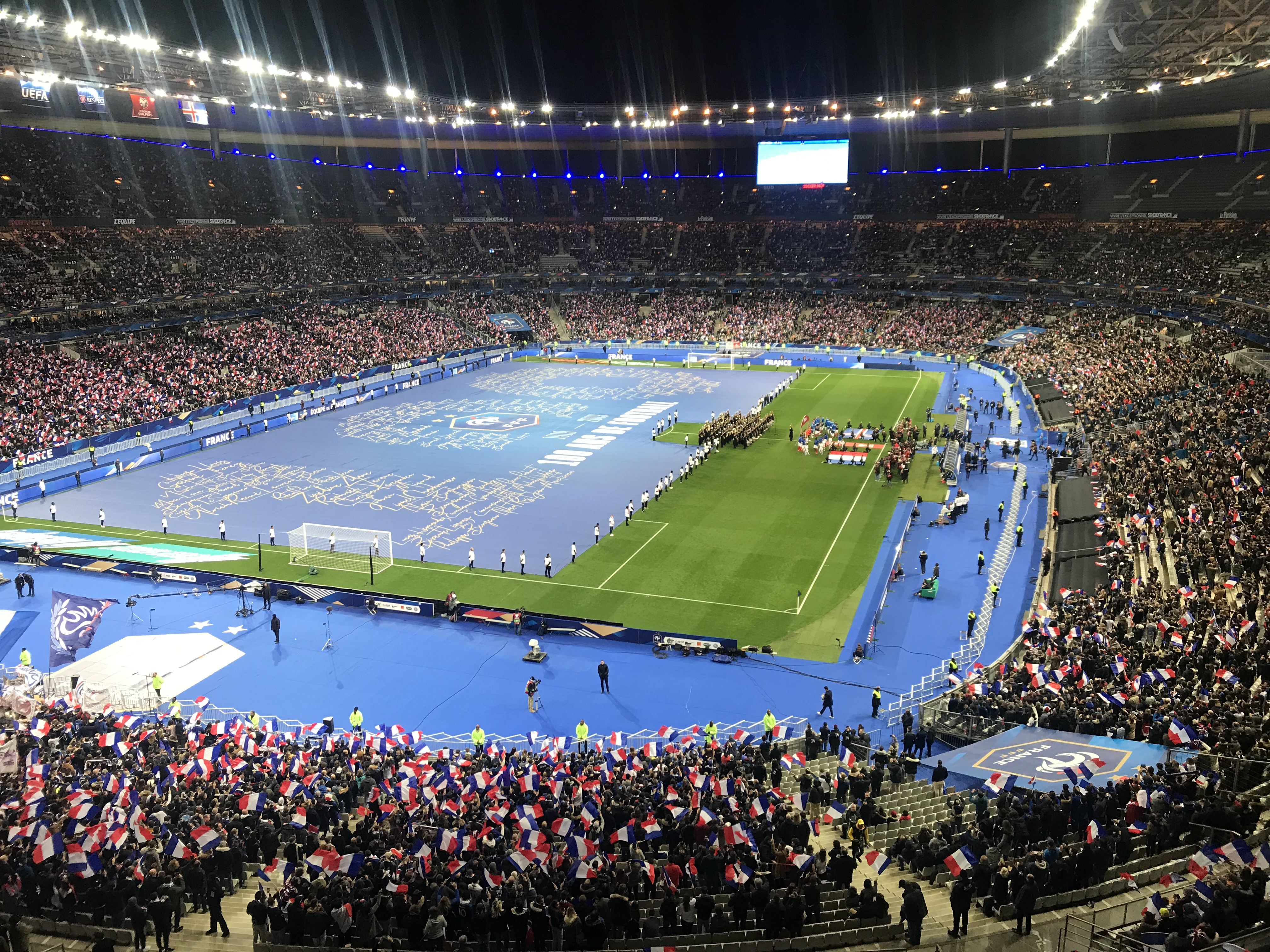
Stade de France lors des 100 ans de la Fédération française de football contre l'Islande
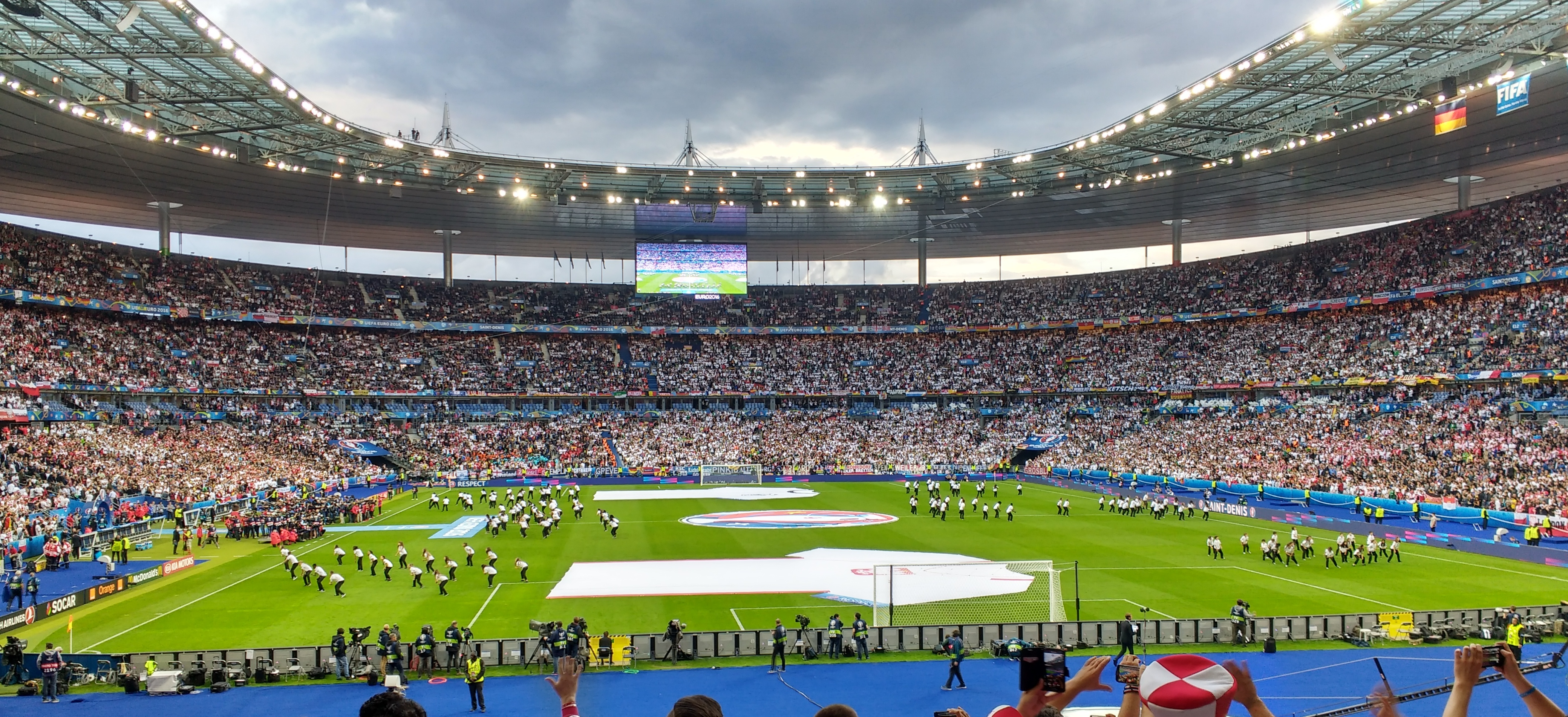
Allemagne contre Pologne lors de l'Euro 2016
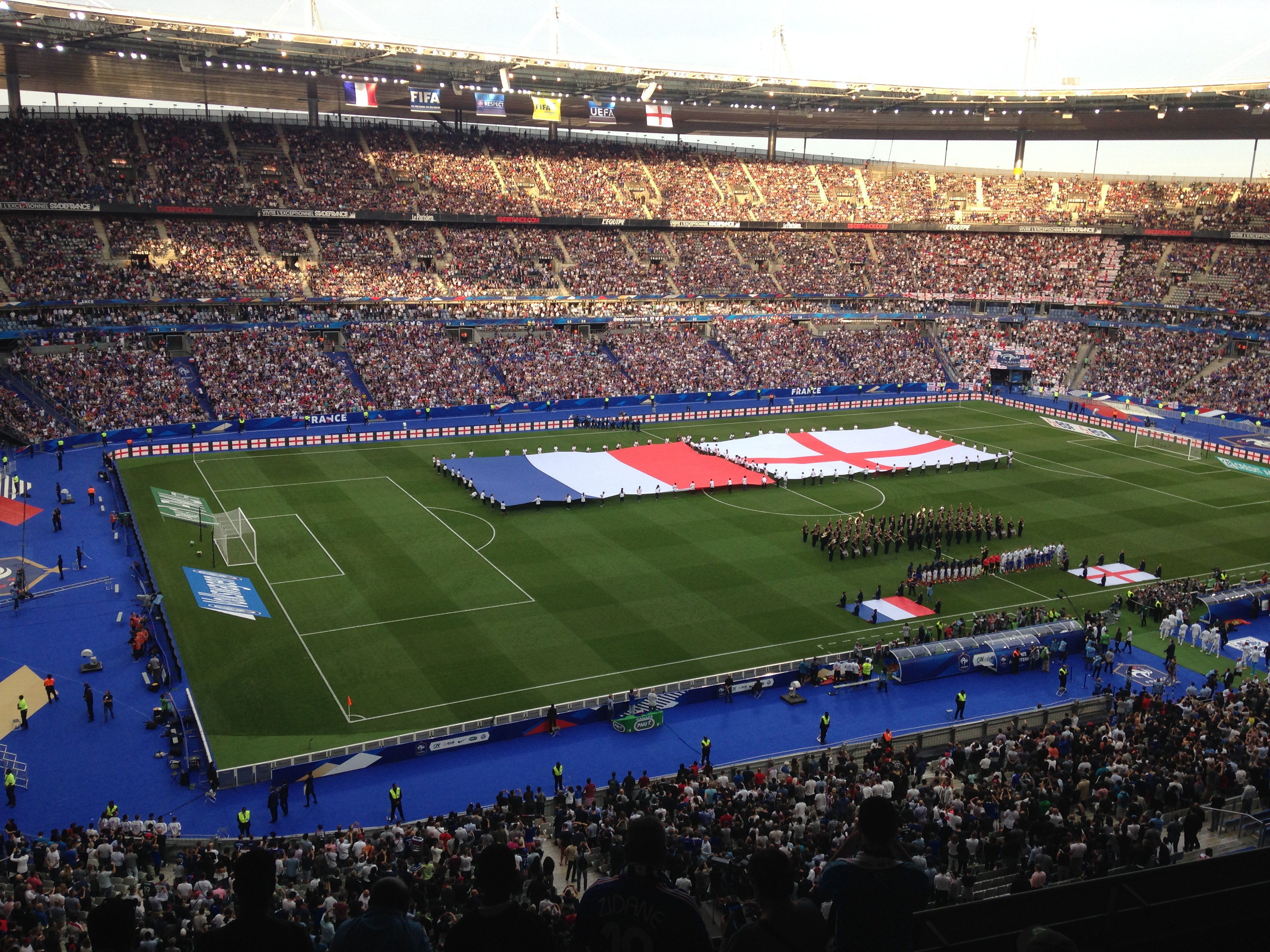
France contre Angleterre en 2017
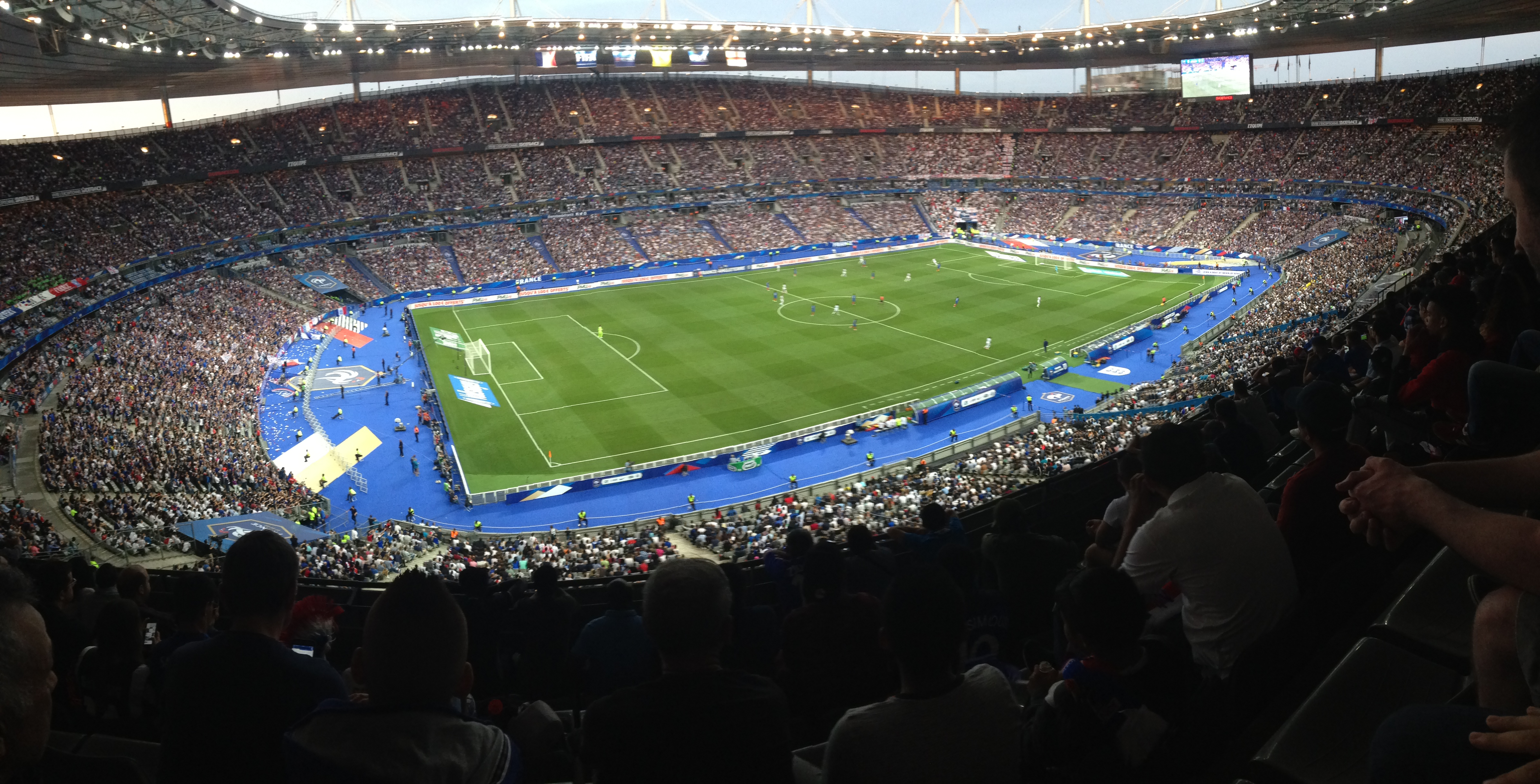
Panorama du stade
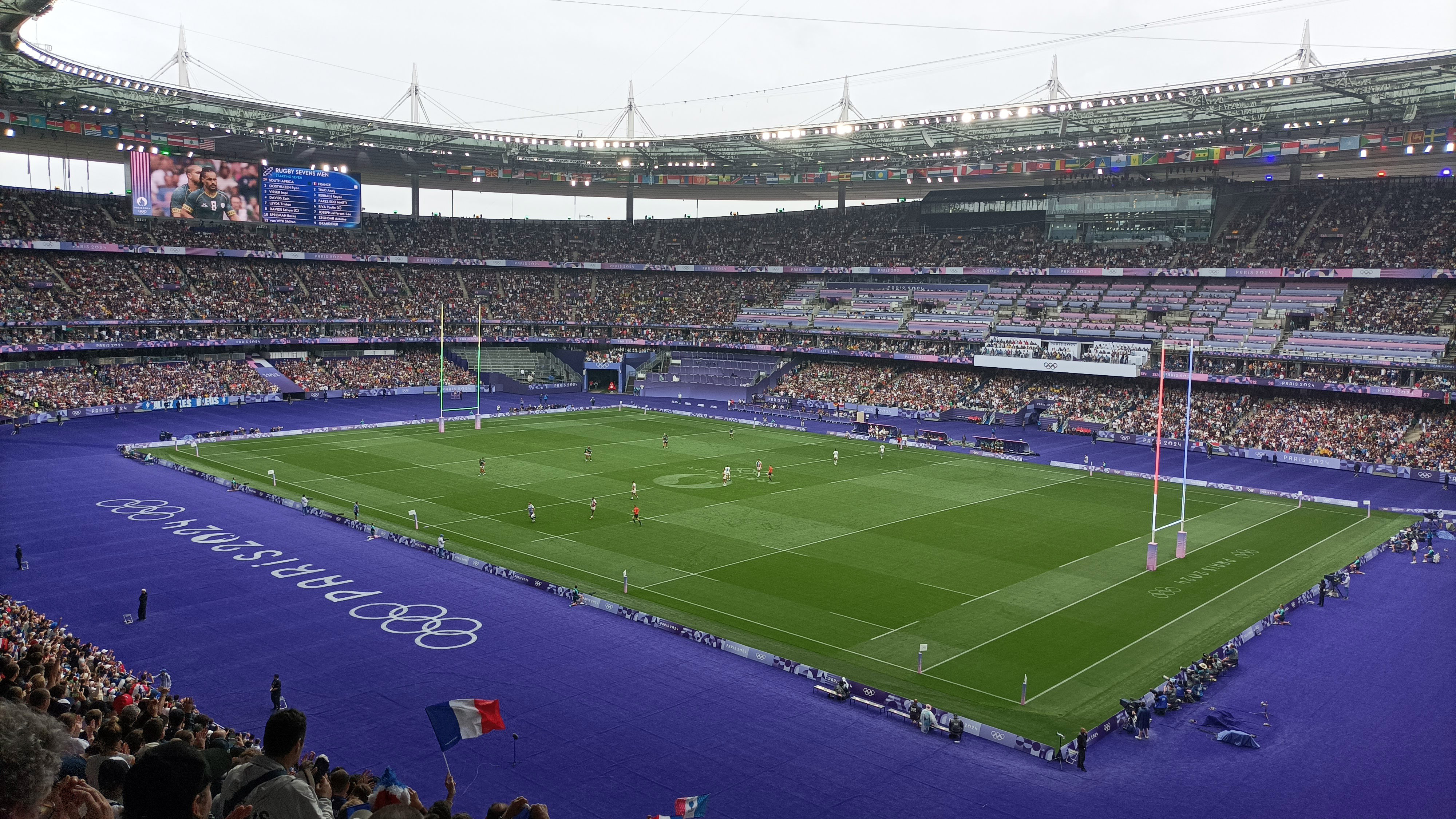
Tournoi olympique de rugby à sept en 2024
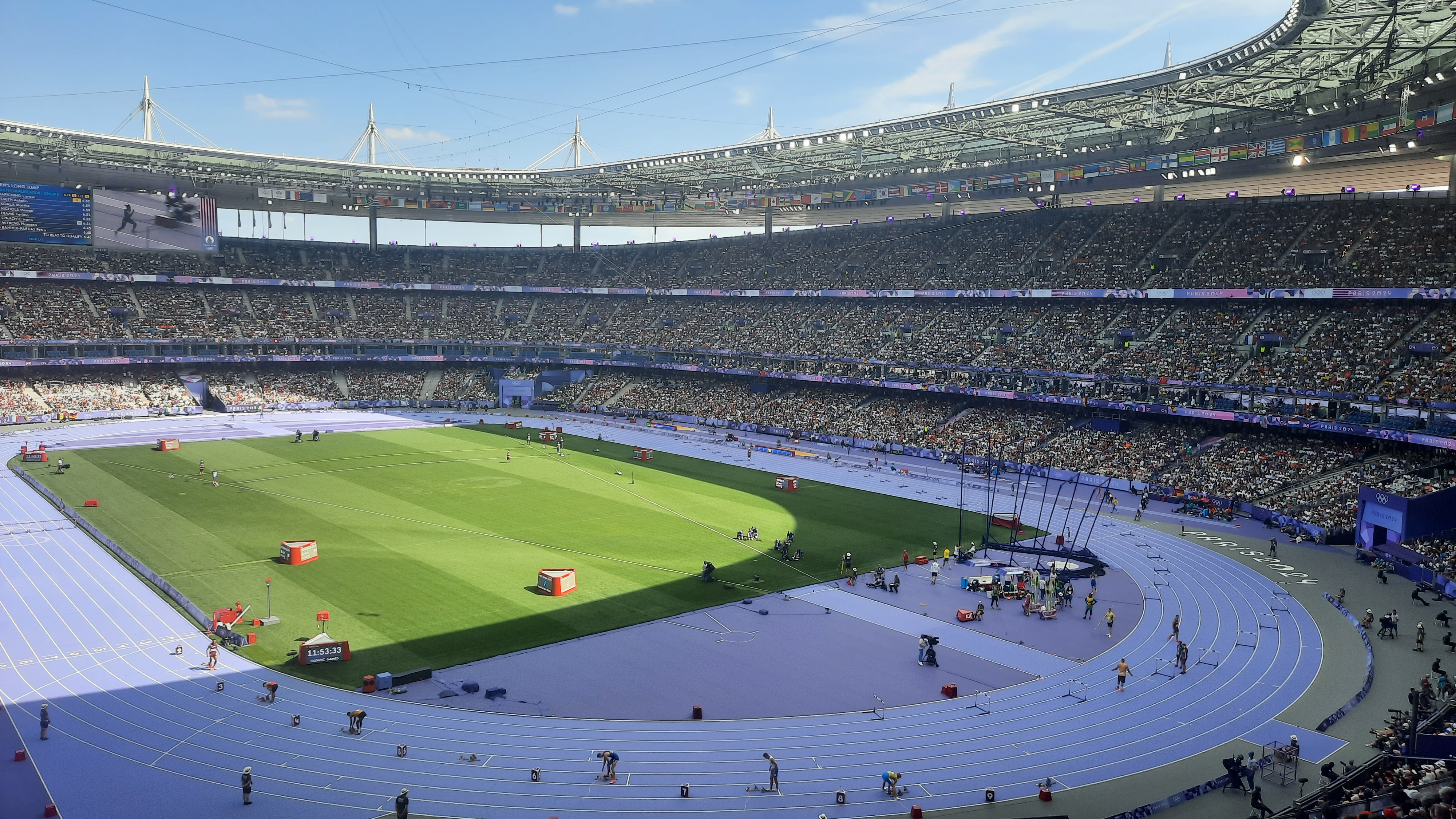
Athlétisme aux Jeux olympiques de 2024
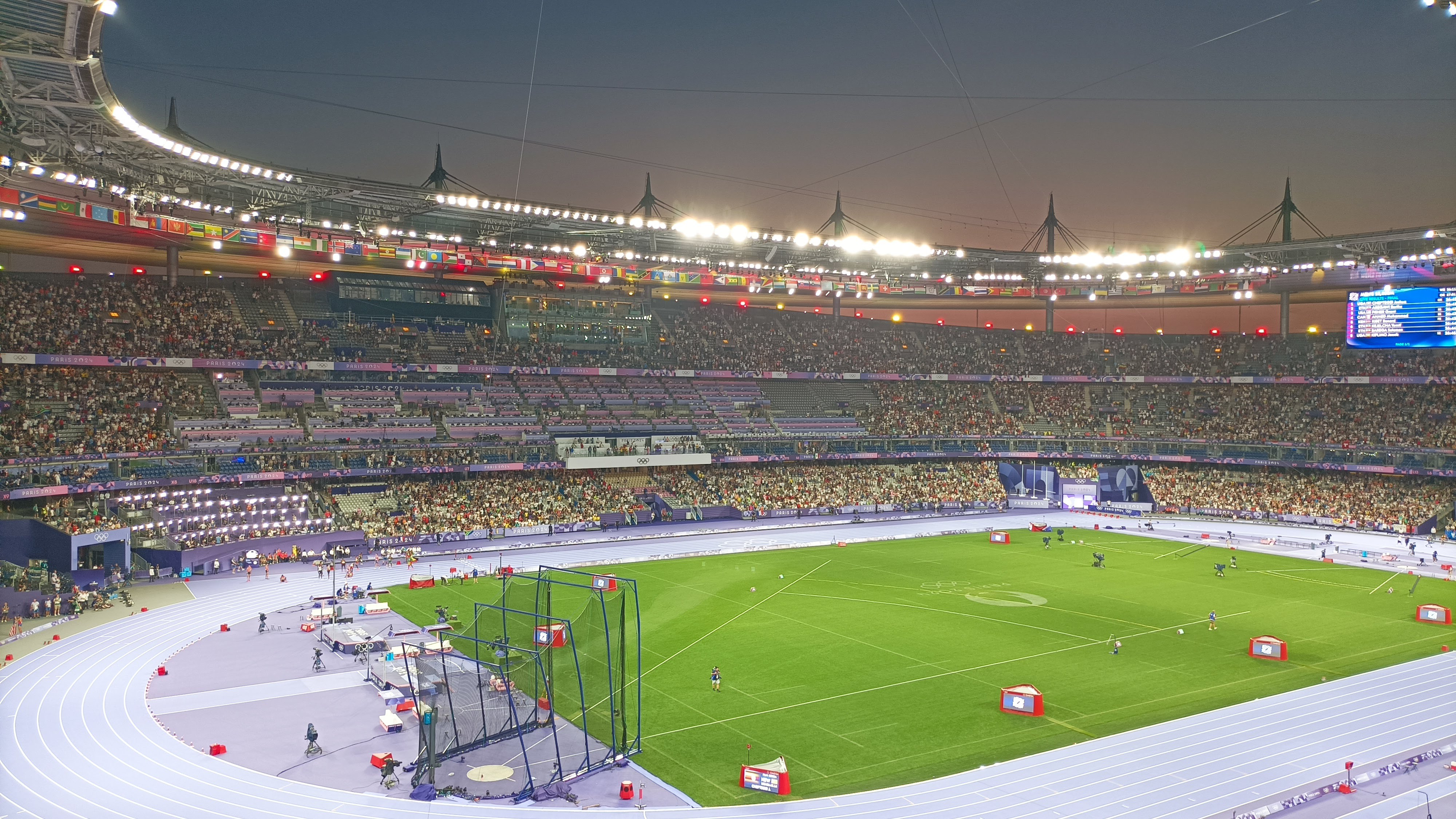
Athlétisme aux Jeux olympiques de 2024
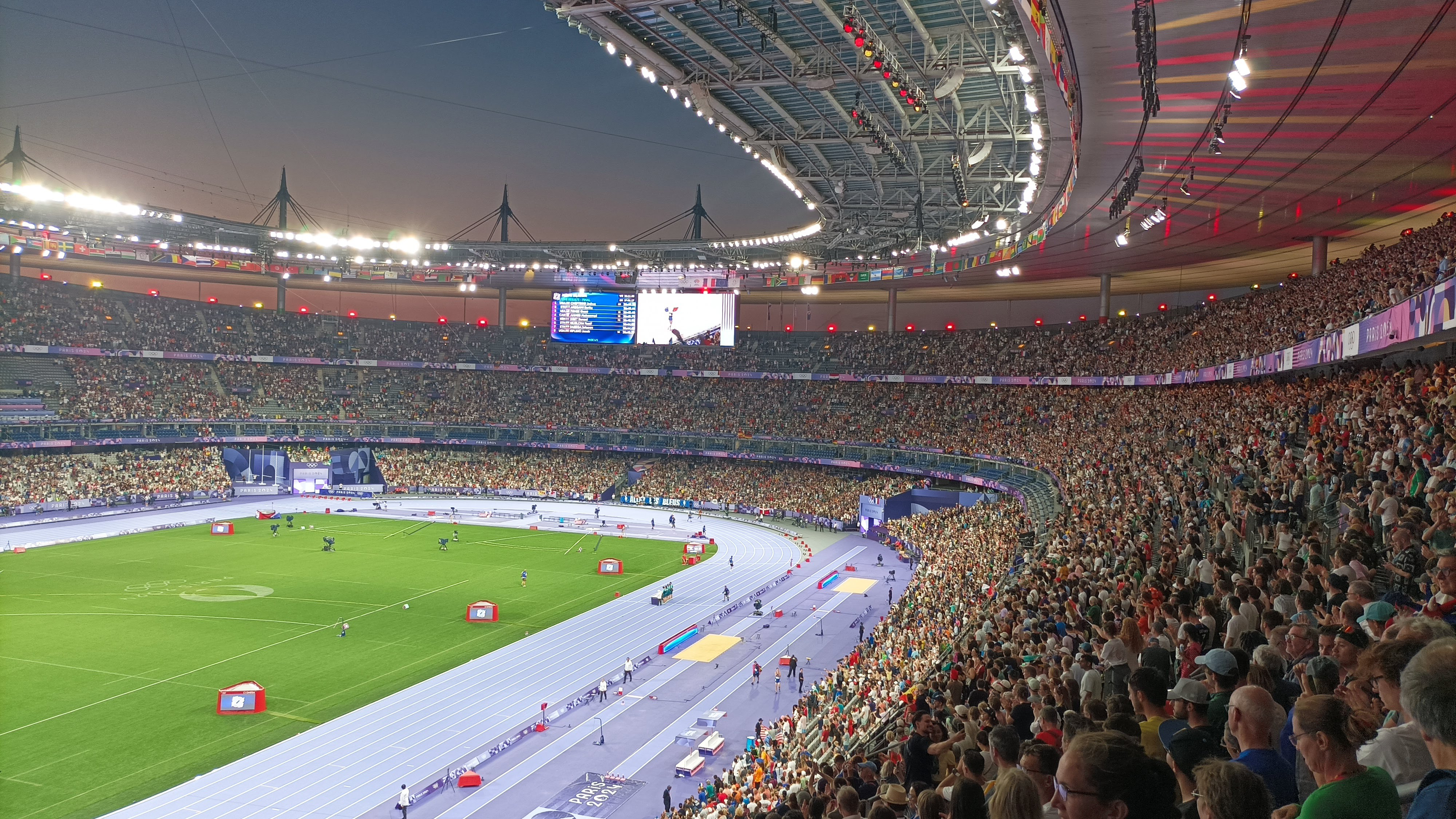
Athlétisme aux Jeux olympiques de 2024